# Droste zu Hülshoff

Wappen der Droste zu Hülshoff

Droste zu Hülshoff (auch Droste-Hülshoff) heißt ein erstmals im 11. Jahrhundert als von Deckenbrock urkundlich erwähntes, noch blühendes Uradelsgeschlecht des Münsterlandes. Bekannt ist es vor allem durch Annette von Droste-Hülshoff, eine bedeutende deutsche Dichterin des 19. Jahrhunderts. Neben dieser berühmten Namensträgerin gehörten viele katholische Geistliche, Rats- und Handelsherren, Bürgermeister, Gutsbesitzer, Generäle, Beamte, Literaten, Wissenschaftler und Künstler zu dieser Familie.
Verwandt mit Dynastengeschlechtern, ist die Familie trotz edelfreier Abstammung zugleich das bekannteste von drei heute noch blühenden münsterschen Erbmännergeschlechtern und verbreitete sich ab dem 16. Jahrhundert zusätzlich in Sachsen, Ostpreußen, Bayern und Baden.
Ausgestorbene andere Linien des gleichen Adelsgeschlechts waren die Droste zu Handorf, Droste zu Uhlenbrock, Droste zu Möllenbeck und zu Zützen, Droste zu Hofe, bzw. einfach Drost(e).
Keine Stammesverwandtschaft besteht jedoch zu weiteren westfälischen Geschlechtern mit dem Namen Droste, wie den Droste zu Vischering und den Droste zu Erwitte.

## Der Name Droste

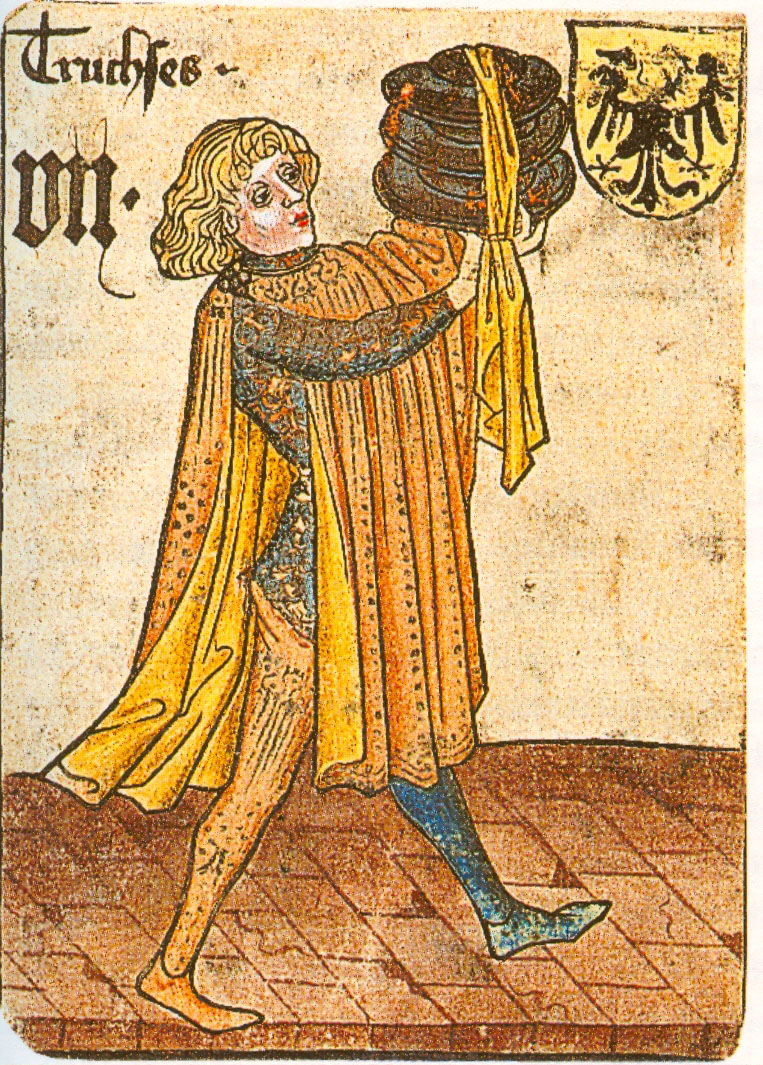
Truchsess/Drost auf einem mittelalterlichen Kartenspiel

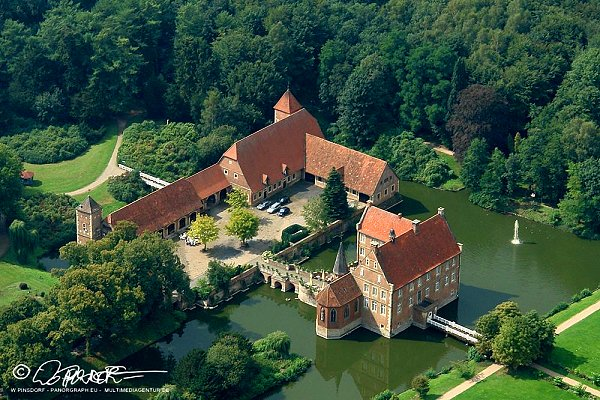
Burg Hülshoff, Stammgut der Familie von 1417 bis 2012

Der Familienname aller Familien Droste leitet sich vom gleichnamigen Amt des Drosten ab; es war im Mittelalter mit dem Hofamt des Truchsess, lat. dapifer, mittelhochdeutsch drotsete, identisch.
Schon 1147 wird als wahrscheinlich erster Drost aus dem Adelsgeschlecht Deckenbrock/Droste zu Hülshoff Everwinus Droste genannt, dann nachweislich als Mitglied der Stammlinie der Ritter Engelbert von Deckenbrock (1266–1298). Von solchen Ämtern, die erblich wurden, übernahmen mehrere Adelsfamilien in Westfalen den Namen Droste. Nur gelegentlich gab es verwandtschaftliche Verbindungen dieser ganz verschiedenen Familien: beispielsweise war Anna Brigitta von Droste zu Hülshoff, die Urgroßmutter der Dichterin Annette von Droste-Hülshoff, eine Tochter des „Erbdrosten“ aus der Familie Droste zu Vischering. Die Verweigerung der Mitgift für diese Ehe war allerdings Ursache eines Rechtsstreits zwischen beiden Familien, der 1737 damit endete, dass Maximilian Heidenreich Droste zu Vischering (1684–1751) seinem, aus einem edelfreien Geschlecht stammenden, Schwiegersohn Heinrich Wilhelm Droste zu Hülshoff (1704–1754) und dessen Nachkommen u. a. zusichern musste, dass beim Aussterben seiner Familie die Droste zu Hülshoff deren Güter erben sollten. Diese beiden Adelsgeschlechter Droste blühen immer noch. Der Name Droste (ohne Zusatz) kommt in Norddeutschland recht häufig vor, wobei auch eine Abstammung von nicht-legitimierten Nachkommen von Adelsfamilien vorliegen kann, meist aber nicht nachweisbar ist. Diese Familien sind nicht zur Führung der Familienwappen berechtigt. Namensgeberin vieler Schulen, Straßen und kultureller Einrichtungen mit dem Namen „Droste“ – beispielsweise für die Droste-Hülshoff-Gymnasien – ist zumeist die Dichterin Annette von Droste-Hülshoff.

## Gut Hülshoff
Hülshoff ist der Name einer Wasserburg und eines Rittergutes in Havixbeck, Kreis Coesfeld, Nordrhein-Westfalen (vor 1975 zu Roxel, Landkreis Münster, gehörend), deren Bezeichnung sich von „Hülse“, dem Namen eines Ministerialengeschlechts zu Kleve ableitet, das von den Edelherren zu Tecklenburg abstammte. Die Burg, seit 1417 Stammsitz der Freiherren Droste zu Hülshoff, wurde von ihrer letzten Besitzerin 2012 in die neu gegründete Annette von Droste zu Hülshoff-Stiftung eingebracht.

## Wappen
In Schwarz ein geflügelter silberner Barsch; auf dem Helm mit schwarz-silberner Decke eine silberne Fischreuse. Der Wahlspruch lautet: E carcere coelestia appeto! (Aus dem Gefängnis strebe ich nach Himmlischem)

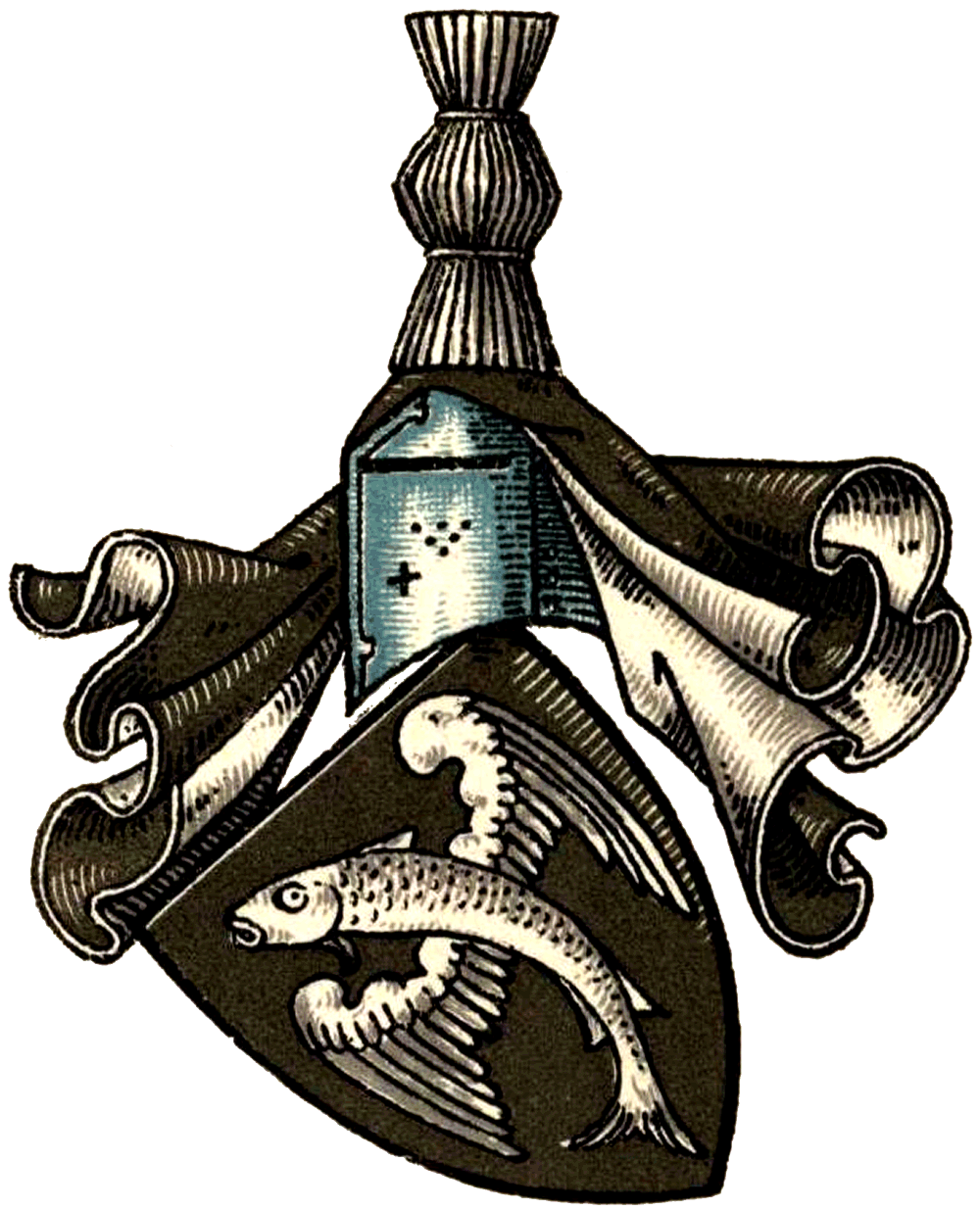
Wappen der Droste zu Hülshoff im Wappenbuch des Westfälischen Adels
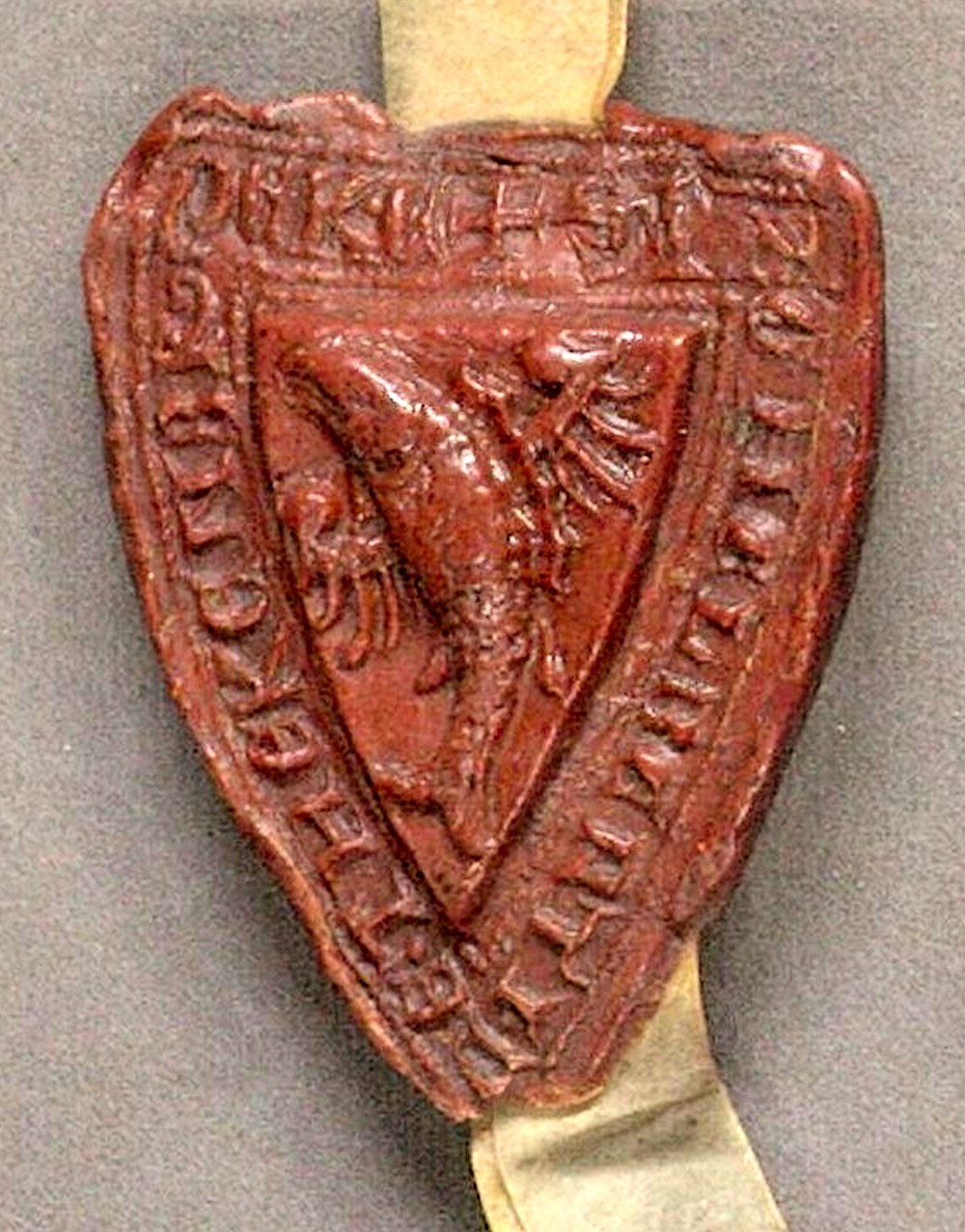
Wappen im Siegel des Engelbert von Deckenbrock (1295)
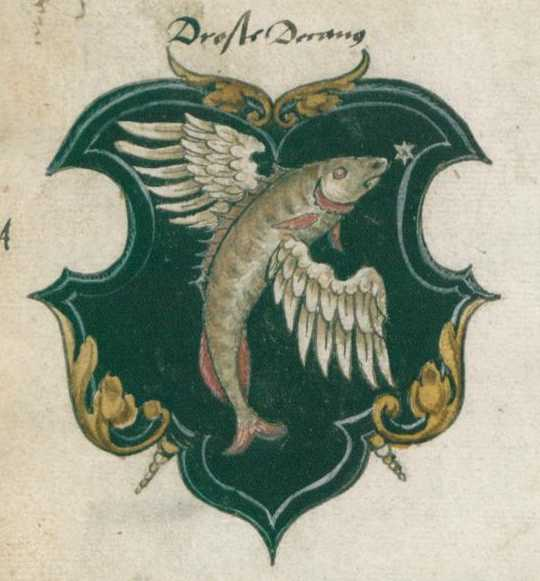
Wappen Everwin von Droste zu Hülshoff (1594)
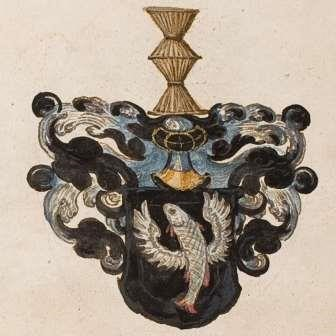
Wappen Everwin von Droste zu Möllenbeck (1592–1661)
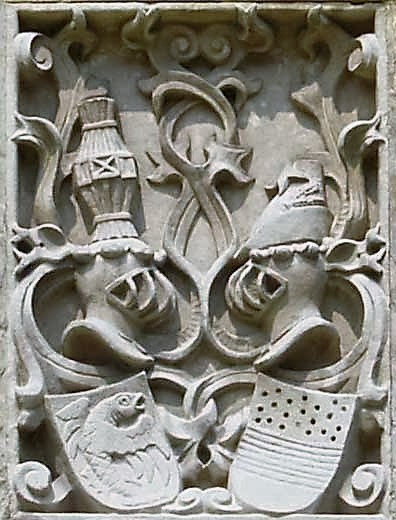
Wappen Bernhard II. von Droste zu Hülshoff und Richmod von Travelmann-Ebeling, ca. 1600 Burg Hülshoff
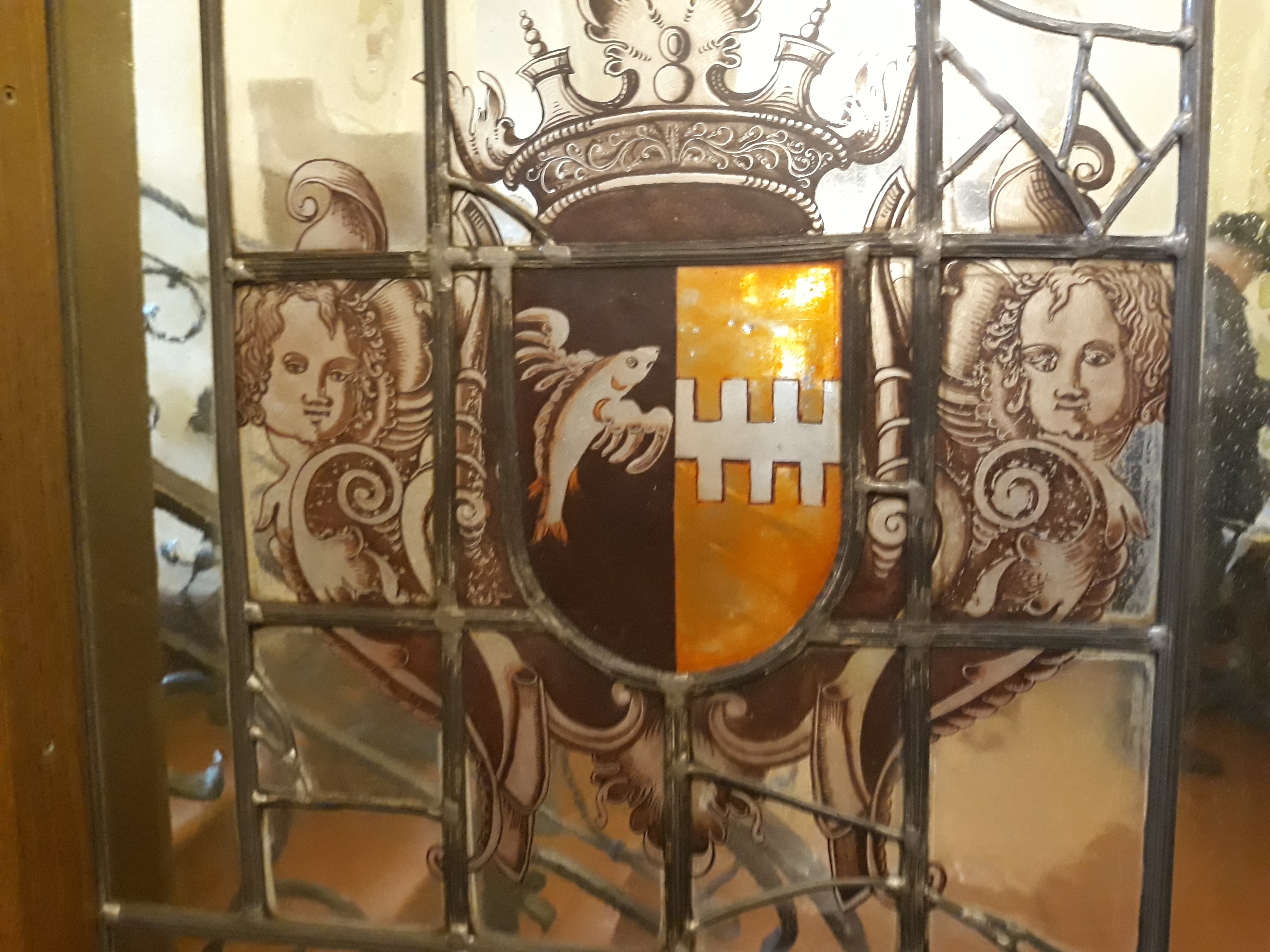
Wappenscheibe Bernhard III. von Droste-Hülshoff und Johanna von Nesselrode-Hugenpoet, ca. 1660
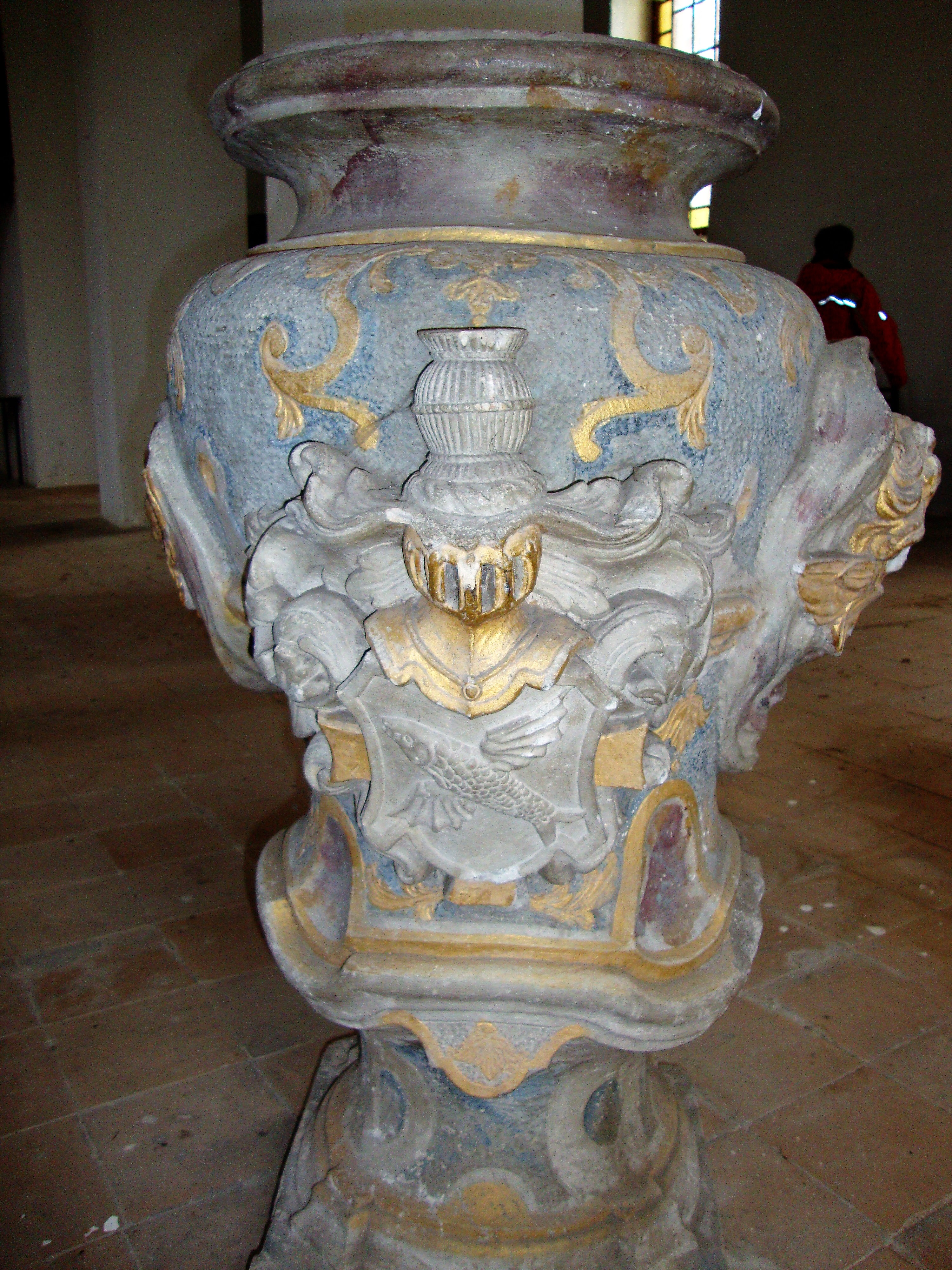
Wappen Johann Eberhard von Droste zu Zützen, Flachskirche Reddern Taufstein, ca. 1700
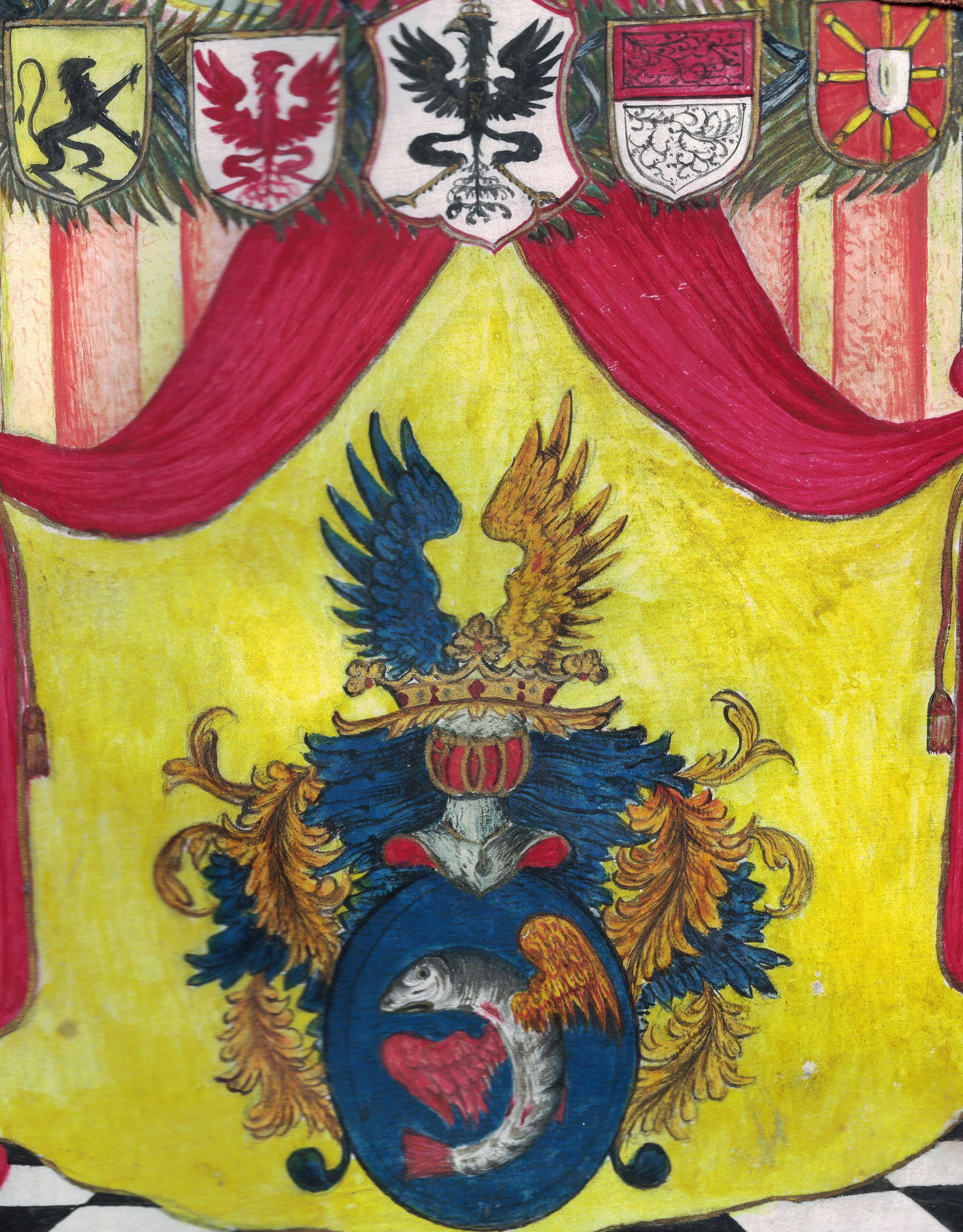
Wappen eines 1704 in Königsberg erneut geadelten Zweigs der Droste zu Hülshoff
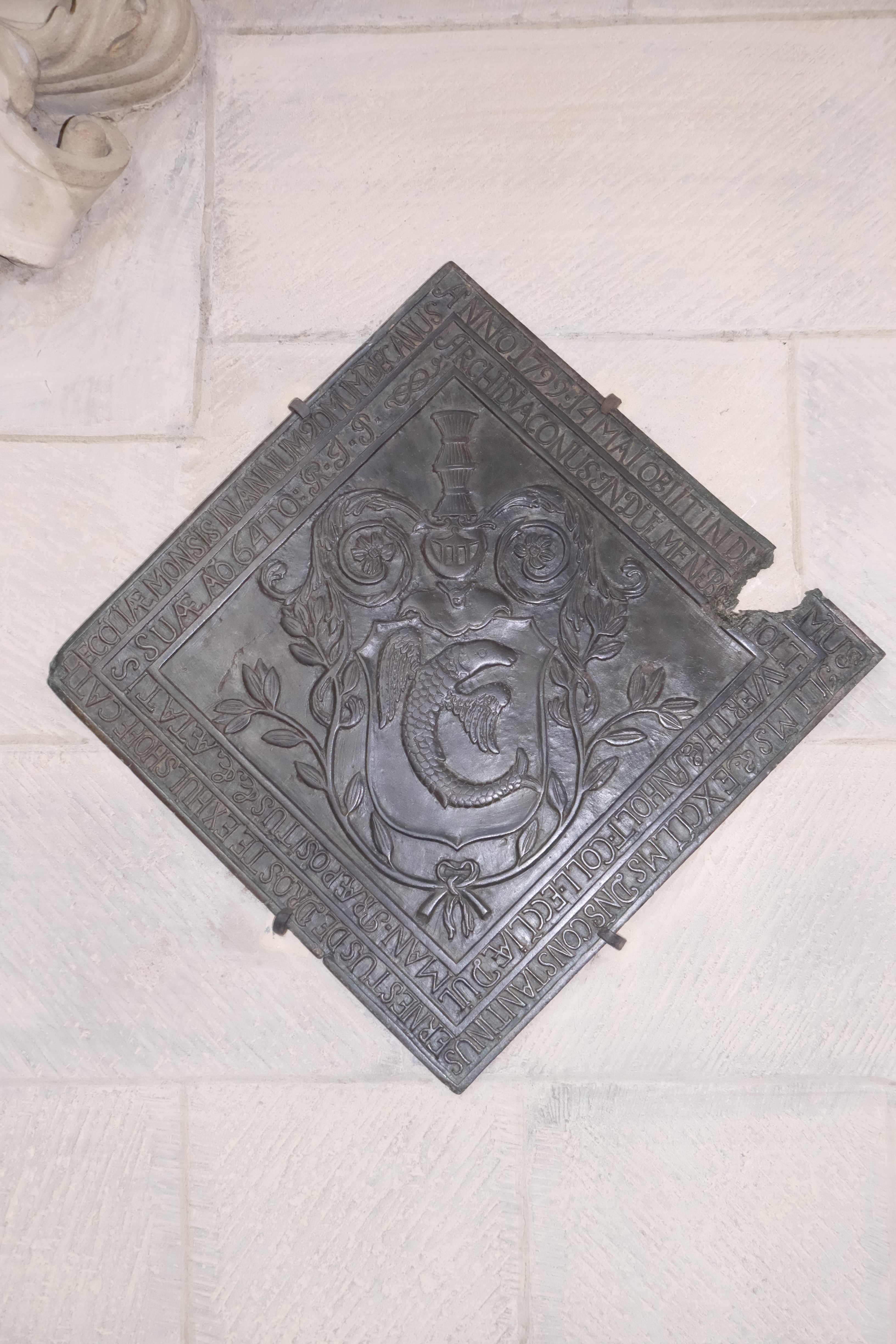
Grabplatte Domdechant Ernst Konstantin von Droste zu Hülshoff (1736–1799) im Dom zu Münster
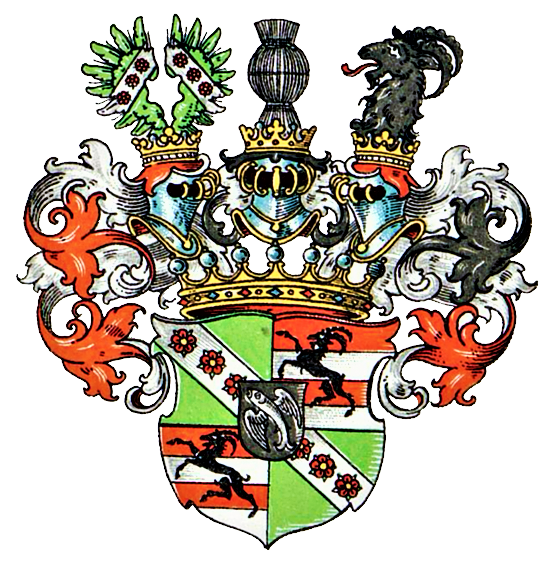
Wappen des Ernst Konstantin von Droste zu Hülshoff gen. Reichsfreiherr von Kerckerinck zu Stapel, 1801
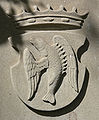
Wappen der Dichterin Annette von Droste-Hülshoff, Grab Meersburg 1848
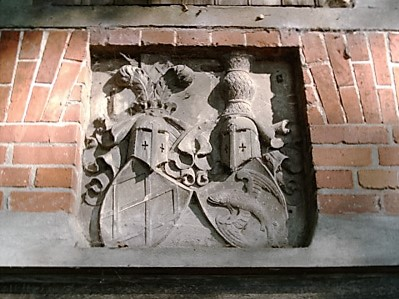
Allianz-Wappen Merveldt-Droste zu Hülshoff 1899 Gut Füchtel
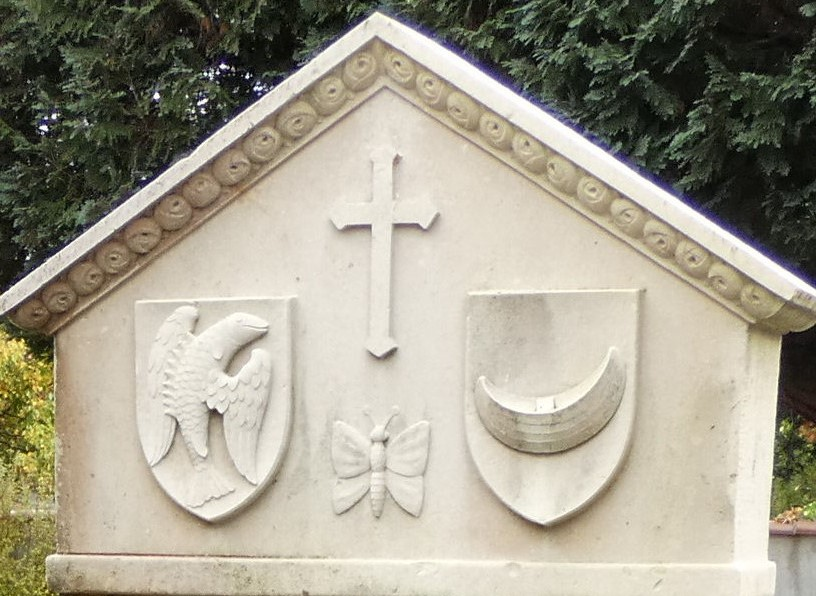
Wappen Carl Caspar von Droste zu Hülshoff und Marie von Bothmer, Meersburg 1936
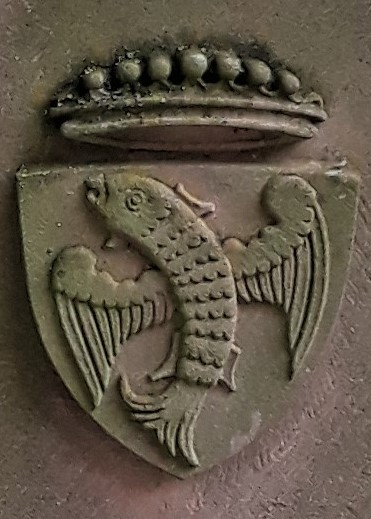
Wappen Droste zu Hülshoff, Familiengrab Gelmini von Kreutzhof Kirchzarten 1980
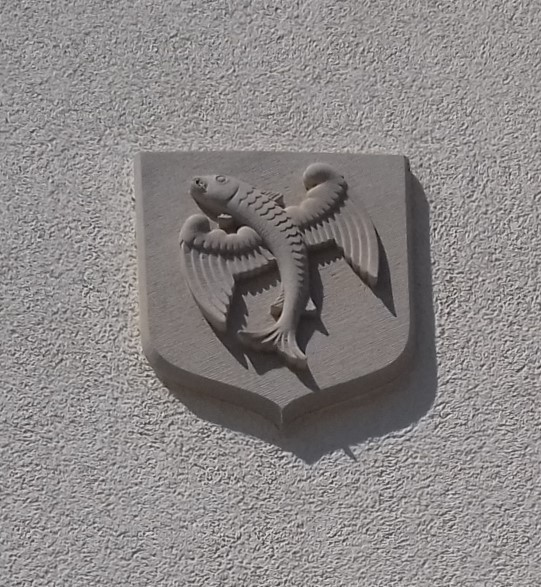
Wappen Droste zu Hülshoff, Villa Küchlin, Horben 2008

„Warum im Wappen der Drosten ein Fisch? Er bedeutet Schweigen.
Schwarz ist der Schild: das heißt: Ehre ist immer auch Zwang.
Aber geflügelt? Der Tüchtige hebt sich empor wie auf Schwingen.
Waffenerprobung im Feld, kluge Bewährung im Amt.“

## Geschichte

### Ursprung

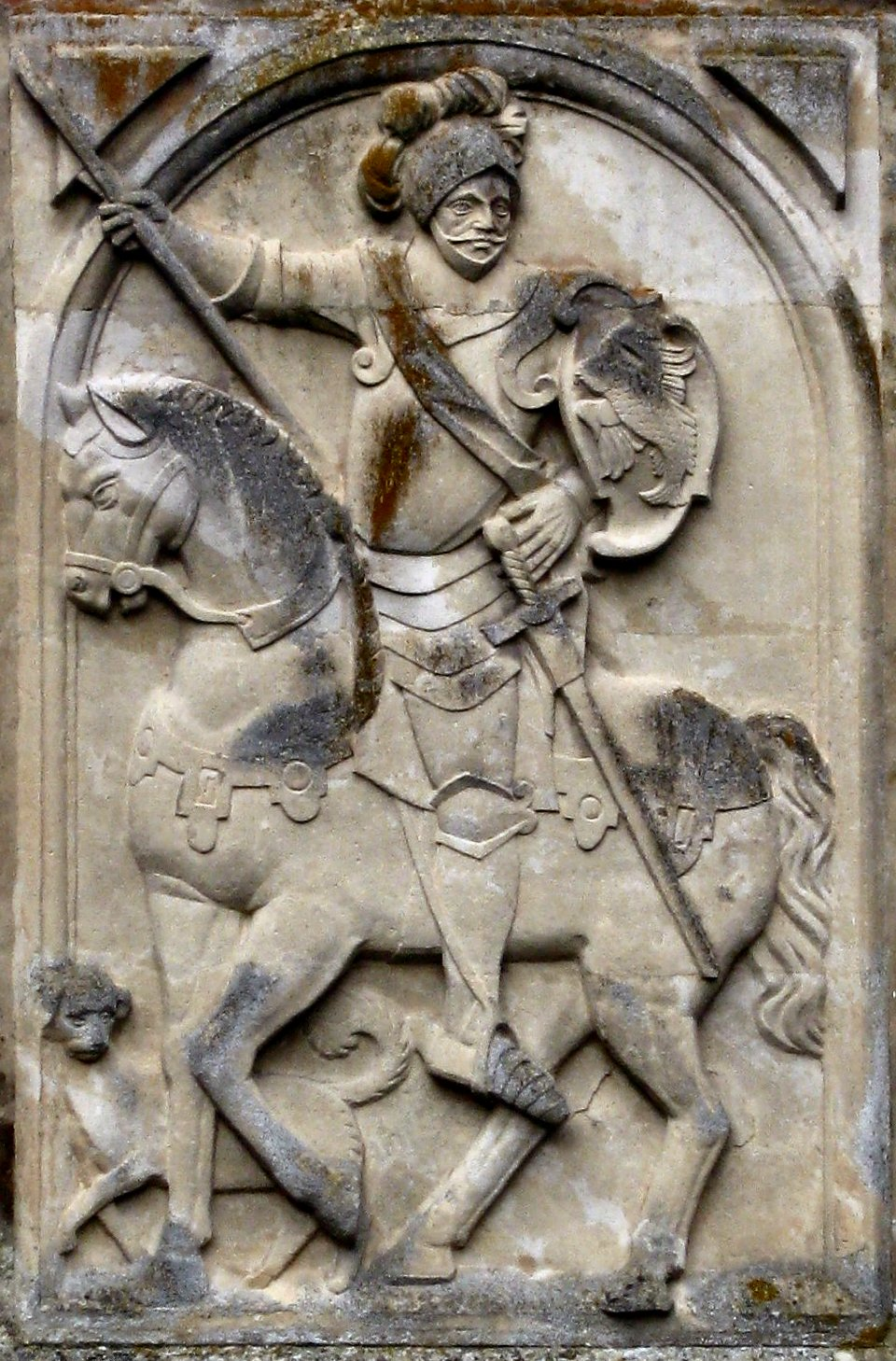
Heinrich I. von Droste zu Hülshoff (1500–1570), Reiterrelief Burg Hülshoff

Schon vor fast 1000 Jahren, im 11. Jahrhundert, wurde erstmals der spätere Familiensitz, Burg Hülshoff, nach 1040 als Besitz der Edelherren von Deckenbrock auch der ursprüngliche Familiensitz, Oberhof Deckenbrock bei Everswinkel im Kreis Warendorf, genannt, der nach einer Urkunde des Klosters Überwasser (Ursprung der Überwasserkirche) in Münster eine Abgabe zu entrichten hatte. Diesen „uralten“ Oberhof und andere Höfe besaß die Familie als „freies Eigen“ (ohne Lehnsherrschaft). 1147 wird als sehr wahrscheinlich erstes Familienmitglied Everwinus Droste genannt, bevor 1209 die Stammreihe beginnt.
Die Herkunft der Edelherren von Deckenbrock ist noch nicht endgültig geklärt. Dass es sich um ein altes Dynastengeschlecht handelt, darf angenommen werden. Denn zum Oberhof Deckenbrock dürften zahlreiche Unterhöfe gehört haben, von denen einige nachgewiesen sind. Ursprünglicher Sitz dürfte das unmittelbar angrenzende Haus Borg gewesen sein, auf dessen Gelände, das ursprünglich dem Domkapitel von Münster, dann dem Stift Überwasser gehört haben dürfte, schon 867 als „Eigenkirche“ die Wehrkirche von Everswinkel gegründet worden ist. Am wahrscheinlichsten ist eine Abstammung von den Edelherren von Steinfurt, indirekt auch von den Edelherren von             Münster-Meinhövel, mit denen die Ebenbürtigkeit derer von Deckenbrock durch Heiraten nachgewiesen ist.
Mit Bernhard I. beginnt vor mehr als 800 Jahren (25 Generationen) die sichere Stammfolge dieser Familie, die als bischöfliche Kämmerer später zur Ministerialität des Bischofs von Münster gehörte. Bernhard wurde als Ritter (miles) in einer Urkunde der Äbtissin des adeligen Damenstiftes zu Überwasser in Münster, Westfalen, 1209 als Zeuge Bernhardus de Thekenbroke, Herr des Oberhofes Deckenbrock, erstmals genannt. Die Teilnahme des o. g. Bernhard von Deckenbrock am Dritten Kreuzzug in dem durch Bernhard und Rudolf von Steinfurt angeführten Ritterheer des seinerzeitigen Bischofs von Münster Hermann II. von Katzenelnbogen und damit von Kaiser Friedrich Barbarossa ist wahrscheinlich. Neben dem Wappentier fliegender Fisch (analog dem Wappen der Familie Brockdorff) weist darauf eine Familienüberlieferung hin, nach der sie wegen der Teilnahme an der Belagerung von Akkon das kirchliche Privileg der Befreiung vom Fasten besaß.
Bereits der o. g. 1147 urkundliche Everwinus Droste hatte sehr wahrscheinlich das Amt des „Drosten“ des Domkapitels Münster bekleidet; es war das vornehmste Hofamt im Hochstift Münster. Insbesondere das Domkapitel besaß damals großen Grundbesitz im Münsterland, den der Drost verwaltete. Dieses Amt wurde in der Familie spätestens mit Engelbert von Deckenbrock erblich; er erwarb 1266 auch die Ämter des Kämmerers des durch Bischof Hermann I. gegründeten adeligen Damenstifts Überwasser in Münster und des Burgmanns in Ahaus. Mit Alhard I. von Deckenbrock nahm das Adelsgeschlecht nach diesem in der Familie erblichen Amt im 14. Jahrhundert den Namen Droste, mit Johann IV. Droste zu Hülshoff nach dem Erwerb der Burg Hülshoff bei Havixbeck den Namen Droste zu Hülshoff an. Die gewohnheitsrechtliche Führung des Freiherrentitels wurde 1843 durch Preußen genehmigt.

### Erbmänner, Stadträte und Bürgermeister in Münster

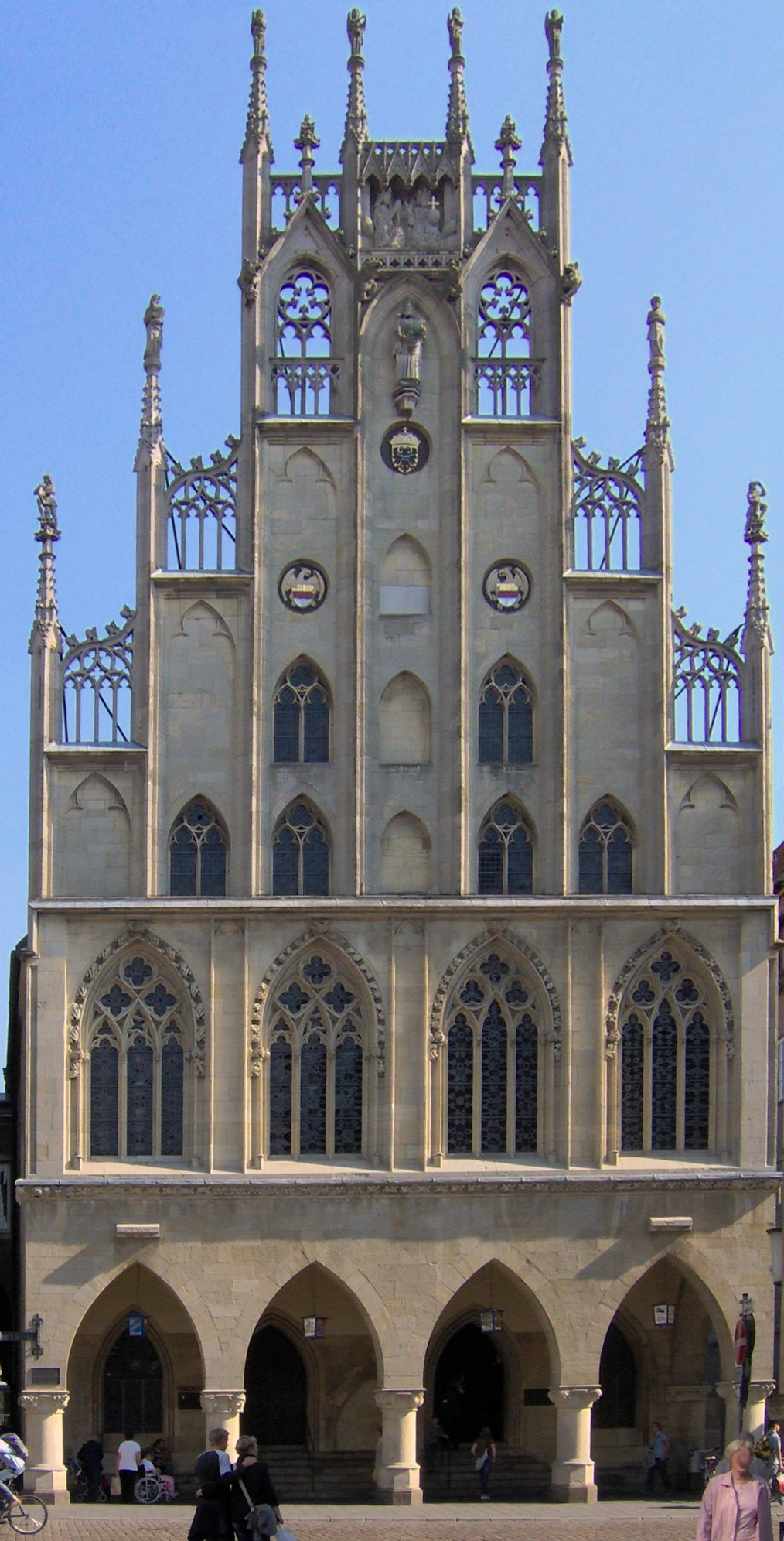
Die Bürgerhalle des Rathauses von Münster wurde erbaut unter Bürgermeister Johann III. von Deckenbrock.

Die edelfreie Familie hatte im 13. Jahrhundert ihren Stammsitz Deckenbrock verlassen, weil der mächtig gewordene Bischof und Landesherr von Münster dessen Befestigung nicht zuließ. Sie ließ sich in der befestigten Stadt Münster nieder, vermischte sich mit den in Münster „Erbmänner“ genannten Stadtpatriziern und erwarb sogenannte „Erbmannshöfe“. Verwandtschaft bestand aber schon ab dem 13. Jahrhundert auch mit führenden Familien des Stiftsadels wie z. B. den Langen, dem Dynastengeschlecht der Grafen von Münster, mit den Voreigentümern von Hülshoff, den Rittern von Schonebeck sowie den Morrien. Die Erbmännerfamilien heirateten meist nur untereinander; die Stammherren der Deckenbrock / Droste zu Hülshoff heirateten Töchter aus den Erbmännergeschlechtern Travelmann, Levendige, Cleyhorst, Kerckerinck, Strick, Warendorp und Steveninck; auch mit den Bischopinck waren sie mehrfach verwandt. Ausschließlich Erbmänner waren bis Mitte des 16. Jahrhunderts in Münster (das mit ca. 10.000 Einwohnern im Mittelalter fast als Großstadt galt) als Schöffen, Mitglieder des Stadtrats und als Bürgermeister wählbar. Die Deckenbrock / Droste zu Hülshoff stellten vom 13. bis 17. Jahrhundert mindestens 12 Inhaber dieser Ämter in Münster, das seit Mitte des 13. Jahrhunderts Hansestadt war. Engelbert von Deckenbrock (vor 1266–1298) war als erstes Familienmitglied Schöffe bzw. Stadtrat in Münster. Sein Sohn Johann III. von Deckenbrock (1295–1349) bekleidete das Amt des Bürgermeisters und Richters von Münster in den Jahren 1312–1313, 1321–1322, 1327, 1333 sowie 1337–1339. In seine Amtsjahre fiel der Baubeginn der Bürgerhalle des historischen Rathauses, in dem 1648 der Dreißigjährige Krieg durch den Westfälischen Frieden beendet wurde. Als Bürgermeister von Münster sind danach bekannt: Johann IV. Droste zu Hülshoff (1381–1446), Johann VI. Droste zu Hülshoff (1430–1499), Johann VII. Droste zu Hülshoff (1467–1539), sowie Everwin II. von Droste zu Handorf († 1535, Verhandlungsführer des Stadtrates zu Beginn des Täuferreichs). Die drei Letzteren vertraten auf den Hansetagen 1476, 1494, 1498, 1506 und 1512 die Stadt Münster und die anderen Städte des westfälischen Hansequartiers um Dortmund, Osnabrück und Soest. Aufgrund der Zerstörung des Stadtarchivs Münster und des Familienarchivs durch die Täufer fehlen über sie genauere Angaben, wie sie glücklicherweise über den letzten Bürgermeister aus der Familie, Bernhard II. von Droste zu Hülshoff, bekannt sind. Die aus Ämtern und Handel stammenden Gewinne legten die Erbmännerfamilien durch Erwerb von Grundbesitz in Stadtnähe an. Die Droste zu Hülshoff hatten schon relativ früh, 1417, zusätzlich zu ihrem Stammsitz Deckenbrock sowie anderen Gütern das Rittergut Hülshoff erworben, das sie später durch weitere nahegelegene Erbmännerbesitzungen wie Haus Vögeding, Haus Stapel und Haus Brock erweiterten.

### Die Droste zu Hülshoff im Erbmännerstreit

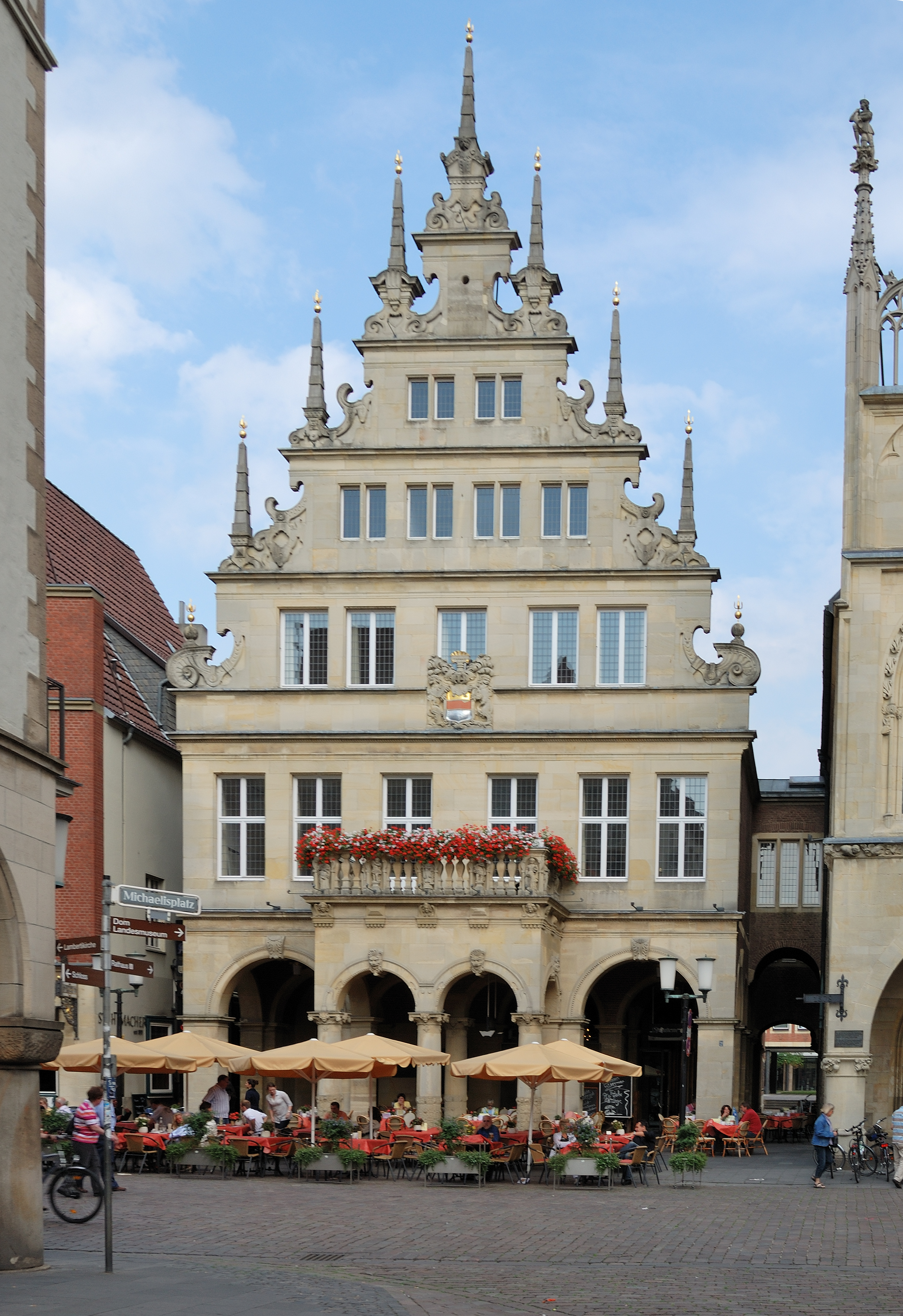
Das Stadtweinhaus in Münster, erbaut von Bernhard II. von Droste zu Hülshoff

Bekannt sind die Erbmännerfamilien – die Droste zu Hülshoffs sind eine der drei immer noch blühenden – durch den Münsterschen Erbmännerstreit, der in allen weltlichen und geistlichen Instanzen an die 150 Jahre erfolgreich um die Anerkennung dieser Familien als uradelige Adelsfamilien geführt wurde. Der Prozess ist im Falle der Familie Droste zu Hülshoff, die ursprünglich edelfrei war, der Ritterschaft angehörte und noch im 16. Jahrhundert mit Heinrich I. von Droste zu Hülshoff enge Beziehungen zu Dynastengeschlechtern wie den Grafen Tecklenburg und den Grafen Münster unterhielt, paradox. Die o. g. Vernichtung des Archivs im Stadthaus der Familie bereitete ihr im Erbmännerprozess Beweisprobleme. Obwohl die Erbmänner den Prozess gegen zahlreiche Schachzüge des nichterbmännischen Landadels gewannen, waren ihre Besitzungen durch den Verlust der Steuerfreiheit und der Zugänge zu den reichen Pfründen der stiftsfähigen Familien in dieser Zeit stark benachteiligt. Die Familie Droste-Hülshoff lehnte daher, wie die anderen Erbmännerfamilien, die Wahl in städtische Ämter ab dem 17. Jahrhundert ab und strebte nur noch Ämter des Stiftsadels an. Familienangehörige wie Bernhard III. von Droste-Hülshoff (1634–1700) mussten, weil der Prozess verschleppt wurde, 1661 selbst beim Reichskammergericht in Speyer die Sache vorantreiben. Bernhard, immerhin mit der uradeligen Johanna von Nesselrode-Hugenpoet verheiratet, sah sich – wie andere Erbmänner – sogar gezwungen, seinen ganzen Besitz als Sicherheit zu verpfänden – in der vergeblichen Erwartung, dass dann ein für die Erbmänner günstiges Urteil vollstreckt würde. Erst nachdem der Prozess auch in der Revision nicht nur gewonnen, sondern das Ergebnis auch gegen starke Widerstände unter Androhung der Reichsacht mithilfe Preußens durchgesetzt werden konnte, konnte 1717 endlich die Aufschwörung des Heinrich Johann I. Droste zu Hülshoff (1677–1739) als ersten Familienmitglieds nach 150 Jahren stattfinden.
Wegen dieser Erfahrungen verheirateten sich die Stammherren auf Hülshoff seit dem 17. Jahrhundert ausschließlich mit Familien aus dem Stiftsadel wie den von der Heyden, von Neheim, Nesselrode, Lipperheide, Droste zu Vischering, Recke, Boeselager, Haxthausen, Wendt, Bocholtz und Elmendorff. Andere Familienmitglieder verbanden sich mit den Familien Klitzing, Kerckerinck, von der Mühlen, Massenbach, Mallinckrodt, Merveldt, Ketteler, Bothmer, Pfetten, Schönau, Raitz von Frentz und Gelmini von Kreutzhof.

### Verbundenheit mit der katholischen Kirche

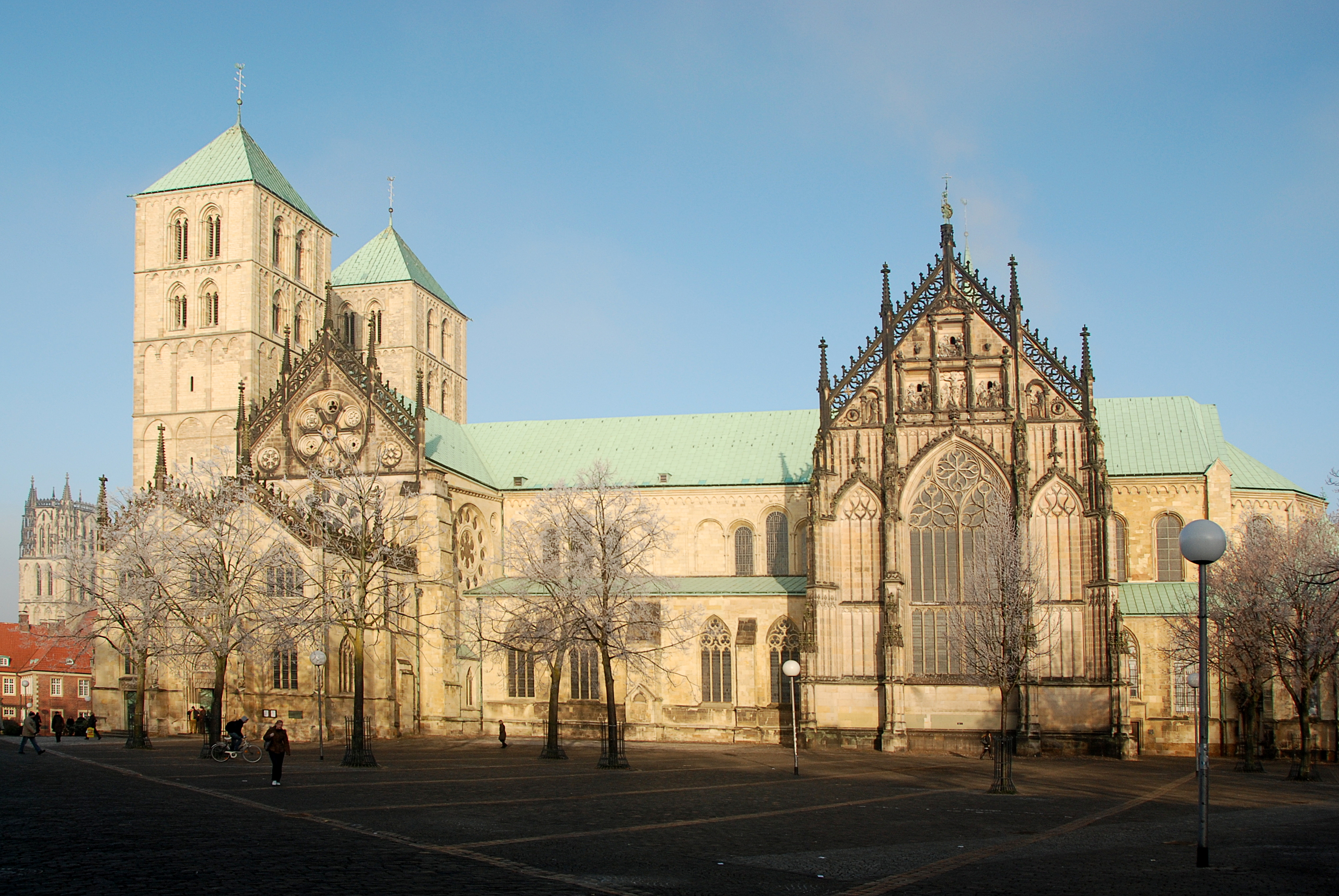
St.-Paulus-Dom vom Domplatz aus

Von Anfang an stand die Familie Droste zu Hülshoff in enger Beziehung zur katholischen Kirche. Schon die Gründung der Kirche von Everswinkel 867 als „Eigenkirche“ könnte auf Vorfahren der Familie zurückgehen. Der 1147 urkundlich erwähnte Everwinus Droste diente als Drost dem Domkapitel Münster und als Villicus dem Stift St. Mauritz. Der erste Stammvater Bernhard von Deckenbrock soll am Dritten Kreuzzug im Gefolge des seinerzeitigen Bischofs von Münster Hermann II. von Katzenelnbogen und damit von Kaiser Friedrich Barbarossa teilgenommen haben. Das Stammgut Deckenbrock in Everswinkel lieferte im 12. Jahrhundert seinen Zehnten an das adelige Damenstift Überwasserkirche in Münster ab, als dessen Kämmerer Engelbert von Deckenbrock im 13. Jahrhundert amtierte, der auch das Drostenamt des Domkapitels des Hochstifts Münster bekleidete. Der Hof Lütke Deckenbrock, ursprünglich freies Eigen der Familie, stand nach einer Urkunde 1301 im Eigentum des Überwasserklosters, das ihn der Familie zu Lehen gab. In der Überwasserkirche hatte die Familie noch 1570 eine Gruft, in der Heinrich I. von Droste zu Hülshoff und seine Frau, geb. von Steveninck zu Möllenbeck, bestattet wurden. Als Ritter waren die Deckenbrock Vasallen der Bischöfe von Münster, für die sie immer wieder in den Krieg ziehen mussten, und des Bischofs von Osnabrück, der Bernhard III. von Droste-Hülshoff noch 1671 zum persönlichen Kriegsdienst rief. Familienmitglieder waren als Erbmänner und Bürgermeister von Münster sowie Mitglieder des Domkapitels auch an der Regierung im Hochstift Münster beteiligt.

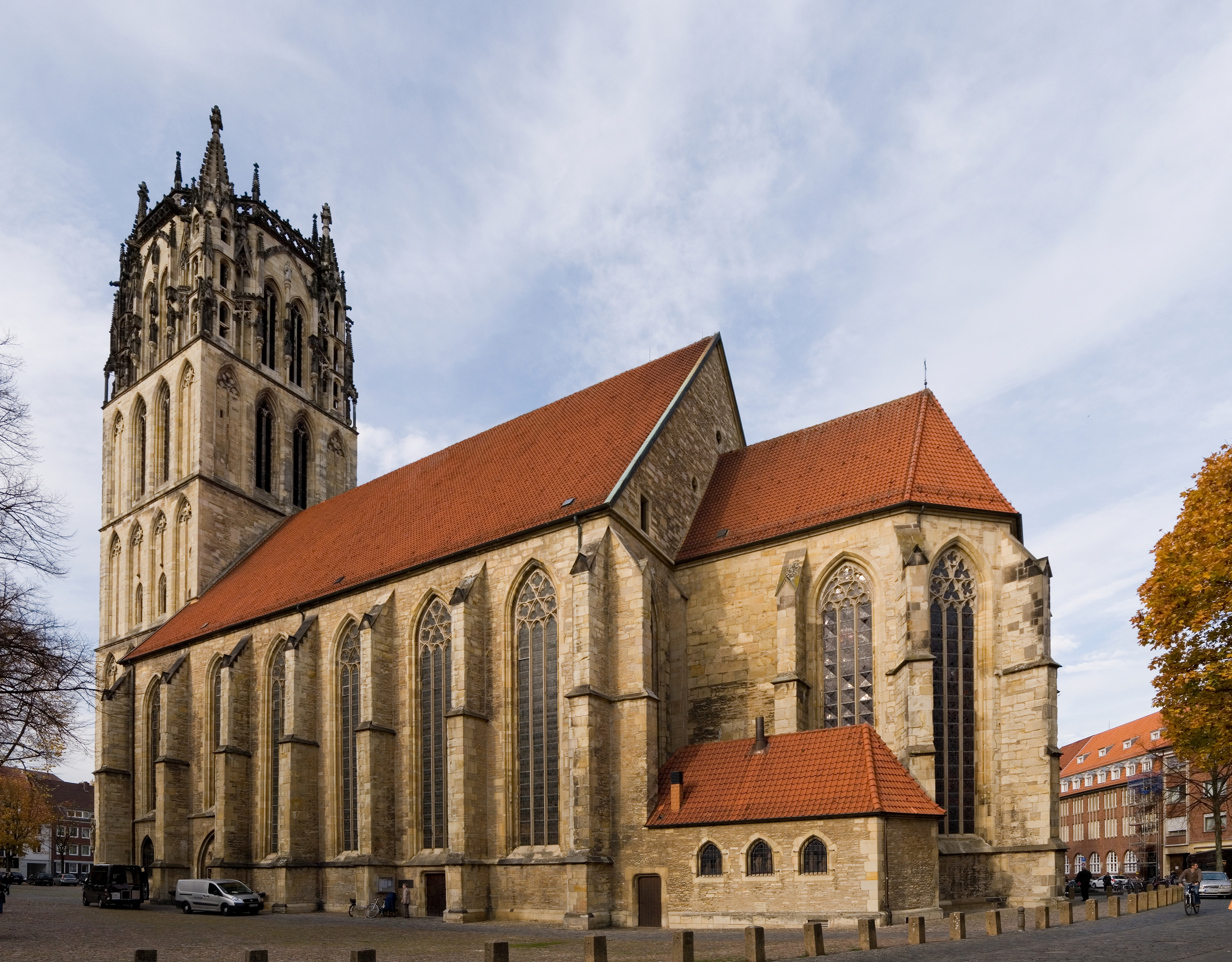
Panoramaansicht der Überwasserkirche von Südosten (2011)

In die konfessionellen Streitigkeiten in Münster waren viele Familienmitglieder direkt verwickelt: So soll Johann VII. Droste zu Hülshoff (1467–1539) den späteren Hauptprediger des Täuferreiches von Münster Bernd Rothmann zur Universität Wittenberg geschickt haben. Als Ratsherren von Münster mussten er und der amtierende Bürgermeister, sein Onkel Everwin II. von Droste zu Handorf – beide hingen weiter dem katholischen Glauben an – in den 1530er Jahren dann streitig mit den Protestanten verhandeln. Des letzteren Söhne, Alhard III. von Droste zu Uhlenbrock und Everwin III. von Droste zu Handorf, waren 1532 sogar unter den Opfern eines Überfalls der Wiedertäufer in Telgte und wurden vorübergehend gefangen genommen. Konsequenterweise waren sie mit ihrem Vetter Heinrich I. von Droste zu Hülshoff (1500–1570) – als Lehnsleute des Bischofs Franz von Waldeck – 1534 an der Befreiung der Stadt Münster aus der Hand der Täufer beteiligt; Letzterer ist als Ritter auf einem Relief an der Burg Hülshoff abgebildet.
Protestantisch wurden damals Alhard III. von Droste zu Uhlenbrock († 1593), sein Sohn Alhard IV. und seine Enkel Everwin von Droste zu Möllenbeck und der im Dreißigjährigen Krieg nach Sachsen verschlagene Oberst und Gutsbesitzer Herbert von Droste zu Möllenbeck (heute Münster-Wolbeck) sowie dessen Sohn Johann Eberhard von Droste zu Zützen. Protestantisch war auch der von Alhard III. abstammende Familienzweig in Danzig und Ostpreußen. Diese protestantischen Familienzweige erloschen spätestens im 18. Jahrhundert.
Dagegen arbeitete nach den Verwüstungen der Wiedertäuferzeit Everwin von Droste zu Hülshoff (1540–1604) mit Gottfried von Raesfeld an der katholischen Reform in Münster, dessen Bürgermeister Bernhard II. von Droste zu Hülshoff den Ausgleich zwischen den Konfessionen suchte. Sein Sohn Heinrich II. von Droste-Hülshoff (1597–1666) war ein überzeugter Katholik: Er stiftete erstmals ein Vikariat auf der Burg Hülshoff und verkaufte sein Stadthaus (Hülshoffer Hof) an das heute noch bestehende Collegium Marianum. Dessen Sohn Bernhard III. von Droste-Hülshoff (1634–1700) förderte die Dominikanerkirche, indem er Gelände seines dortigen Stadthofes verkaufte.
Insgesamt dreißig Familienmitglieder waren laut Germania sacra katholische Kanoniker. Trotz des Erbmännerstreits waren zahlreiche Familienmitglieder Domherren in Münster, Osnabrück und Hildesheim, andere waren Stiftsherren in Münster und Fritzlar. Jedoch erreichten wegen dieses Streits erst kurz vor dem Untergang des Hochstifts Münster zwei Familienmitglieder hoch dotierte und sehr angesehene Ämter für den Stiftsadel: Ernst Konstantin von Droste zu Hülshoff, Domdechant, wurde sogar zur Kandidatur als Fürstbischof aufgefordert, verzichtete aber 1780 zugunsten Maximilian Franz von Österreich, überzeugt, dass nur ein Prinz aus mächtigem Hause die Unabhängigkeit des Hochstifts Münster bewahren könnte. Heinrich Johannes Franz von Droste zu Hülshoff (1768–1836), ein Onkel der Dichterin, bekleidete als einziger Adeliger noch nach dem Untergang des Hochstifts Münster das Amt des Dompropstes. Andere Familienmitglieder waren Ordensleute; einige davon bekleideten das Amt des Vikars, Propstes, Dechanten bzw. der Cellerarin, wie z. B. Everwin von Droste zu Hülshoff, bischöflicher Offizial und Dechant von St. Martini, Johann Benedikt von Droste zu Hülshoff, 1689 Propst der Alten Pfarr- und Stiftskirche St. Aegidii. Die Familie brachte mit Elisabeth († 1510) und Maria († 1714) zwei Äbtissinnen des adeligen Frauenstifts Kloster Hohenholte hervor; Anna Elisabeth von Droste zu Hülshoff (1733–1805), Äbtissin des Stifts Metelen, war die Patin der Dichterin Annette; andere Familienmitglieder waren Stiftsdamen z. B. in Nottuln, Hörde, Stift Borghorst und Wülmersen.

### Kirchliches und soziales Engagement
Mit dem Erwerb von Burg Hülshoff 1417 trat die Familie in enge Beziehung zur Pfarrkirche St. Pantaleon in Roxel, in der viele Familienmitglieder, darunter Annette von Droste-Hülshoff, getauft oder beerdigt wurden oder auf deren Friedhof ihre letzte Ruhestätte fanden. Richmod von Droste zu Hülshoff († 1613, Ehefrau von Bernhard II. von Droste zu Hülshoff) gründete zusammen mit ihrer Schwägerin, der Stiftsdame Benedicta von Droste zu Hülshoff, die von Droste’sche Armenstiftung für die Bürger von Roxel. Deren Sohn Bernhard III. von Droste-Hülshoff stiftete 1687 für die Pfarrkirche einen Seitenaltar von Friedrich Wilhelm Neuhaus, 1671 eine Monstanz und die große „Salvator“-Glocke von 1693. Dem Dorf schenkte er 1698 auch ein Schulhaus mit Lehrerwohnung. Sein Sohn Heinrich Johann I. Droste zu Hülshoff (1677–1739) schenkte ihr und der Stiftskirche St. Georg in Hohenholte die ersten Orgeln. Er stiftete seiner Pfarrkirche auch vier Statuen der lateinischen Kirchenväter Hieronymus, Ambrosius, Augustinus und Gregor von dem Bildhauer Johann Wilhelm Gröninger, die ursprünglich für die Kapelle von Burg Hülshoff bestimmt waren. Eine Kreuzigungsgruppe desselben Künstlers, welche ebenfalls Heinrich Johann in Auftrag gegeben hatte, ließ Werner-Constantin von Droste zu Hülshoff auf dem neuen Friedhof von Roxel aufstellen.

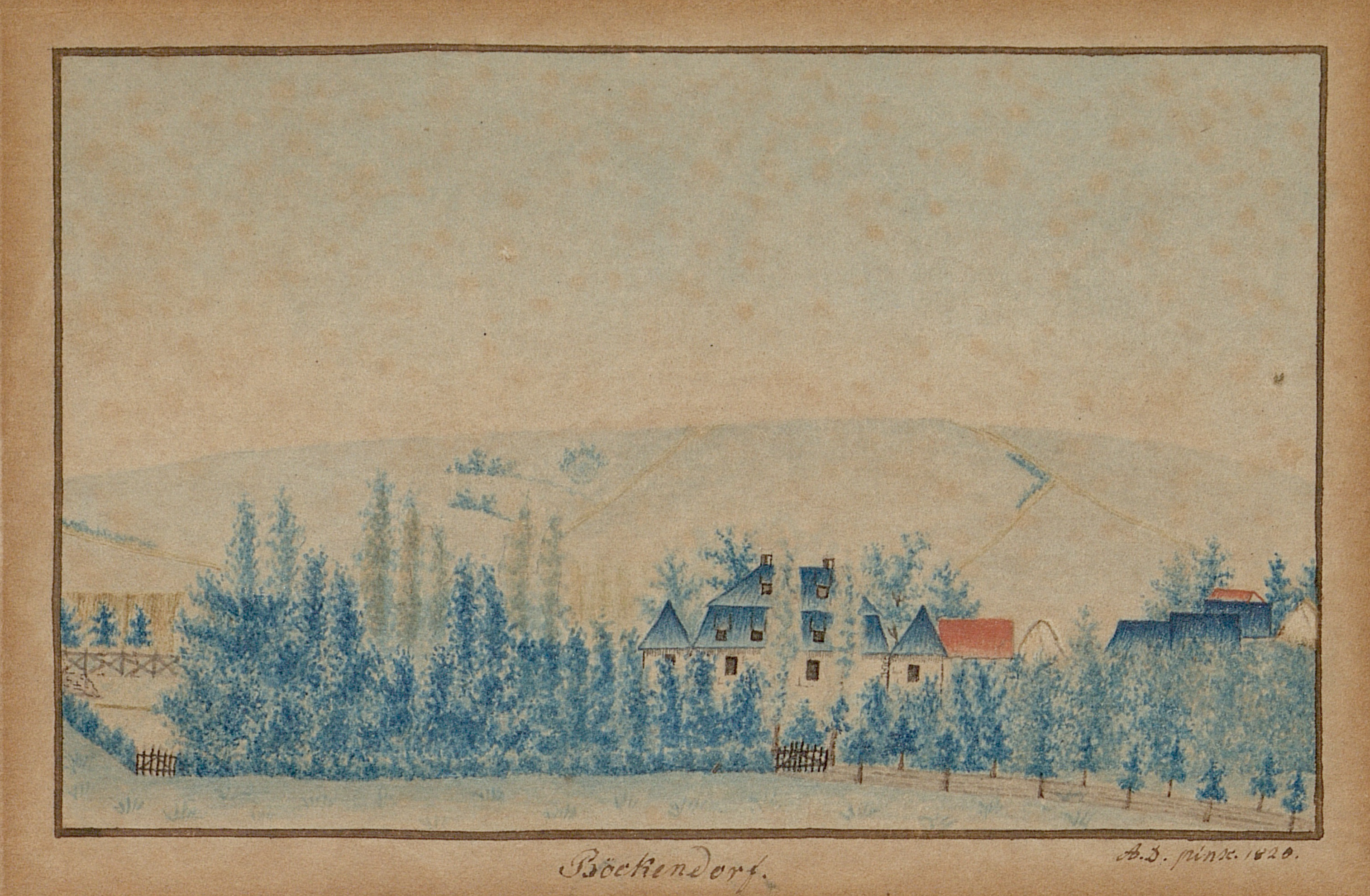
Schloss Bökerhof, Heimat von Annettes Mutter, geb. von Haxthausen, Aquarell von Annette von Droste-Hülshoff (1820)

Clemens-August II. von Droste zu Hülshoff, Vater der Dichterin, und seine Frau gaben dem Comte de Buisseret de Blaringhem (1730–1800) und seiner Tochter, die durch die Französische Revolution vertrieben worden waren, Asyl in Burg Hülshoff; sie wurden in der Familiengrabstätte beigesetzt, woran noch ein Epitaph in St. Pantaleon erinnert. Seine Frau machte eine Stiftung zur Errichtung einer Kapelle ihrer Ursprungsfamilie von Haxthausen in Bellersen und stiftete das „Ewige Licht“ der Wallfahrtskirche Baitenhausen bei Meersburg. Annette von Droste-Hülshoff selbst schuf bedeutende religiöse Dichtung – ihren Gedichtzyklus Das geistliche Jahr bezeichnete sie als ihr nützlichstes Werk. Konfessionelle Enge war ihr aber zuwider; sie war auch mit vielen Protestanten befreundet. Ihr Vetter Clemens-August von Droste zu Hülshoff war u. a. ein prominenter Kirchenrechtler und Freund von Georg Hermes, der auch das Vertrauen der protestantischen Beamtenschaft genoss. Ein Gegner der Preußen beim Kölner Ereignis war dagegen der Bruder der Dichterin, Werner-Constantin von Droste zu Hülshoff, der sich auch an der durch seinen Stiefonkel August von Haxthausen betriebenen Wiedergründung des Malteserordens in Deutschland beteiligte, in dem seine Söhne Heinrich von Droste zu Hülshoff und Ferdinand von Droste zu Hülshoff sich karitativ engagierten. Heinrich, der die Kapelle an die Burg Hülshoff anbaute, und seine Brüder Clemens Friedrich Droste zu Hülshoff und Carl Caspar von Droste zu Hülshoff nahmen am Kulturkampf mit dem preußischen Staat und der Gründung der Deutschen Zentrumspartei teil – wofür sie ihrer Ämter als Landräte enthoben wurden. Clemens Friedrich stiftete das noch bestehende Marienstift Droste zu Hülshoff in Havixbeck. Sein Vetter Constantin Maria von Droste zu Hülshoff wirkte in den USA als Missionar. Dessen Schwester Therese Dahn geb. von Droste zu Hülshoff dagegen heiratete den liberalen Protestanten Felix Dahn. Als Bruch mit der Familientradition wurde empfunden, dass der letzte Stammherr auf Hülshoff, Werner von Droste zu Hülshoff (1872–1945) in zweiter Ehe protestantisch heiratete und seine Konfession wechselte – nachdem ihn seine katholische erste Frau verlassen hatte. Die heute noch blühende nachgeborene Linie blieb dagegen katholisch.

### Gutsbesitzer in der Familie

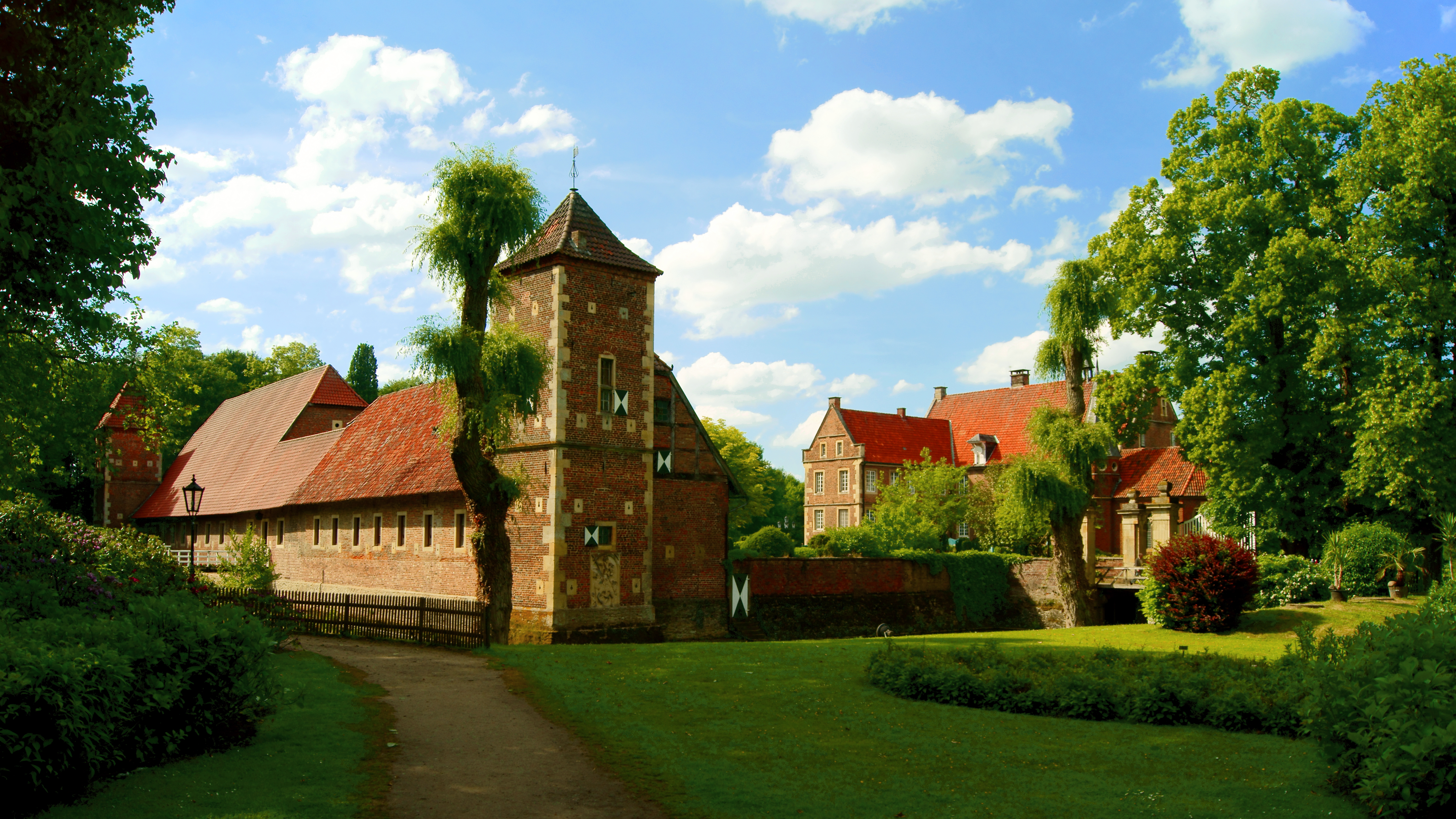
Vor- und Hauptburg von Hülshoff

Als edelfreies Geschlecht war die Familie Herr auf dem nach 1040 urkundlichen Allod Deckenbrock und anderen Höfen bei Everswinkel, das der erste Stammherr Bernhard I. (um 1207) und seine Nachfolger teilweise bis ins 20. Jahrhundert weitervererbten. 1149 wird der dem Stift St. Mauritz gehörende Oberhof Varwecke in der Havixbecker Bauerschaft Masbeck als lehensmäßiger Besitz des Villicus Everwinus Droste urkundlich erwähnt, der nachweislich wieder vom 15.-17. Jahrhundert Teil des Familienbesitzes war. Zur Zeit von Johann IV. Droste zu Hülshoff (* vor 1381; † 1446), dem Erwerber von Burg Hülshoff, hatte der (nachgewiesene) Gutsbesitz im Münsterland, bei Soest und bei Osnabrück die größte Ausdehnung, wurde dann aber auf seine drei Söhne aufgeteilt. Burg Hülshoff und der dazugehörige Gutsbesitz blieben fast 600 Jahre im Besitz der (1945 erloschenen) Stammlinie. Ausgestorbene westfälische Seitenlinien saßen im 16. Jahrhundert auch auf den erbmännischen Gütern in Handorf, Uhlenbrock und Möllenbeck, heute Wolbeck, in Dinker bei Soest, im 18. Jahrhundert auf den Burghöfen in Telgte und Heek sowie im 19. und 20. Jahrhundert auf Haus Alst und Haus Stapel; über die umfangreichen Güter der Familienzweige in Sachsen und Ostpreußen ist nicht viel bekannt.
Das Stammgut Hülshoff erhielt, auch wenn nie ein Fideikommiss bestand, jahrhundertelang immer nur der älteste Sohn (sog. Majorat); die jüngeren Geschwister waren auf eine Versorgung auf Nebengütern wie Burg Nienborg, im kirchlichen oder staatlichen Dienst bzw. eine vorteilhafte Heirat angewiesen. Clemens-August II. von Droste zu Hülshoff schuf im 19. Jahrhundert durch Erwerb von Haus Rüschhaus einen neuen Nebensitz für die unverheirateten Familienmitglieder von Hülshoff.
Die Burgherren waren z. B. durch Belagerungsversuche und Einquartierungen von Militär herausgefordert (dank der Befestigungen verteidigte man sich in Hülshoff noch im 18. Jahrhundert mit 18 Mann und ebenso vielen stets geladenen Gewehren). Noch im Siebenjährigen Krieg (1756–1763) musste Clemens-August I. mit seinen Brüdern den zu Gut Hülshoff gehörigen Hof Degener vor französischen Plünderern schützen. Neben der Verwaltung des Gutsbesitzes nahmen zahlreiche von ihnen öffentliche Ämter wahr, allerdings eher auf kommunaler Ebene. Obwohl sie während des Bestehens des Hochstifts nur in geringem Umfang selbst Landwirtschaft betrieben, sondern vielmehr von den Abgaben der – wenn auch nicht leibeigenen, so doch abhängigen – Bauern und Kötter lebten, wurde die wirtschaftliche Lage u. a. von ihrem kaufmännischen Geschick bestimmt. Da Rittergüter zu jener Zeit außerdem richterliche, soziale und caritative Aufgaben wahrnahmen, hatten die Gutsbesitzer und ihre Ehefrauen viel Verantwortung. Zur Grundherrschaft gehörte auch das Jagdrecht, das von vielen Familienangehörigen mit großer Passion persönlich ausgeübt wurde.
Im 20. Jahrhundert kam es in der Stammlinie auf Burg Hülshoff und der Linie auf Haus Stapel zur weiblichen Erbfolge, nachdem dies schon 1899 für das Nebengut Füchtel so geschehen war. Heute blüht nur die nachgeborene Linie noch. Sie hat ihren Grundbesitz nicht mehr in Westfalen, seit deren Vorfahr Carl Caspar von Droste zu Hülshoff das 1879 erworbene Schloss Hamborn bereits 1912 wieder verkaufen musste, sondern im Badischen.

### Ausbildung und Kavaliersreisen

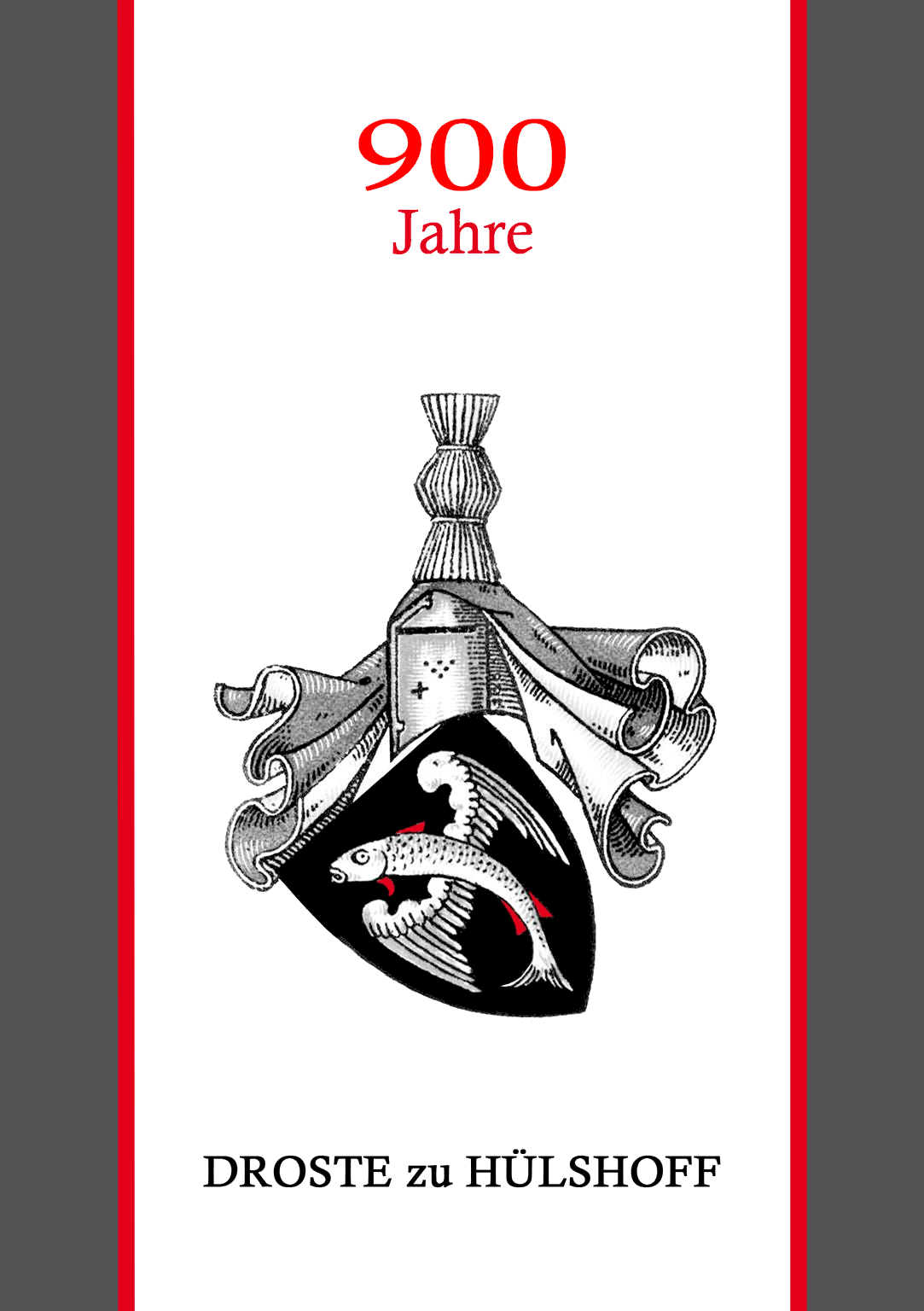
Familiengeschichte: „900 Jahre Droste zu Hülshoff“ von Wilderich von Droste zu Hülshoff

Bereits ab dem 13. Jahrhundert studierten zumindest die geistlichen Familienmitglieder an Hochschulen. Die Vorbereitung erfolgte ab dem 17. Jahrhundert meist am Jesuitenkolleg Münster, später am Gymnasium Paulinum. Der Besuch von (meist ausländischen) Universitäten gehörte auch zur sog. Kavaliersreise. Der zukünftige Erbe von Hülshoff erhielt jeweils eine besonders sorgfältige und – wegen des damit verbundenen Prestiges auch aufwändige – Ausbildung unter Mitwirkung eines Hofmeisters, mit dem er im 17. und 18. Jahrhundert auf die sog. Kavalierstour ging, die gelegentlich auch abenteuerlich verlief: Heinrich II. von Droste-Hülshoff (1597–1666) machte noch 1623 – der Dreißigjährige Krieg war bereits im Gange – eine Reise durch Frankreich mit längerem Aufenthalt in Paris. Auch dessen jüngerer Bruder Bernhard wurde, obgleich nicht künftiger Erbe, zu Studien nach Frankreich geschickt, wo ihn 20-jährig bei Metz 1629 die Pest hinwegraffte. Den nächsten Stammherrn, Bernhard III. von Droste-Hülshoff (1634–1700), führte die Reise durch Frankreich nach Paris, wo er mehrere Monate weilte, dann über Bayern und Österreich nach Sachsen zu seinem Vetter Herbert von Droste zu Zutzen, wo er einige Zeit blieb. Der Sohn von Bernhard III., Heinrich Johann I. Droste zu Hülshoff (1677–1739), reiste – auch zu Universitätsstudien – u. a. nach Prag und nach Salzburg sowie weiteren, nicht bekannten, Zielen im Ausland. Von dieser Reise brachte er aus dem Ausland einen „Mohren“ namens Junkerding, mit, der die Tochter des Küsters von St. Pantaleon in Roxel heiratete und selbst die von Heinrich-Johann gestiftete Orgel spielte. Die Kavalierstour seines Sohnes Heinrich-Wilhelm I. (1704–1754) führte ebenfalls nach Salzburg, dann über Innsbruck, Triest, Verona, Mantua, Cremona, Pizzighettone nach Mailand bis nach Siena und Rom. Er wird von Johann Holsenbürger als geschickter Reiter und Fechter beschrieben, was er unter Beweis stellte, als er in Rom einer Fürstin Colonna, der die Pferde durchgegangen waren, das Leben rettete. Sie soll ihm so dankbar gewesen sein, dass sie ihm das Recht verlieh, sich mit der Säule aus dem Familienwappen der Colonnas zu schmücken. Die Beziehungen der Colonna zum Heiligen Stuhl kamen ihm zustatten, als er, auf dem Petersplatz von einem Grafen Fugger zum Duell gefordert, diesen in Notwehr erstochen hatte, worauf er auf Vermittlung der Fürstin Kirchenasyl erhielt. Ursache des Duells war, dass Heinrich-Wilhelm bei seinem Abschiedsdiner in Salzburg vergessen hatte, Fugger brauchgemäß zuzutrinken, wonach dieser – aus einer sehr reichen, aber nicht uradeligen Familie stammend – sich Rache geschworen hatte. Nach dieser tragischen Begebenheit war Heinrich-Wilhelm seines Lebens nie mehr richtig froh geworden, obwohl er auch ein „Meister auf der Flöte“ gewesen sein soll. Noch auf dem Sterbebett warnte er seine Kinder vor den damals so häufigen Duellen.
Erst zu Beginn des 19. Jahrhunderts wurde nicht nur dem Stammherrn Werner-Constantin von Droste zu Hülshoff, sondern auch seinen Schwestern Annette von Droste-Hülshoff, die von ihm eine Apanage erhielt, und Jenny von Droste zu Hülshoff eine sorgfältige häusliche Ausbildung, allerdings kein Universitätsstudium, wie es seit Jahrhunderten für die männlichen Familienmitglieder die Regel war, zuteil. Daran wirkten auch Hauskapläne und französische Erzieherinnen mit.

### Familienmitglieder im öffentlichen Dienst

Deutsche Version des Welterbe-Emblems: das UNESCO-Welterbezentrum wurde 1992 durch Bernd von Droste zu Hülshoff begründet.

Viele Mitglieder der Erbmännerfamilie Droste zu Hülshoff hatten vom 13. bis zum 17. Jahrhundert Ämter als Schöffen, Stadtrichter, Freigrafen, Ratsherren und Bürgermeister der Stadt Münster inne. Mitglieder anderer Familienzweige bekleideten bis ins 18. Jahrhundert ähnliche gut dotierte Ämter in Danzig und Königsberg in Preußen.
Als Ritter in der Heerfolge ihres Landesherrn, des Bischofs von Münster, leisteten viele Familienmitglieder mit ihren Dienstleuten jahrhundertelang gelegentlich Militärdienste. Im Vergleich zu anderen Adelsgeschlechtern schlugen verhältnismäßig wenige Familienmitglieder eine militärische Berufslaufbahn ein wie der schwedische Oberst Herbert von Droste zu Möllenbeck und sein Sohn, der sächsische General Johann Eberhard von Droste zu Zützen (1662–1726), der Deutsch-Ordensritter und fürstbischöfliche General Heinrich-Johann von Droste zu Hülshoff (1735–1798) und die preußischen Berufsoffiziere Max von Droste zu Hülshoff (1832–1904) und Moritz von Droste zu Hülshoff (1839–1888).
Seit dem 17. Jahrhundert gab es in der Familie Juristen im öffentlichen Dienst, später auch Forstleute: Everwin Droste zu Hülshoff (1649–1698) war bischöflicher Rat und Syndicus in Münster, Clemens-August II. von Droste zu Hülshoff amtierte unter napoleonischer Herrschaft als „Souspréfet“ und „Maire“ (Bürgermeister) von Roxel; sein Sohn Werner-Constantin von Droste zu Hülshoff übernahm politische Verantwortung u. a. als Mitglied des westfälischen Provinziallandtags. Im Dienst Preußens stand der Bonner Hochschullehrer Clemens-August von Droste zu Hülshoff. Die Juristen Heinrich von Droste zu Hülshoff, Clemens Friedrich Droste zu Hülshoff und Clemens von Droste zu Hülshoff waren als Landräte sowie Friedrich von Droste zu Hülshoff (1833–1905) als Regierungsrat im preußischen Staatsdienst tätig. Als Verwaltungsjurist in Baden-Württemberg arbeitete Wilderich von Droste zu Hülshoff.
Forstmeister in anhaltischen Diensten war Ferdinand von Droste zu Hülshoff (1800–1829). Mariano von Droste zu Hülshoff (1907–1997) leitete als Oberlandforstmeister die Forstdirektion des Regierungsbezirks Koblenz. Sein Sohn Bernd von Droste zu Hülshoff war Forstmeister in Rheinland-Pfalz, schlug dann in Bayern eine Universitätslaufbahn ein und trat schließlich in den Dienst der UNESCO.

### Familienmitglieder in Literatur, Wissenschaft, Musik und Kultur

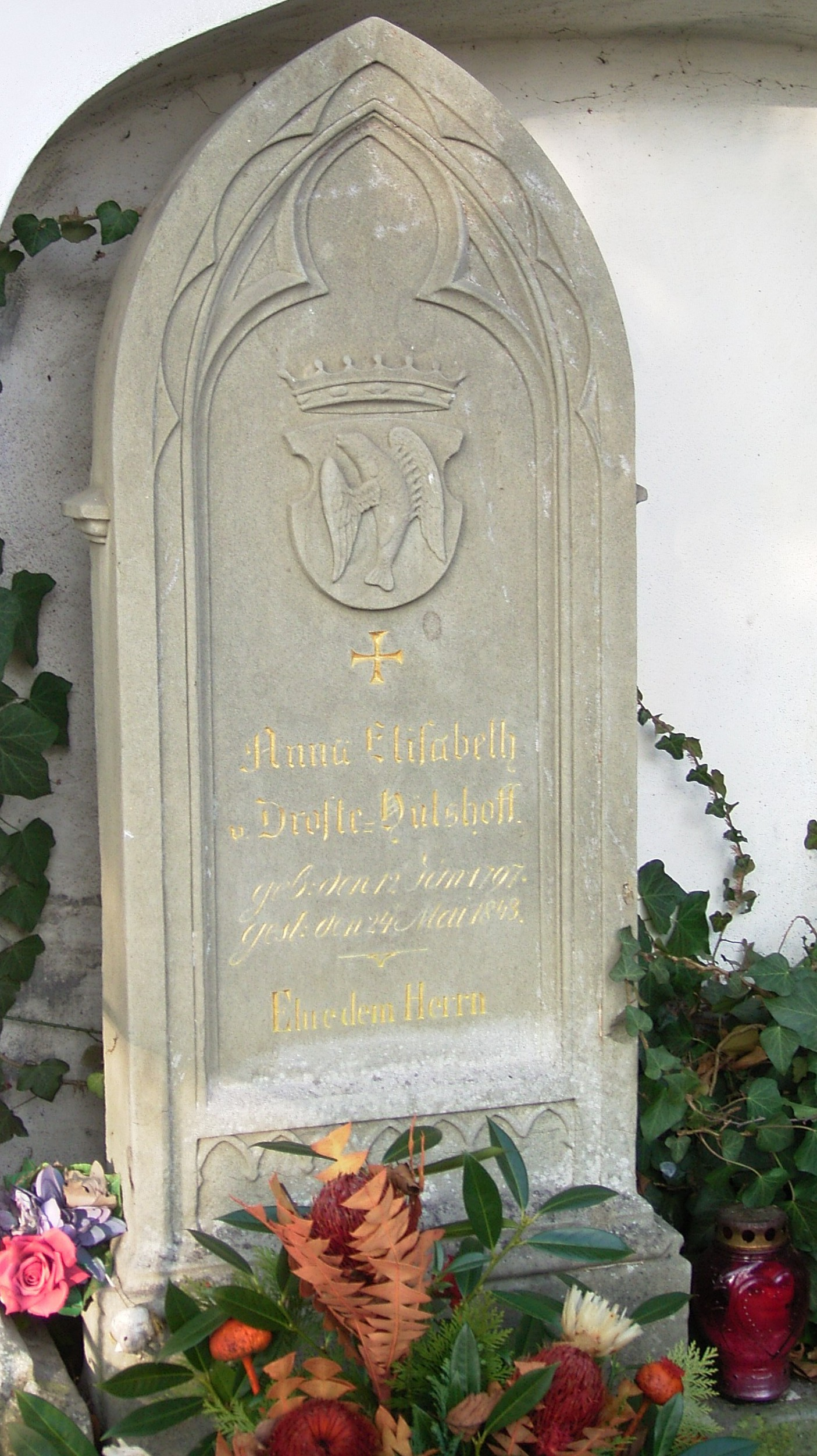
Grabstein von Annette von Droste-Hülshoff, Familiengrabstätte Meersburg

International bedeutend ist die Dichterin und Komponistin Annette von Droste-Hülshoff – ihr einziges vollendetes Prosawerk Die Judenbuche, das – wie auch mehrere ihrer Balladen – auf einer Familienüberlieferung basiert, ist in mehr als sechs Millionen Exemplaren verbreitet und in acht Sprachen übersetzt worden. Wichtig ist für die Literaturgeschichte auch heute noch ihre Lyrik. Ihre Schwester Jenny von Droste zu Hülshoff ist als Sammlerin von Märchen für die Gebrüder Grimm, als Gastgeberin von Dichtern in Burg Meersburg und als Malerin hervorgetreten. Die Verbindung der Familie zur Literatur war bereits im 16./17. Jahrhundert durch den Humanisten Everwin von Droste zu Hülshoff und das Mitglied der fruchtbringenden Gesellschaft, Everwin von Droste zu Möllenbeck, entstanden. Nach der Dichterin haben in der Familie auch Ferdinand von Droste zu Hülshoff, Elisabeth von Droste zu Hülshoff, Therese Dahn, Heinrich von Droste zu Hülshoff, dessen Tochter Maria Annunziata, dessen Enkel Wilderich von Droste zu Hülshoff (u. a. Verfasser des Buches Annette v. Droste-Hülshoff im Spannungsfeld ihrer Familie) und dessen Frau Hortense von Gelmini belletristisch publiziert.
Wissenschaftliche Autoren aus der Familie sind die Universitätsprofessoren Clemens-August von Droste zu Hülshoff und Bernd von Droste zu Hülshoff sowie die Ornithologen Ferdinand von Droste zu Hülshoff und dessen Bruder Friedrich von Droste zu Hülshoff (1833–1905).
In der Familie gibt es eine jahrhundertelange Musiktradition: Heinrich Johann I. Droste zu Hülshoff (1677–1739) stiftete Barockorgeln in Roxel und Hohenholte. Sein Sohn Heinrich Wilhelm Droste zu Hülshoff war ein „Meister auf der Flöte“; auch dessen Schwiegertochter, Bernhardine von der Recke, war hochmusikalisch. Ihr Sohn, der heute noch aufgeführte Komponist Maximilian-Friedrich von Droste zu Hülshoff, war ein Freund von Joseph Haydn und Verfasser einer Kompositionslehre; auch dessen Sohn, der nachmalige Universitätsrektor Clemens-August von Droste zu Hülshoff galt als hervorragender Klavierspieler. Der Bruder des Komponisten und Vater der Dichterin, Clemens-August II. von Droste zu Hülshoff hat nach deren Worten „in vollendeter Weise“ Geige gespielt. Annette von Droste-Hülshoff selbst hat zahlreiche Lieder komponiert, die noch heute aufgeführt und aufgenommen werden und ist als Sängerin und Klavierspielerin aufgetreten. Ihre Nichte Therese Dahn spielte Harfe, ihr Ur-Urgroßneffe Wilderich von Droste zu Hülshoff ist Organist. Dessen Frau ist die erste deutsche Orchester-Dirigentin Hortense von Gelmini.
Viele Familienmitglieder engagierten sich bei der Erhaltung von Kulturdenkmälern und des Nachlasses der Dichterin, für Kulturstiftungen sowie in der Annette von Droste-Gesellschaft. Die Herausgabe der Werke der Dichterin betrieben – nach ihren Geschwistern – besonders ihre Neffen Heinrich von Droste zu Hülshoff und Ferdinand von Droste zu Hülshoff sowie ihre Patentochter Elisabeth von Droste zu Hülshoff. Die Einbringung von Burg Hülshoff in die gemeinnützige Annette von Droste zu Hülshoff-Stiftung lag in der Verantwortung von Jutta Freifrau von Droste zu Hülshoff. Für Haus Stapel, früher Aufbewahrungsort des „Meersburger Nachlasses“ der Dichterin und eines Archives über den Erbmännerprozess, engagierten und engagieren sich z. B. Clemens von Droste zu Hülshoff, seine Geschwister, seine Tochter Ermengard Freifrau Raitz von Frentz und deren Tochter Mechthild. Für die Droste-Gedenkstätte in Rüschhaus trat besonders Friedrich von Droste zu Hülshoff (1833–1905) ein, für die Erhaltung von Burg Meersburg Jenny von Droste zu Hülshoff und ihre Töchter Hildegunde und Hildegarde von Laßberg. Annettes Fürstenhäusle in Meersburg betreuten nach ihnen ihr Vetter Carl Caspar von Droste zu Hülshoff sowie, durch Gründung des Droste-Museums, dessen Frau Marie, geb. von Bothmer und Helene von Bothmer, die auch den Droste-Preis stiftete. Bernd von Droste zu Hülshoff gründete und leitete das Welterbezentrum der UNESCO in Paris, Wilderich von Droste zu Hülshoff ist Vorstand der Kulturstiftung Libertas per Veritatem und war Laudator der Stiftung Pro Europa.

## Linien und ihre Besitzungen
Bis Mitte des 20. Jahrhunderts waren neben der Stammlinie noch andere, ebenfalls erloschene Linien in Westfalen begütert. Im 17. und 18. Jahrhundert gab es protestantische Nebenlinien in Sachsen und im 17. bis 19. Jahrhundert in Danzig und Ostpreußen sowie im 19. Jahrhundert katholische Nebenlinien im Rheinland und in Bayern. Die noch blühende Linie hat ihren Grundbesitz seit Beginn des 20. Jahrhunderts in Baden.

### Havixbeck
Schon 1149 wird der dem Stift St. Mauritz gehörende Oberhof Varwecke in der Havixbecker Bauerschaft Masbeck als lehensmäßiger Besitz des Villicus Everwinus Droste urkundlich erwähnt, der nachweislich wieder vom 15.-17. Jahrhundert Teil des Familienbesitzes war.

### Everswinkel und Umgebung
In Everswinkel und Umgebung gehörten der Familie seit dem 11. Jahrhundert neben ihrem Stammsitz Deckenbrock, den sie als „freies Eigen“ (also ohne Lehnsherrschaft) besaß, aber schon bald nicht mehr bewohnte und den 1572 Bernhard II. von Droste zu Hülshoff verkaufte, noch andere Güter, z. B. in Nordwalde, Telgte, Alverskirchen, Greven sowie den heute zur Stadt Münster gehörenden St. Mauritz und Handorf. 1351 verkaufte dort Alhard I. von Deckenbrock den Hof Detharding (Deiters). Der Hof Große Deckenbrock in Everswinkel gehörte nochmals von 1775 bis 1933 der Stammlinie auf Gut Hülshoff.

### Stadt Münster

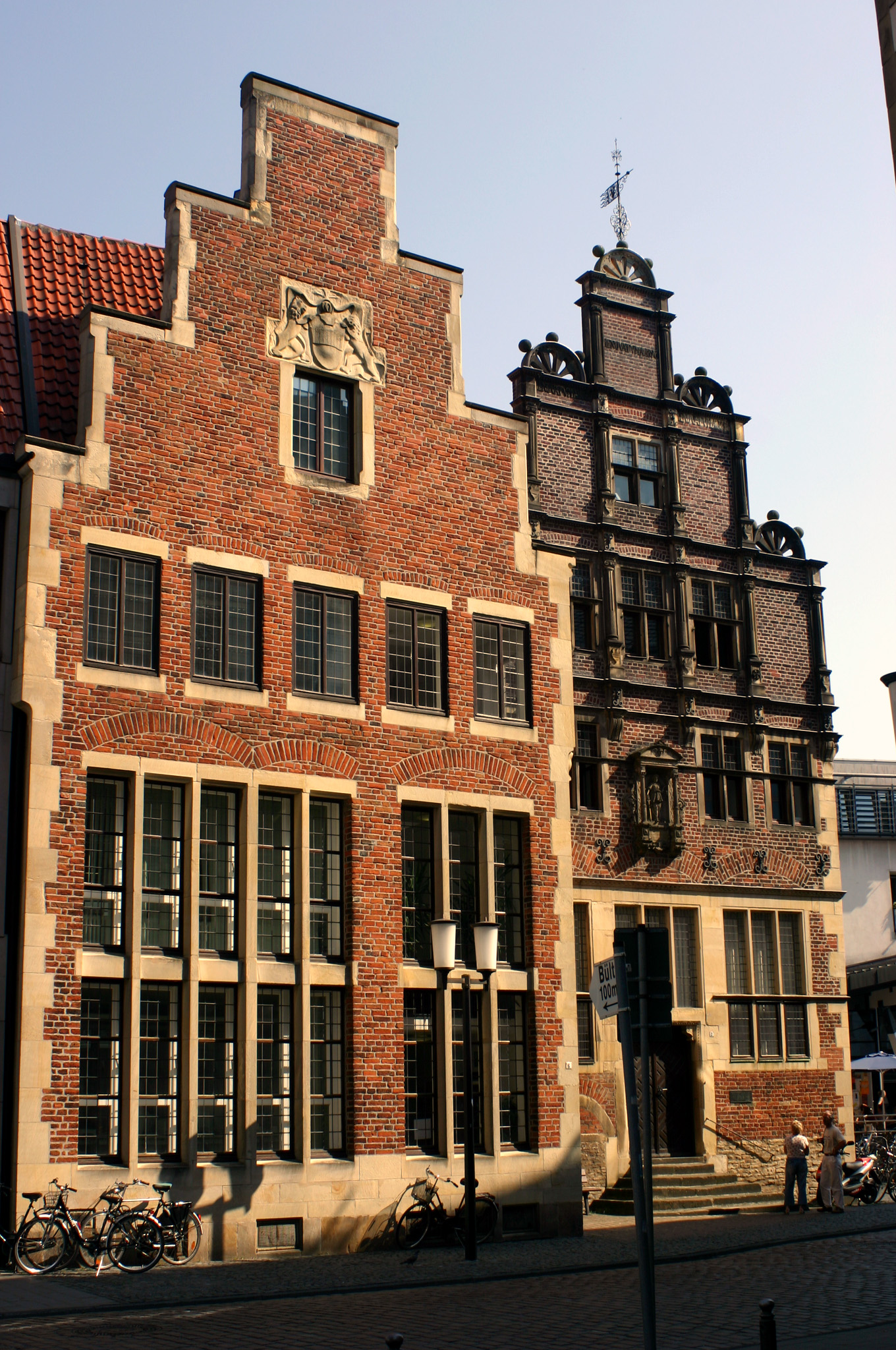
Nachfolgebau des Hülshoff’schen Hofes links neben dem Krameramtshaus

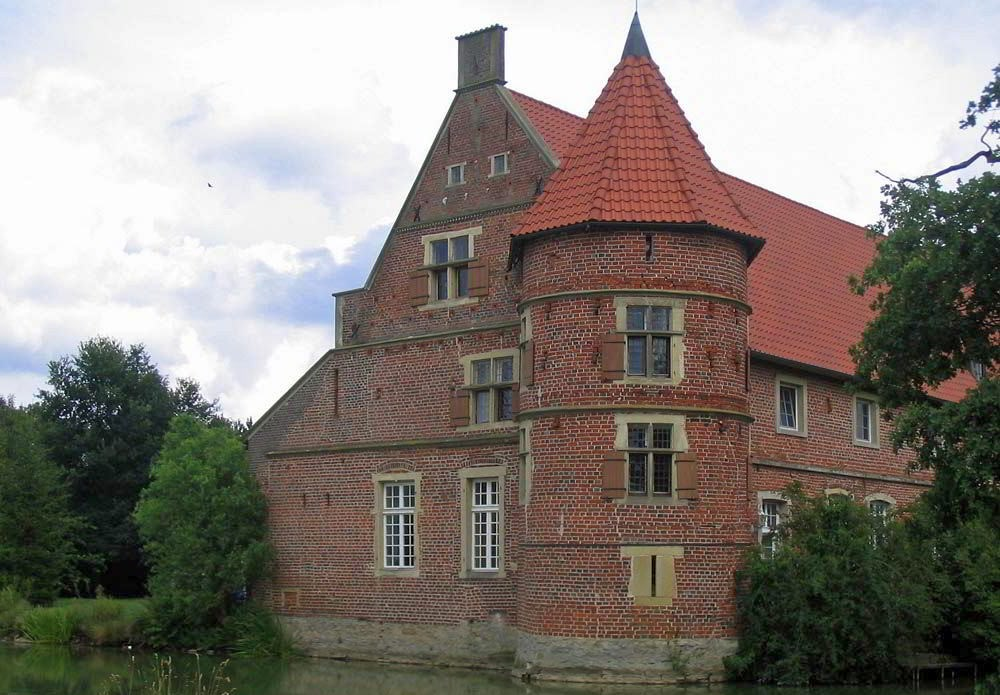
Haus Vögeding, Münster-Nienberge, im Besitz der Familie von 1827 bis 1939

Als Erbmännerfamilie hatte die Familie zusätzlich bereits ab dem 13. Jahrhundert Besitz in der Stadt Münster (die besonders reich an sog. Adelshöfen war – sie dienten entweder als Hauptsitz der Erbmänner oder als standesgemäßes Winterquartier des Stiftsadels). Schon Engelbert von Deckenbrock (* 1266) besaß ein Haus auf seinem Gut Rötgering (Münster-Uppenberg), Johann III. von Deckenbrock (* vor 1295) ein Haus am Hörster Tor. 1340 z. B. erwarb Alhard I. von Deckenbrock (später Droste genannt) einen Hof an der Kuhstraße 9 / Jüdefelderstraße 56–57, der bis heute zu Haus Stapel gehört. Johann V. Droste zu Hülshoff erheiratete 1430 den Hof der Familie Kerckerinck auf dem Honekamp (Krummer Timpen), den die Wiedertäufer in den 1530er Jahren verwüsteten. In dem vom Stiftsadel bewohnten Stadtquartier an der St.-Lamberti-Kirche besaß die Familie von 1599 bis 1675 einen Stadthof am Alten Steinweg 30. Dort wohnte während der Verhandlungen zum Frieden von Münster die Gesandtschaft des Hauses Österreich unter Georg Ulrich Graf von Wolkenstein-Rodenegg. Bernhard III. von Droste-Hülshoff (1634–1700) verkaufte das Gelände, damit dort die Dominikanerkirche errichtet werden konnte, und erwarb 1677 als Stadthof das Nachbargebäude des Krameramtshauses, das Clemens-August II. von Droste zu Hülshoff 1810 an seinen Bruder Maximilian Friedrich von Droste zu Hülshoff verkaufte. Dieser veräußerte die Immobilie am 18. September 1816; das Gebäude wurde von späteren Eigentümern am Ende des 19. Jahrhunderts abgerissen und neu erbaut. Heinrich-Johann von Droste zu Hülshoff erwarb wegen des bevorstehenden Umbaus von Burg Hülshoff 1782 zusätzlich den sog. „Gravenhorster Hof“ am „Krummen Timpen“ und an der „Beckerstiege“ als Stadthaus, das sein Bruder Clemens August I. von Droste zu Hülshoff und später sein Neffe Clemens-August II. von Droste zu Hülshoff bewohnten und erbten. Letzterer verkaufte es an seinen Bruder Maximilian Friedrich von Droste zu Hülshoff, der 1817 ein Haus am Domplatz erwarb; es wurde im Zweiten Weltkrieg zerstört.

### Burg Hülshoff (Roxel, heute Havixbeck)

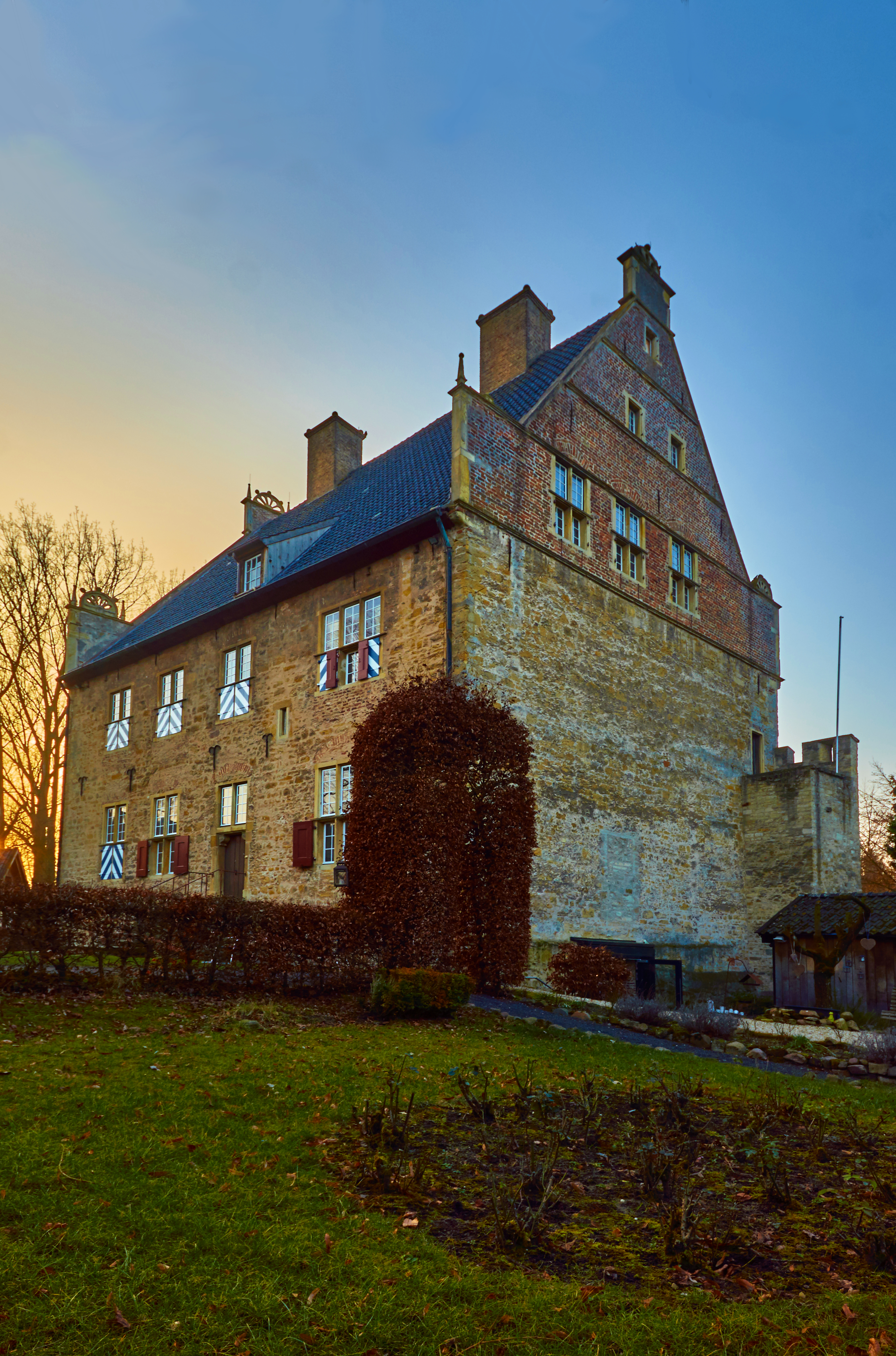
Burg Nienborg, im Besitz der Familie seit 1730 bis mindestens 1756

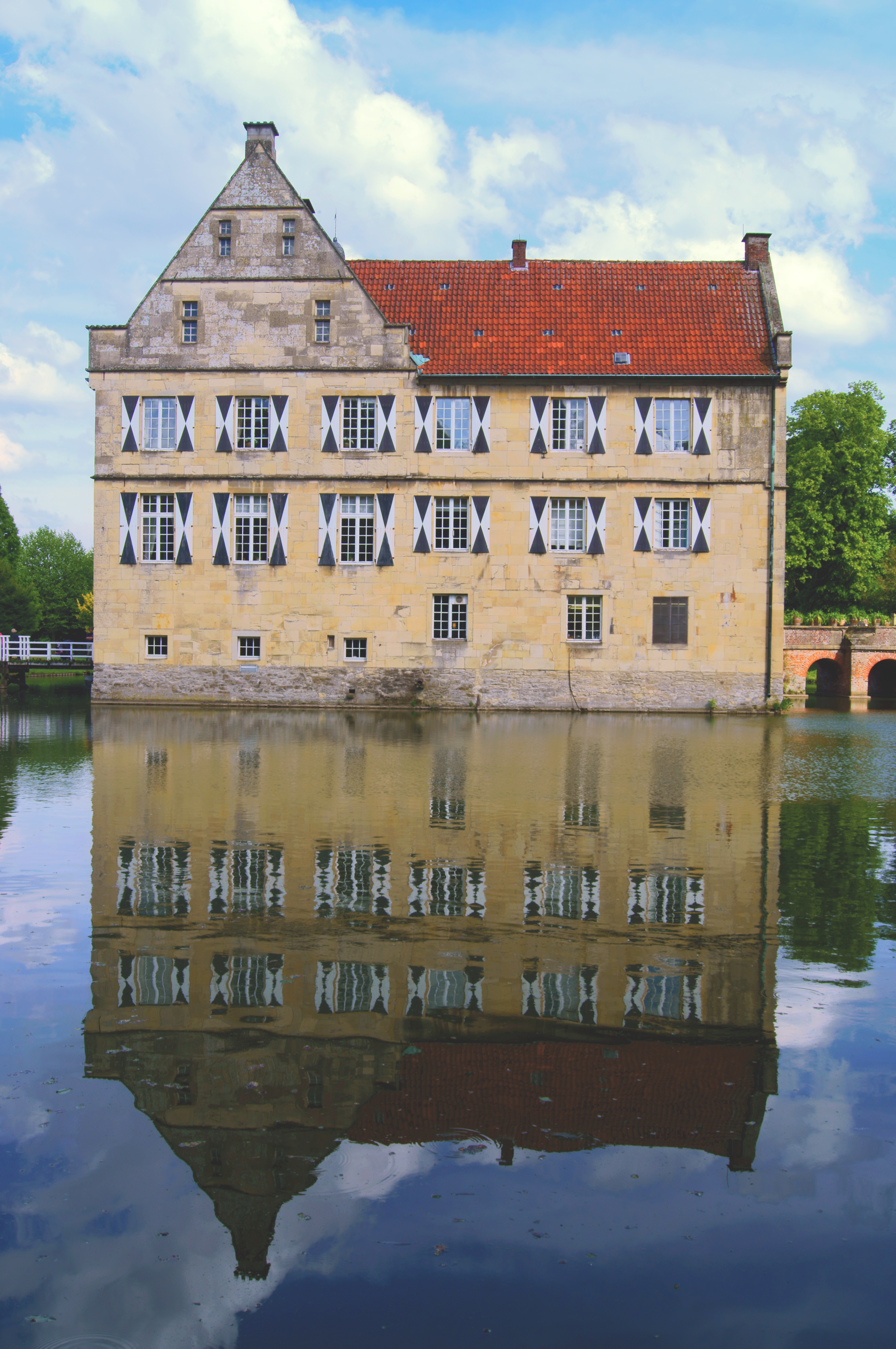
Burg Hülshoff

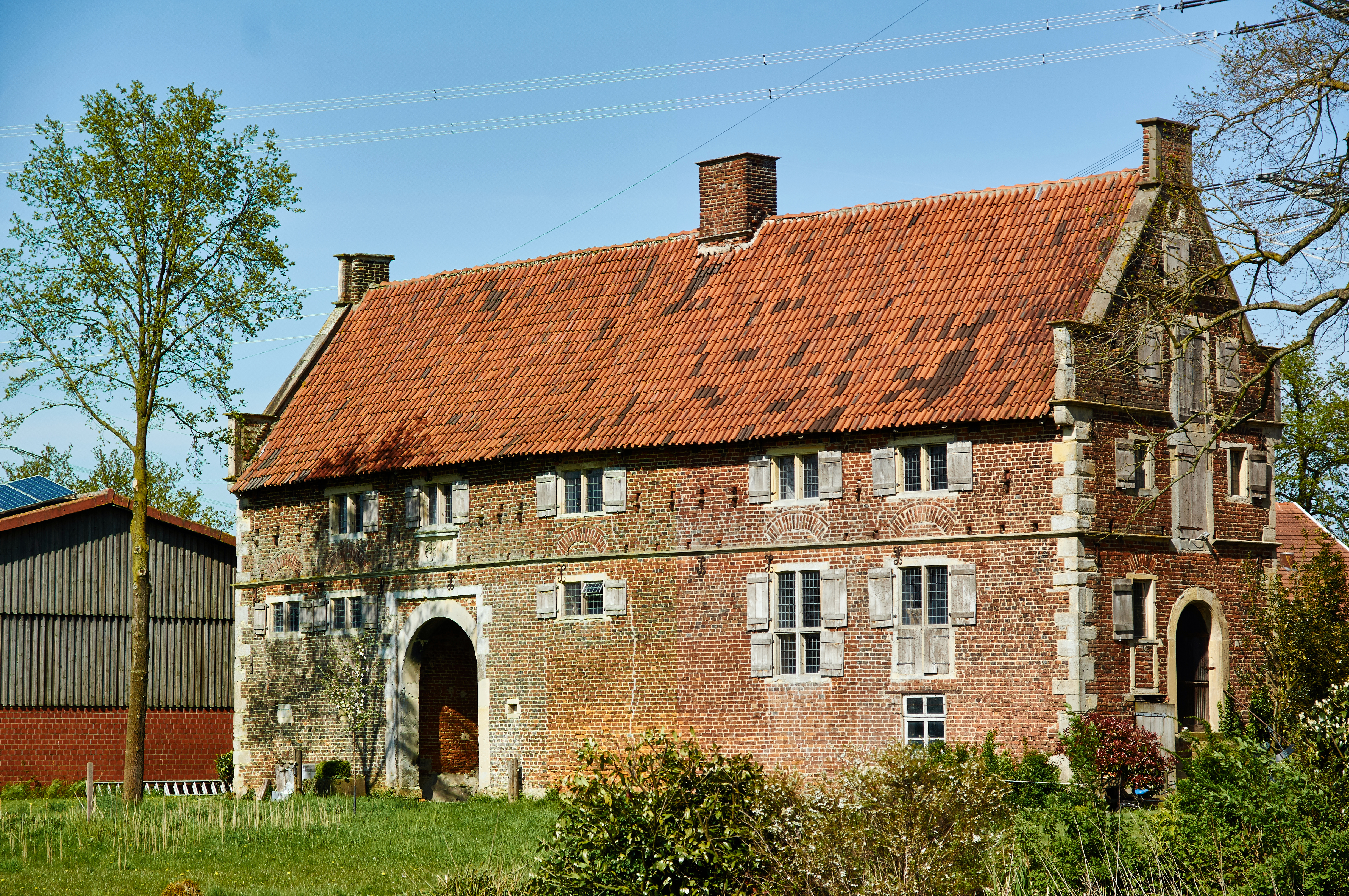
Haus Brock bei Münster-Roxel, Westfalen, im Besitz der Familie von 1859 bis ca. 1960

Schon vor dem Erwerb der Burg Hülshoff kaufte die Familie 1388 den in deren Nähe gelegenen Hof Wittover. Sie erwarb 1417 Gut Hülshoff, das als Nebengüter im 18. Jahrhundert den Burghof Telgte, Burg Nienborg sowie wieder Deckenbrock besaß und im 19. Jahrhundert durch die Nebengüter Rüschhaus, Vögeding und Brock erweitert wurde und damals über 1250 ha umfasste. Auch ein Teil des alten Stammgutes Deckenbrock gehörte vom 18. bis 20. Jahrhundert wieder dazu. Der Bruder der Dichterin, Werner-Constantin von Droste zu Hülshoff (1798–1867), Stammherr auf Burg Hülshoff, hatte mehrere Söhne. Der älteste Sohn Heinrich von Droste zu Hülshoff erbte Hülshoff und die Nebengüter. Die Linie auf Burg Hülshoff ist mit dem einzigen Sohn von Heinrich, Werner Freiherr Droste zu Hülshoff, 1945 im Mannesstamm erloschen; dessen Erbin Jutta Freifrau von Droste zu Hülshoff hat Burg Hülshoff 2012 in die neu gegründete Annette von Droste zu Hülshoff-Stiftung eingebracht.

### Rüschhaus (Nienberge)

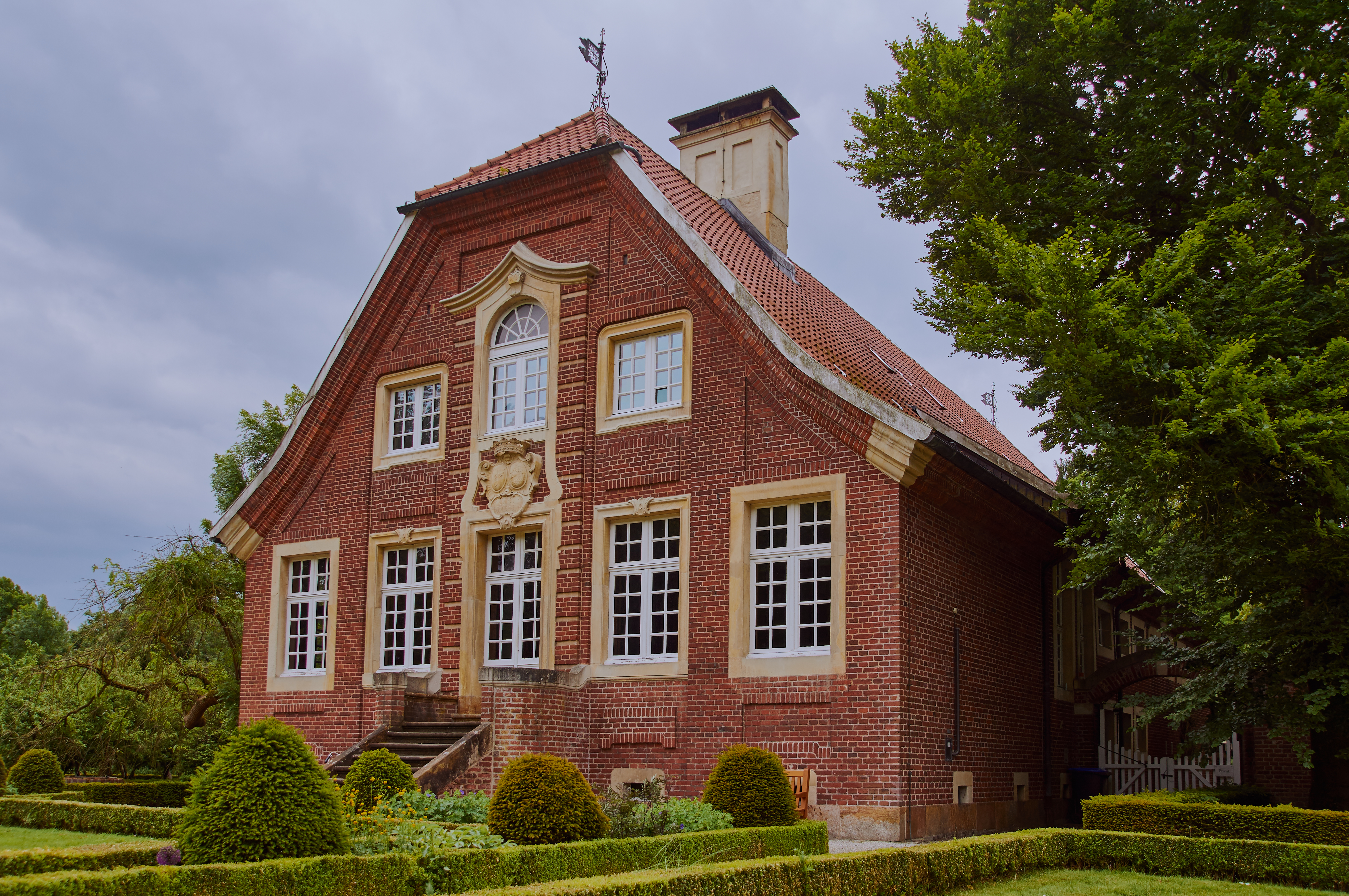
Haus Rüschhaus, Gartenseite, Familienbesitz von 1825 bis 1979

Der Vater der Dichterin Annette von Droste-Hülshoff, Clemens-August II. von Droste zu Hülshoff, erwarb 1826 Haus Rüschhaus, das bereits kurz seinem Ur-Urgroßvater Bernhard III. gehört hatte, als Witwensitz. Dort wird das Andenken der Dichterin bis heute gepflegt, die hier einen Großteil ihres Werkes schuf und – bei ihrer Mutter, bis 1834 zusammen mit ihrer Schwester Jenny von Droste zu Hülshoff sowie ihrer von ihr gepflegten Amme – lebte. Bis 1853 wurde das Haus durch die Mutter der Dichterin, Therese Louise, geb. von Haxthausen, bewohnt, danach durch zwei unverheiratet gebliebene Neffen, zunächst den Offizier Moritz von Droste zu Hülshoff, der 1883 einen neugotischen Bildstock mit Madonnenfigur errichtete, der heute noch erhalten ist. Auch sein Bruder, der preußische Regierungsrat Friedrich von Droste zu Hülshoff (1833–1905), bewohnte ab 1890 das Haus; er publizierte – wie sein Bruder Ferdinand von Droste zu Hülshoff – als Zoologe, renovierte das Haus und brachte die Erinnerungsstücke, die noch greifbar waren, wieder dorthin, weil er mit Besuchern rechnete. Nach dem Zweiten Weltkrieg wurde Rüschhaus von der Familie an die Droste-Gesellschaft verpachtet und als Museum geöffnet. Jutta Freifrau von Droste zu Hülshoff verkaufte das Haus 1979 an die Stadt Münster; es ist über das Stadtmuseum Münster zu besichtigen. Zuletzt wurde das Anwesen der 2012 ins Leben gerufenen Annette von Droste zu Hülshoff-Stiftung zur Nutzung überlassen.

### Fürstenhäusle (Meersburg)

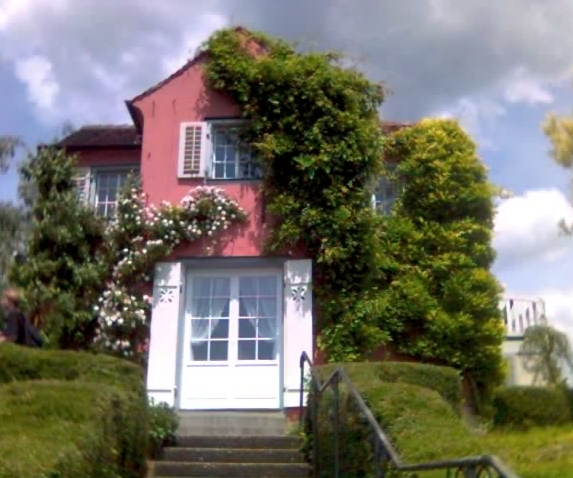
Fürstenhäusle in Meersburg, Eigentum der Dichterin Annette und ihres Neffen Carl Caspar bis 1922

Aus der Linie auf Burg Hülshoff stammte die Dichterin Annette von Droste-Hülshoff (1797–1848), die zeitweise auf Burg Meersburg am Bodensee lebte und dort starb. Sie selbst erwarb von ihrem Honorar in Meersburg das Fürstenhäusle mit kleinem Rebgut, das nach ihrem Tode ihre Schwester Maria-Anna (Jenny), Ehefrau des Joseph von Laßberg, und deren Töchter erbten. 1914 kaufte es ein Neffe der Dichterin, Carl Caspar von Droste zu Hülshoff, der es mit seiner zweiten Frau Marie, geb. von Bothmer, bewohnte. Sie öffnete es 1923 als Droste-Museum, welches nach dem Zweiten Weltkrieg durch die Witwe ihres Neffen Heinrich, Helene von Bothmer, international bekannt gemacht wurde. Diese verkaufte es 1960 an das Land Baden-Württemberg; seine Reben gehören heute zum Staatsweingut Meersburg, das zu Ehren der Dichterin seit ihrem 150. Todestag einen Wein namens „Cuvée Annette“ herstellt – frei erfunden für eine Sendung des Tatort ist dagegen die Geschichte von einem angeblichen Hochzeitswein „Château Mort“ für sie.

### Füchtel und Welpe (Vechta)

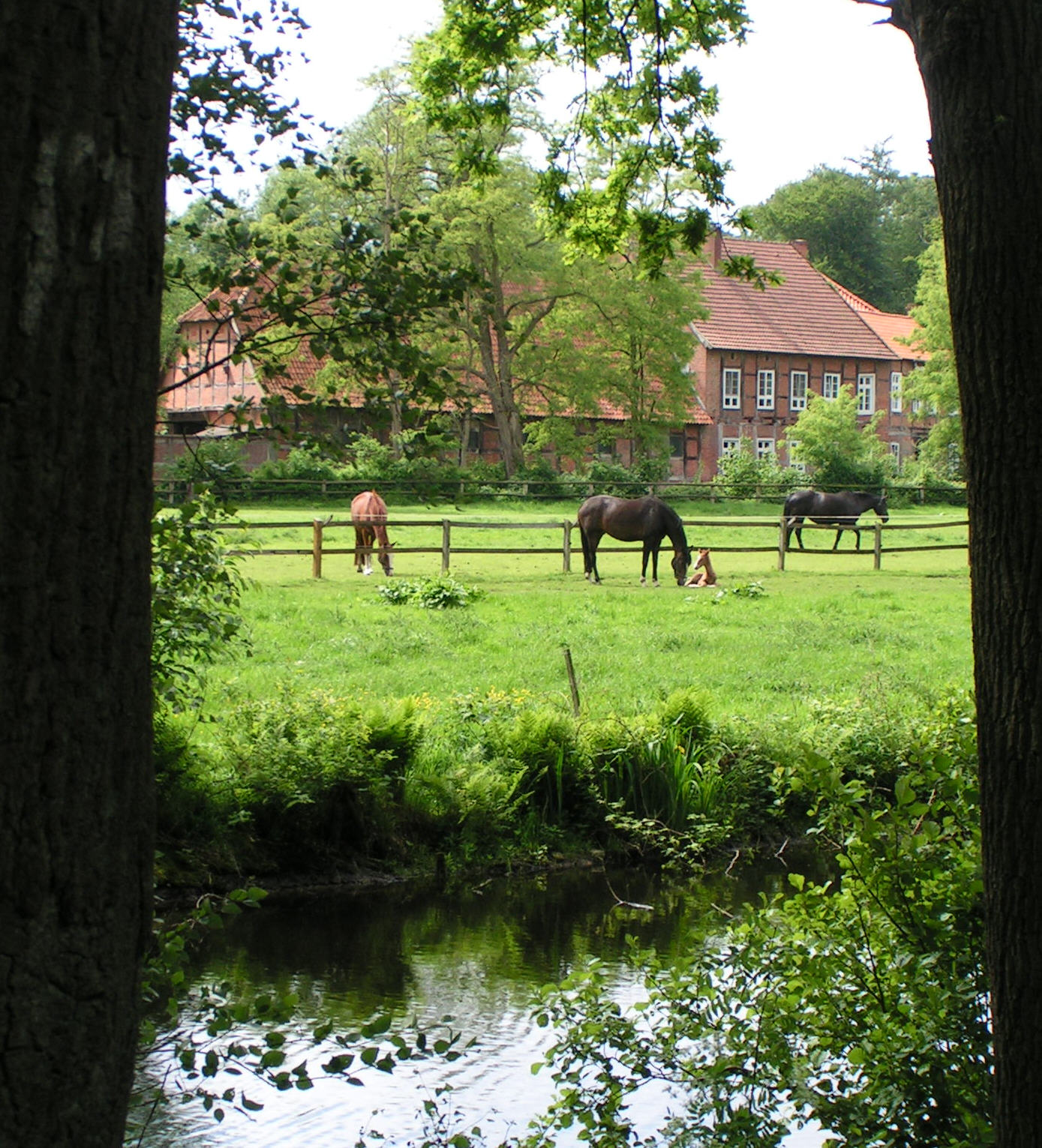
Gut Füchtel, Vechta, im Besitz der Familie von 1863 bis 1899

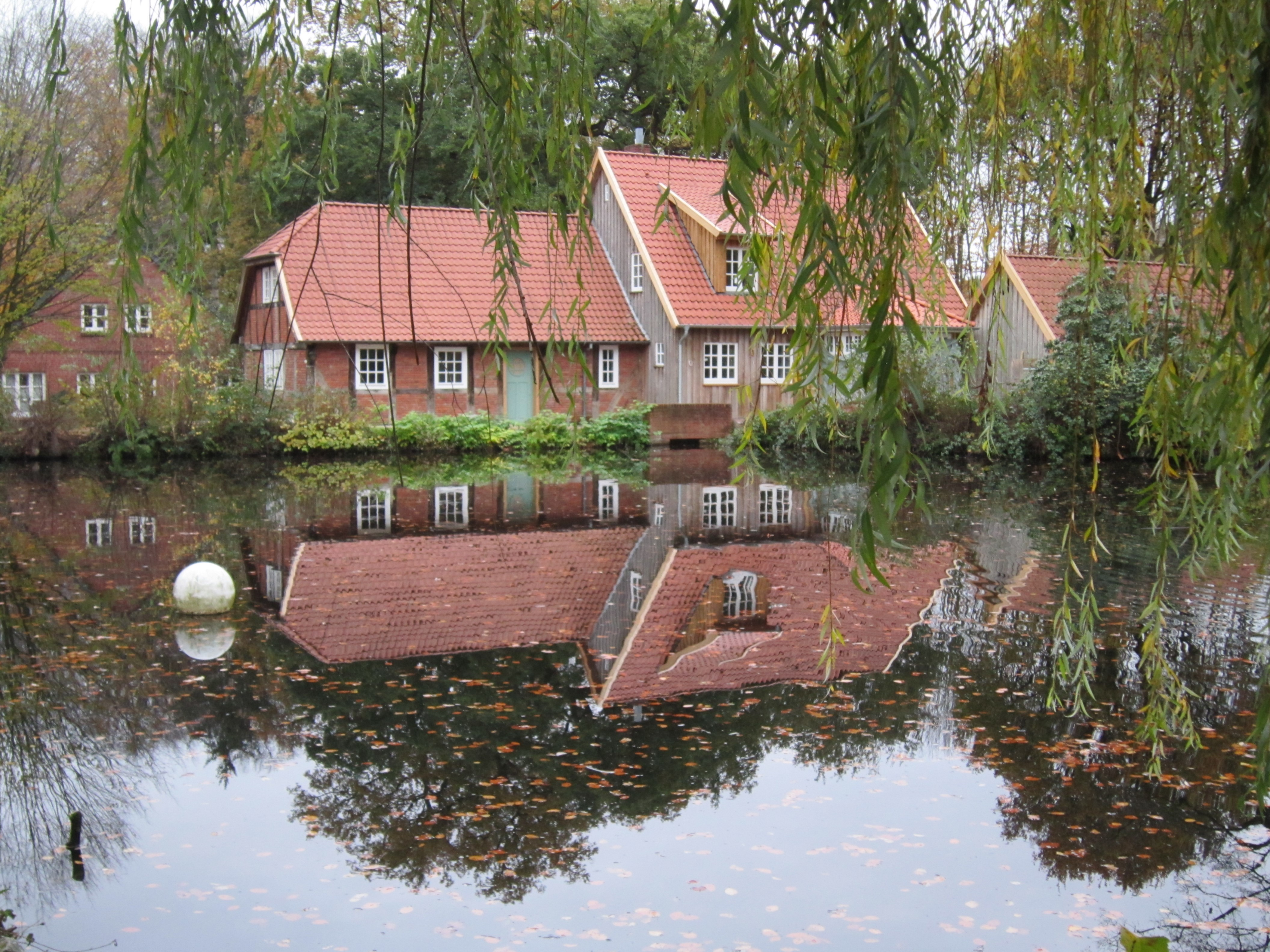
Gut Welpe bei Vechta, im Besitz der Familie von 1770 bis 1771 und von 1863 bis 1899

Durch die Verheiratung des Heinrich von Droste zu Hülshoff mit Cäcilie Freiin von Elmendorff 1863 kamen die Güter Füchtel und Welpe in Vechta in die Familie (Welpe hatte Clemens August I. von Droste zu Hülshoff, der Großvater der Dichterin bereits im Jahr 1770 erworben, aber schon 1771 an die Familie Elmendorff weiterverkauft). Die gemeinsame Tochter Maria, verh. Gräfin von Merveldt, erbte sie.

### Stapel (Havixbeck) und Giesking (Appelhülsen)

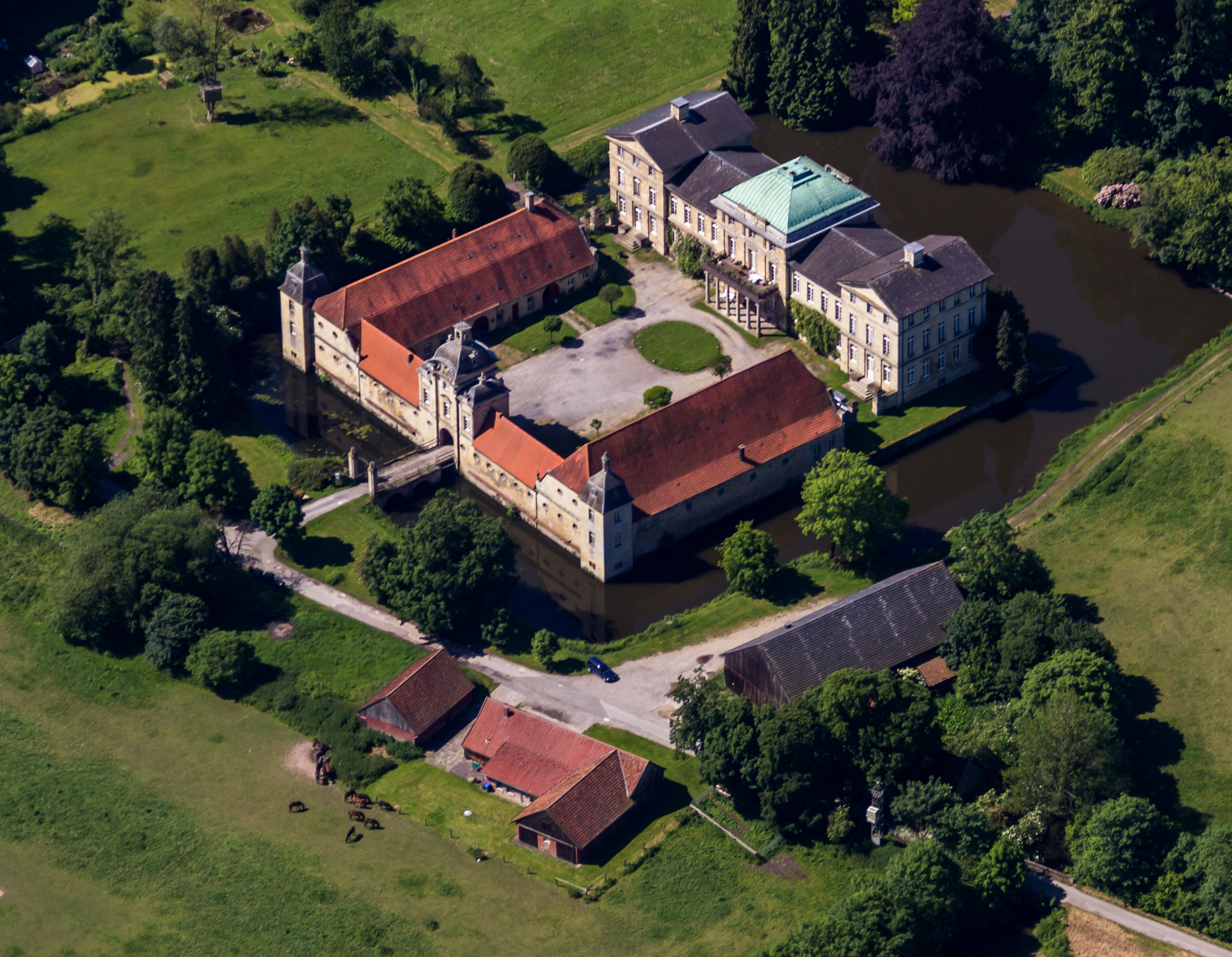
Haus Stapel im Besitz der Familie von 1801 bis 1956

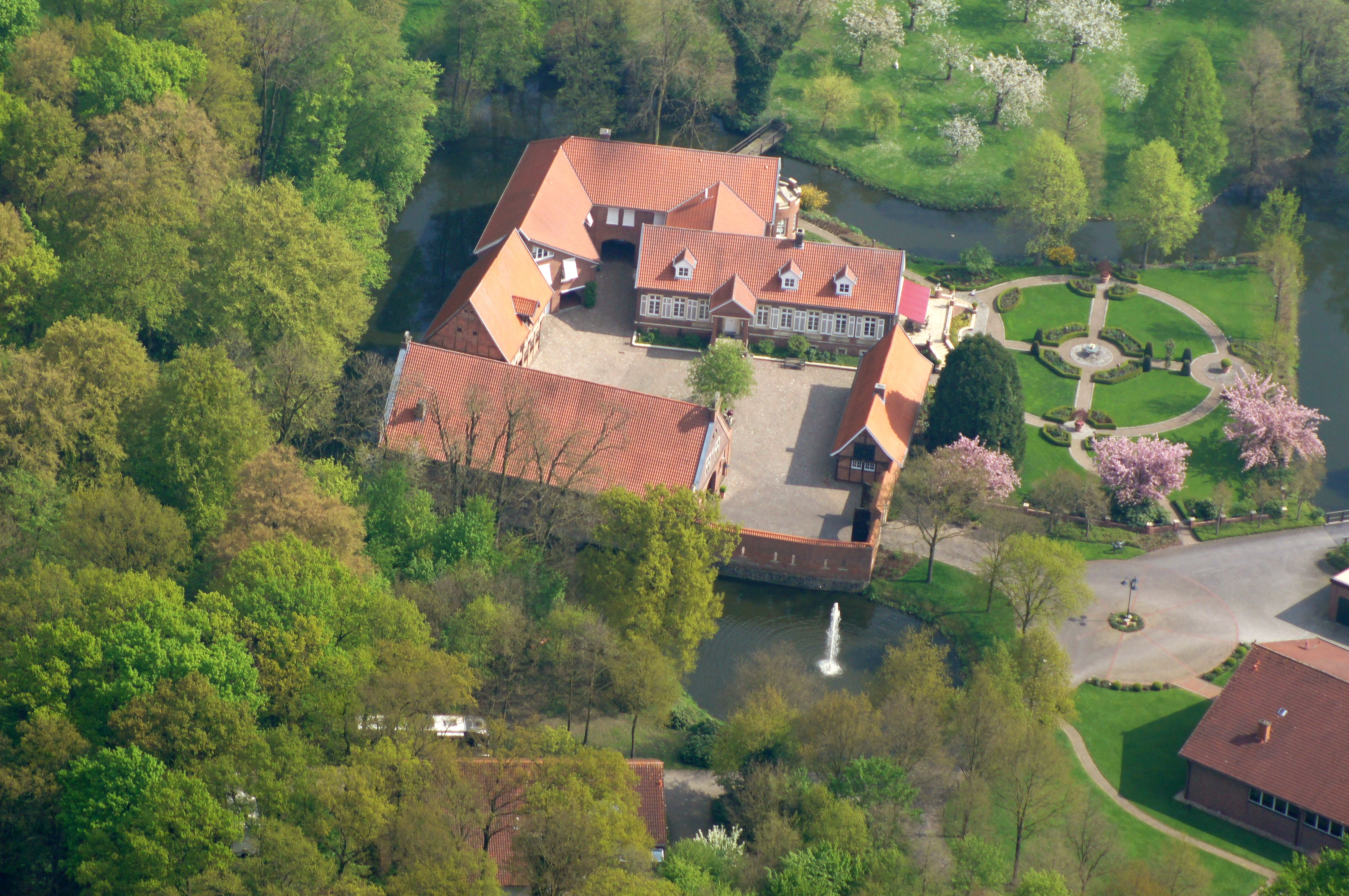
Haus Giesking in Appelhülsen, Besitz der Familie von 1801 bis 1956

Die frühere Wasserburg Haus Stapel bei Havixbeck und Haus Giesking bei Appelhülsen, welche bereits seit dem Mittelalter dem (mit den Droste-Hülshoff mehrfach verwandten) Erbmännergeschlecht von Kerckerinck gehört hatten, erheiratete ein Onkel der Dichterin, Ernst Konstantin von Droste zu Hülshoff, (1770–1841). Er baute für seine Familie mit 22 Kindern das bestehende klassizistische Schloss mit 55 Zimmern. 1880 erbte den Besitz durch das Testament des letzten Kindes (Luise) seines Onkels Heinrich Johannes Reichsfreiherrn von Droste-Kerckerinck (1808–1872) ein nachgeborener Sohn von Werner-Constantin von Droste zu Hülshoff, der Landrat Clemens Friedrich Droste zu Hülshoff. Er vererbte es an seinen Sohn Friedrich (1879–1936), welcher seine Nichte Ermengard, eine Tochter des Landrats Clemens von Droste zu Hülshoff, adoptierte. Durch ihre Heirat gelangte Stapel in die Familie Raitz von Frentz; Haus Giesking wurde an ihre Schwester Sigrid verkauft. Auch dieser Zweig ist mit dem Tode ihres Onkels Hermann 1959 im Mannesstamm ausgestorben.

### Hamborn (Borchen), Meersburg und Horben

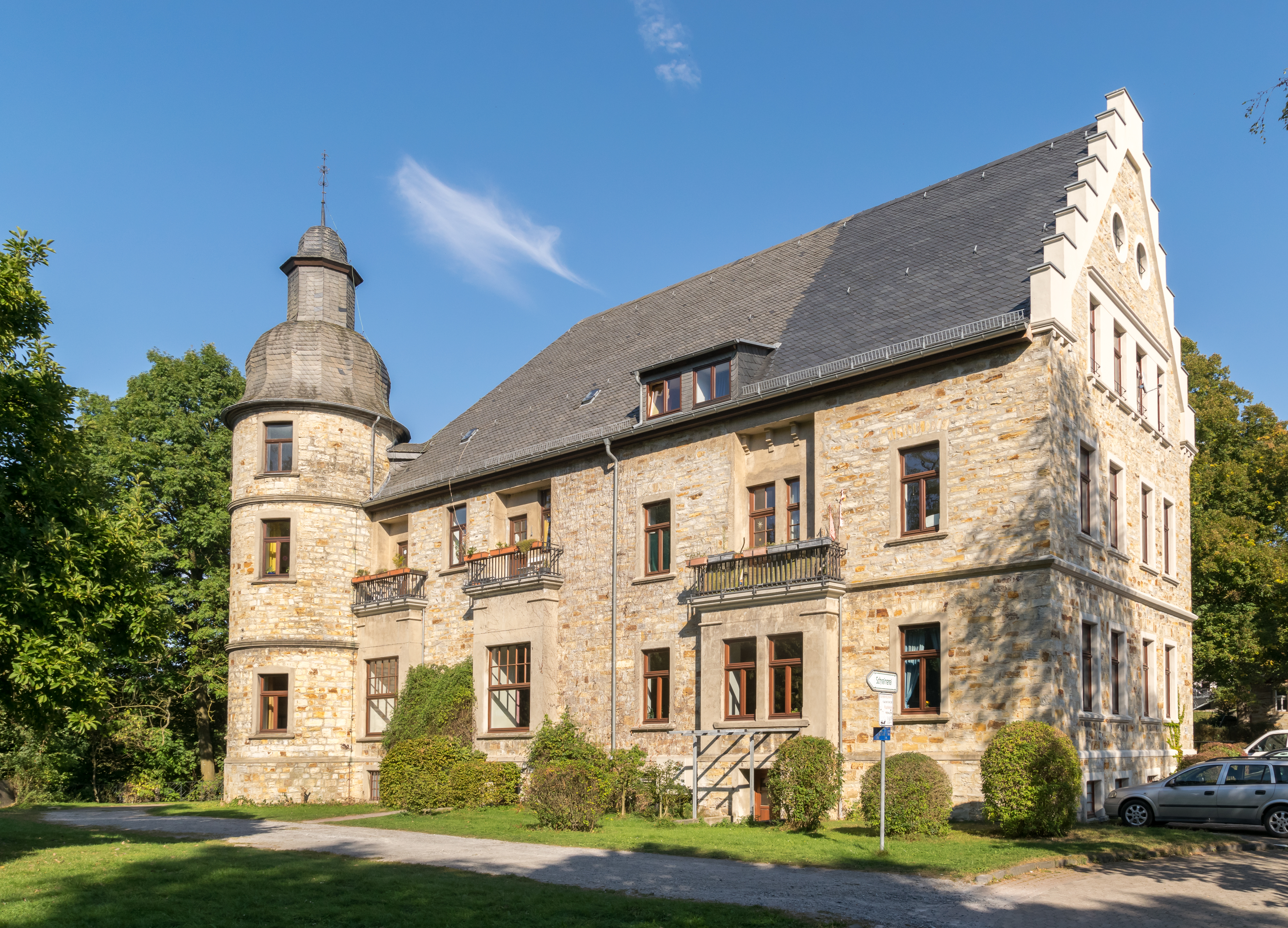
Schloss Hamborn in Borchen bei Paderborn, im Besitz der Familie von 1879 bis 1912

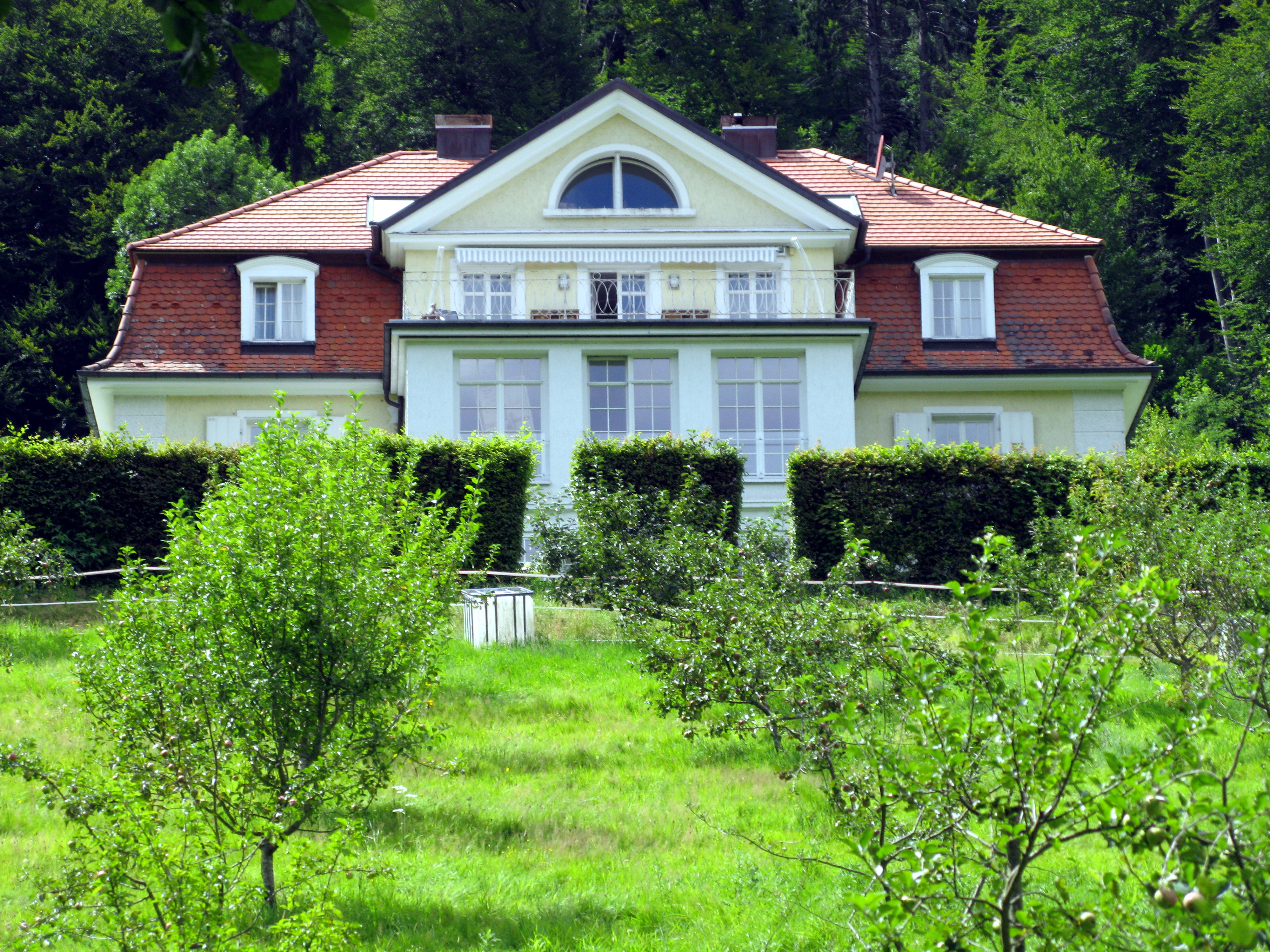
Landsitz Villa Küchlin, Horben, Familienbesitz seit 1988

Der jüngste Sohn von Werner-Constantin von Droste zu Hülshoff, Carl Caspar von Droste zu Hülshoff, der Schloss Hamborn, das bis 1912 in der Familie blieb, und später das Fürstenhäusle in Meersburg erwarb, wurde Stammherr der heutigen Familienmitglieder. Sein Sohn war Heinrich von Droste zu Hülshoff (Autor), dessen Sohn Mariano Freiherr von Droste zu Hülshoff. Er war der Vater der heutigen Familienmitglieder Bernd von Droste zu Hülshoff und Wilderich von Droste zu Hülshoff, durch dessen Ehefrau Hortense von Gelmini der Landsitz Villa Küchlin in Horben in die Familie kam.

### Haus Alst (Horstmar), Bonn und Veitshöchheim

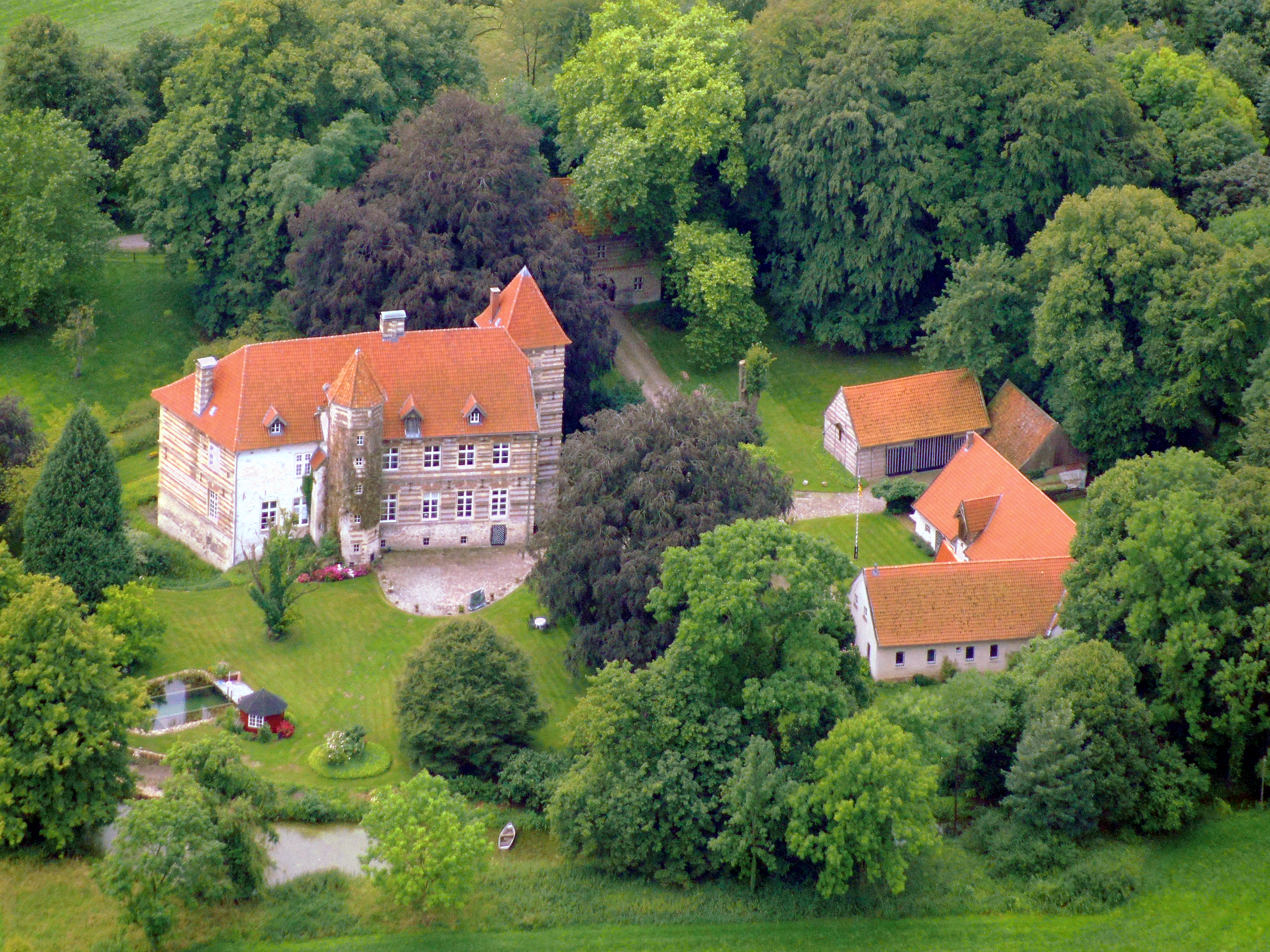
Haus Alst, Luftaufnahme mit Vorburg, im Besitz der Familie von 1832 bis 1843

Der ältere Sohn des Komponisten Maximilian-Friedrich von Droste zu Hülshoff, Dr. med. Joseph von Droste zu Hülshoff, besaß im 19. Jahrhundert zeitweise das Haus Alst bei Steinfurt, wo die Familie auch lebte. Seine Nachkommen zogen nach Veitshöchheim bei Würzburg, wo sich noch eine Familiengrabstätte dieses ausgestorbenen Familienzweiges befindet. Sein Sohn Werner wurde Hofkavalier des Herzogs Alexander Friedrich Wilhelm von Württemberg und verwaltete dessen Schloss Fantaisie, unter seinen Geschwistern waren Therese Dahn und Constantin Maria von Droste zu Hülshoff. Der jüngere Sohn des Komponisten, der Universitätsrektor Clemens-August von Droste zu Hülshoff, erwarb ein Anwesen in Bonn, in dem die Dichterin Annette von Droste-Hülshoff öfter zu Gast war.

### Handorf (Münster)
Vier Generationen der Familie lebten vermutlich zumindest zeitweilig auf der Turmhügelburg Haskenau in Handorf, nachdem Johann IV. Droste zu Hülshoff um 1400 dort von seiner Mutter aus der Familie Cleyhorst mehrere Höfe gerbt hatte. Begründer dieser Linie war sein älterer Sohn Alhard II. († 1485), verheiratet mit Uda von Schule, der außerdem in Everswinkel, Altenberge, Telgte, Billerbeck, Freckenhorst, Havixbeck, Alverskirchen und Sendenhorst begütert war. Sein Sohn und Enkel sowie Gutsnachfolger waren der Bürgermeister von Münster Everwin II. von Droste zu Handorf, verheiratet mit Gertrud von Steveninck zu Möllenbeck und deren Söhne, der Senator von Münster Everwin III. († 1542 ohne Nachkommen) und Johann Droste (1495–1558), Kanoniker und Bursar des Kapitels von St. Ludgeri. Dieser wiederum hatte einen Sohn, ebenfalls mit Namen Johann, der Sekretär des Bischofs von Münster war. Sein zweiter Sohn war der bekannte Reformer und Humanist Everwin von Droste zu Hülshoff. Aus der Linie Handorf sollen auch weitere bürgerliche Träger des Namens Droste abstammen.

### Uhlenbrock (Münster) und Wolbeck/Möllenbeck

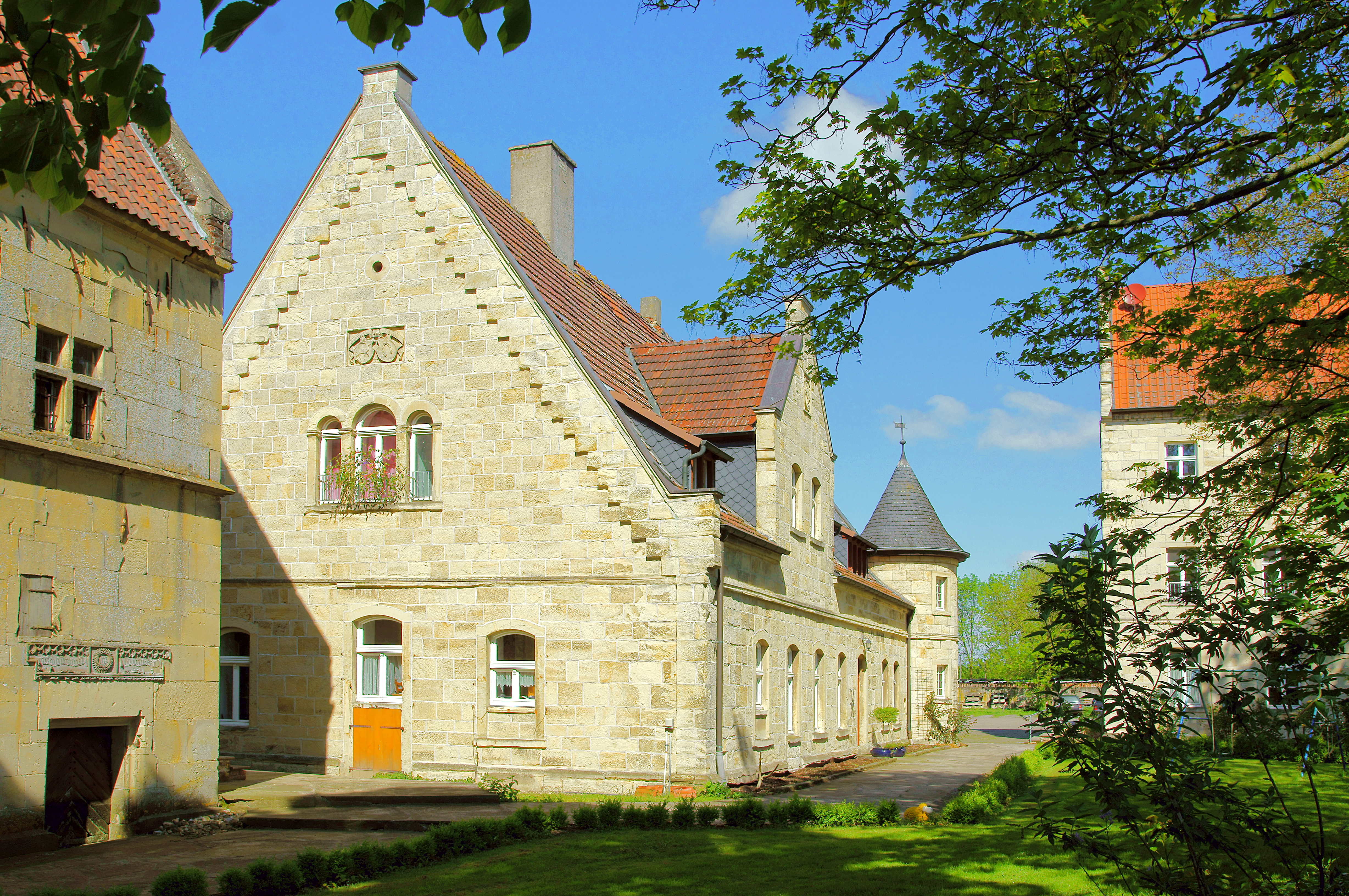
Hof Villa Alstede mit Wehrspeicher (Kemenate) von 1536, Familienbesitz im 16. und 17. Jahrhundert

Die Nebenlinie Droste zu Uhlenbrock wurde durch Alhard III. († 1593), einen weiteren Sohn des Münsteraner Bürgermeisters Everwin II. von Droste zu Handorf, der Protestant geworden war, sowie der Gertrud von Steveninck zu Möllenbeck, begründet. Seine Ehefrau Margaretha von Kerckerinck brachte das Gut Uhlenbrock in die Ehe und erbte 1541 auch einen Erbmannshof in der Stadt Münster. Söhne aus dieser Ehe waren der Nachfolger Everwin IV. Droste zu Uhlenbrock († 1611) sowie Heinrich II. Droste zu Uhlenbrock, von dem die Droste zu Hofe abstammen. Von den Droste zu Uhlenbrock leiteten auch die Drostes in Danzig und Königsberg ihre Abstammung ab: Der o. g. Alhard III. dürfte nach seinem identischen Vornamen und Sterbedatum auch der Vater des königlich polnischen Ratsherrn Carl Drost(e) in Danzig sein. Dies legen auch die damals noch bestehenden Handelsbeziehungen zwischen den Hansestädten Münster, Danzig sowie Königsberg, der damals auch im Münsterland häufige Übertritt zum Protestantismus und die spätere Anerkennung dieser Abstammung durch König Friedrich I. (Preußen) nahe.
Ein weiterer Sohn, Alhard IV., verheiratet mit Gertrud von Bischopinck, erbte 1603/1605 von seiner Schwester Margaretha, der Witwe des Cord von Steveninck, Haus Möllenbeck (heute: Wolbeck). Alhard IV. mit seinen 12 Kindern entkam 1610 einem Raubüberfall, bei dem Haus Möllenbeck geplündert wurde. Sein ältester Sohn und Nachfolger Everwin von Droste zu Möllenbeck wurde Hofkavalier oder Hofmeister des Fürsten Ludwig I. von Anhalt-Köthen und Mitglied der berühmten Fruchtbringenden Gesellschaft. Mit seiner Ehefrau Odilia, einer Tochter des Münsteraner Bürgermeisters Bernhard II. von Droste zu Hülshoff, hatte er zwar fünf Söhne, von denen Bernhard III. mit Elisabeth von Morrien verheiratet war, jedoch hatten diese keine Nachkommen; Haus Möllenbeck ging schon Ende des 17. Jahrhunderts in Konkurs. Ein weiterer Sohn von Alhard IV. war Herbert (auch Herbordt bzw. Gerhard, 1609–1695). Er wurde Stammvater der (protestantischen) Droste zu Zützen.
Manche Besitzungen wechselten zwischen den Linien: So gehörte der heutige Hof Villa Alstede in Nottuln 1583 den Droste zu Uhlenbrock, 1603 den Droste zu Möllenbeck und ab 1652 der Stammlinie auf Hülshoff.

### Dinker bei Soest
Eine andere protestantische Linie bildete Heinrich II. Droste zu Uhlenbrock auf den Gütern Hofe (bei Ahlen), auf Telgenland bei Altenberge sowie in der Mark, Stromberghoven, Sengerhof, Klotinghof und Ebinghof in Dinker bei Soest – aus dieser Linie stammte Johann Heinrich von Drost (* 1731 auf Sängerhof in Dinker bei Soest; † nach 1787), preußischer Major und Chef des III. Stehenden Grenadier-Bataillons.

### Golßen-Zützen und Altdöbern-Reddern

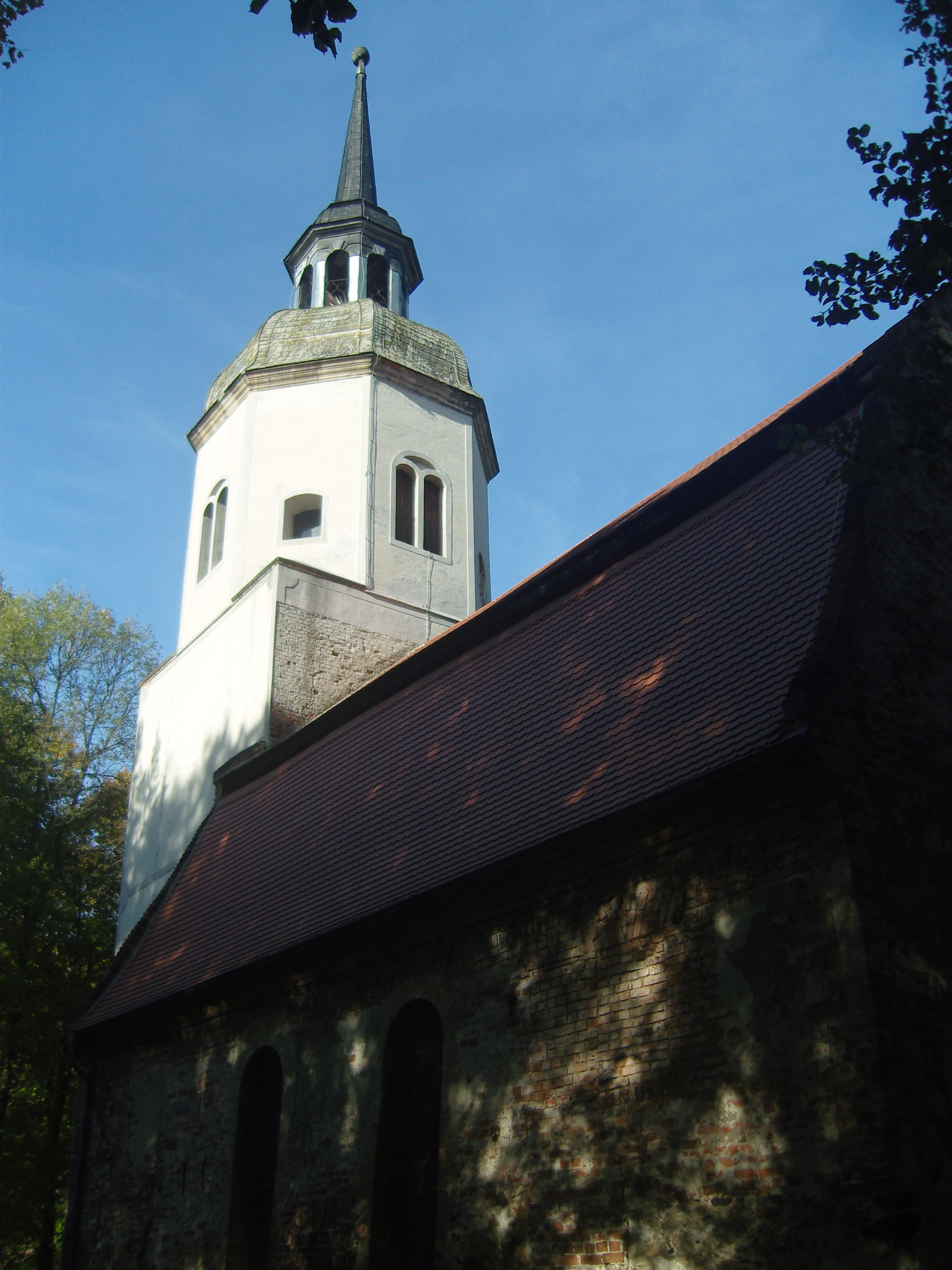
Dorfkirche Reddern, erbaut von Johann Eberhard von Droste zu Zützen

Herbert (auch Herbord oder Gerhard) Droste zu Möllenbeck (1609–1695), jüngster Bruder des Everwin von Droste zu Möllenbeck, wurde nach einem abenteuerlichen Wanderleben im Dreißigjährigen Krieg Oberst in schwedischen Diensten. Er hatte im Gegensatz zu dem katholischen Hauptzweig seiner Familie den evangelischen Glauben angenommen, heiratete in die Familie von Klitzing und kaufte von ihr 1651 die Güter Gersdorf (oder Görichsdorf) und Zützen in der Niederlausitz. Die Dichterin Annette von Droste-Hülshoff nimmt in ihrer Erzählung Bei uns zu Lande auf dem Lande – Nach der Handschrift eines Edelmannes aus der Lausitz Bezug auf einen Besuch von dessen jüngerem Sohn Johann Eberhard von Droste zu Zützen in Hülshoff. Er hatte aus der Familie von Birckholtz Gut Reddern erheiratet. Dieser vermögende protestantische Familienzweig, mit dem die Drostes in Danzig und Königsberg verwandt gewesen sein sollen, erlosch im 18. Jahrhundert. An ihn erinnert heute noch die Innenausstattung der von ihm errichteten sog. „Flachskirche“ in Reddern.

### Danzig, Königsberg, Linkehnen und Starkenberg

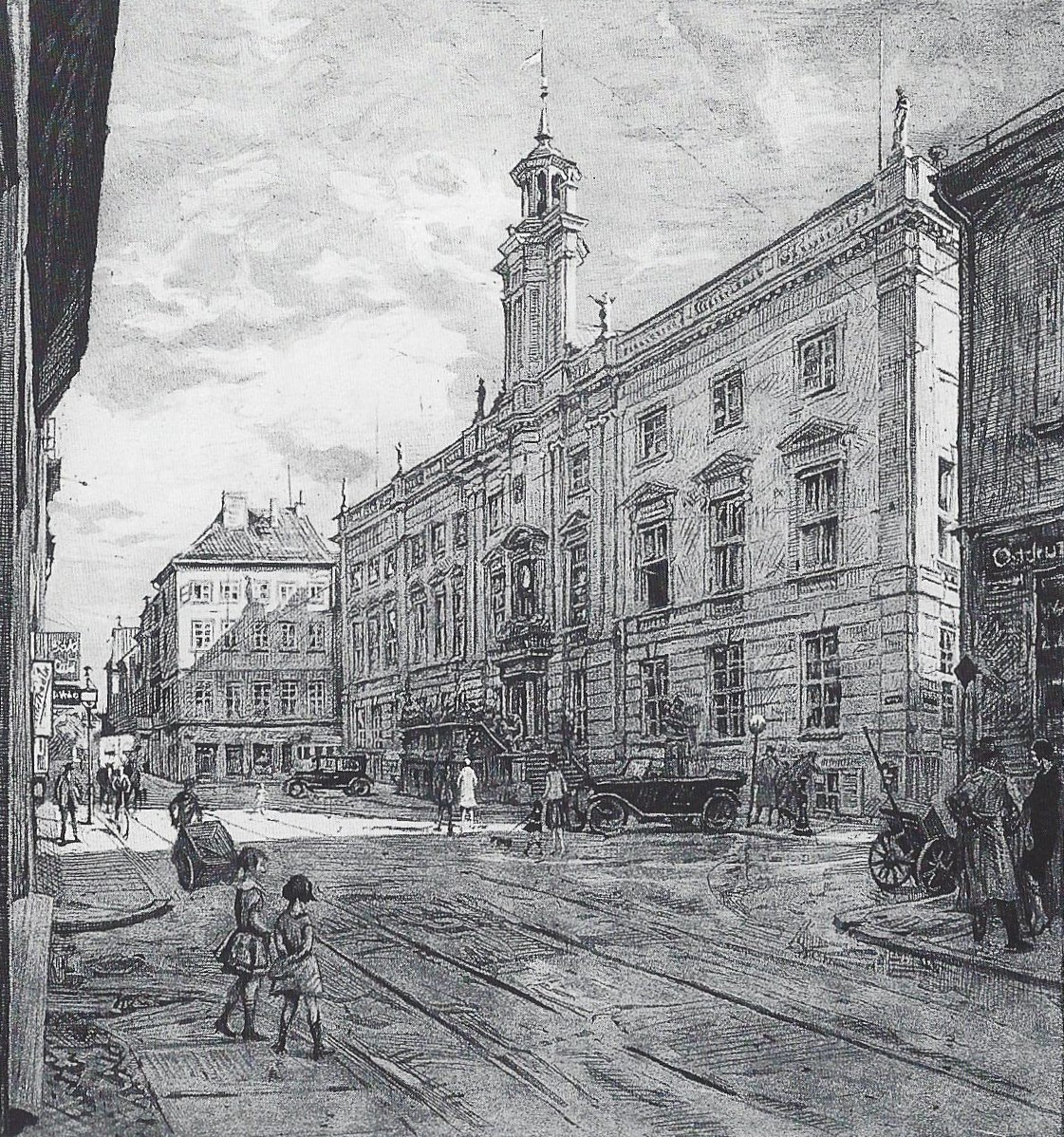
Kneiphöfsches Rathaus (Königsberg), Amtssitz von Vizebürgermeister Carl Droste vom Fisch

Im „Adelsarchiv“ des Staatsarchivs Königsberg war von 1664 bis 1714 eine Familie von Drost(e) vermerkt; sie verwandte ebenfalls ein Wappen mit dem fliegenden Fisch (ohne Helmzier Fischreuse), allerdings in blauem Felde. Sie stammte von den o. g. Droste zu Uhlenbrock ab und hatte Zweige in Danzig und Königsberg. Der o. g. Alhard III. Droste zu Uhlenbrock, wohl in zweiter Ehe mit Juliane von Schlieben verheiratet, hatte einen Sohn Carl (1568–1628), der als königlich-polnischer Rat und Factor in Danzig wirkte. Dieser hatte die Söhne Carl jun. (1597–1673), Kauf- und Handelsmann in Königsberg (er machte dort 1670 sein Testament), und Conrad (1600–1670), Rath und Kriegskommissar zu Danzig, der Catharina von Recke heiratete. Für dessen Enkelin Constantia von Droste (* 1644), geb. Droste, Witwe ihres Vetters, Carl Droste vom Fisch (1631–1699), Vize-Bürgermeister von Königsberg im Kneiphof, nahm 1704 König Friedrich I. eine „Adelsrenovation“ vor. Er bezog sich dabei auf deren ihm verbürgte Abstammung von den Droste zu Hülshoff und verwandte deren (abgewandeltes) Familienwappen. Carl Droste war Kornhändler und war 1701 an der Krönung von Friedrich I. (Preußen) als Reiter der Bürgerkompanie beteiligt gewesen. Carl und Constantia von Droste hatten viele Nachkommen, die (Alt-)preußische Staatsämter bekleideten und sich mit dortigen Adelsgeschlechtern verbanden (u. a. auch v. Kraut, v. Lüderitz). Ihr ältester Sohn war wohl der Senator und Stadtrat Jakob Drost(e) (* 1675), auf den Gütern Schleuse bei Moterau und Hasenberg (letzteres ca. 458 ha), beide Kreis Wehlau. Ein weiterer Sohn, Johann Friedrich (* 1678), war preußischer Tribunalsherr und Erbherr auf den ebenfalls im Kreis Wehlau liegenden Gütern Linkehnen, Starkenberg und Kapkeim, verheiratet mit Sophia-Charlotte von Besser. Er erhielt vom preußischen König Friedrich I. 1705 ein Anerkennungsdiplom seines Freiherrenstandes (deren Tochter Eleonora Concordia Levina von Droste heiratete 1730 in Königsberg Johann Georg von der Groeben, Erbherr auf Gross Schwansfeld). Der jüngste Sohn, Carl Conrad (1673–1709) war Lizentdirektor und Erbherr auf Tikrigehnen. Eine Schwester, Marie-Louise von Droste (* 4. Juli 1682 in Königsberg; † 2. August 1720 in Berlin), war mit dem preußischen Staatsmann Heinrich Rüdiger von Ilgen verheiratet. Christoph Friedrich von Drost (* 1721), verheiratet mit Amalia Louisa v. Braxein, war königlich-preußischer Hauptmann und Erbherr auf Kapkeim. Sein Sohn und Erbe war Ludwig Friedrich von Droste, Erbherr auf Linkehnen. Er verstarb 1825 kinderlos, so dass Name und Wappen auf einen Zweig der Familie „von Knobloch genannt von Droste“ übergingen, nachdem schon Sophia Luise (* 1715) Carl Gottfried von Knobloch geheiratet hatte. In Danzig gab es noch bis 1946 eine bürgerliche, möglicherweise von dem o. g. Conrad von Drost abstammende, Kaufmannsfamilie namens Drost, welcher der Kunsthistoriker Willi Drost angehörte.

## Heutige Nachfahren
„Nachkommen der Dichterin Annette von Droste-Hülshoff“, die unverheiratet war, gab es nicht. Alle heutigen Namensträger gehen vielmehr auf ihren Bruder, Werner-Constantin von Droste zu Hülshoff, zurück, welcher ebenfalls der 20. Generation angehörte und der dreizehn Kinder hatte, von denen neun überlebten. Stammvater der noch heute im Mannesstamm bestehenden Linie wurde der jüngste Sohn von Werner-Constantin, Carl Caspar von Droste zu Hülshoff. Ihm gehörten Schloss Hamborn und ab 1915 Annettes Fürstenhäusle in Meersburg. Carl erwarb auch das Schweizer Bürgerrecht in der Gemeinde Böttstein im Kanton Aargau. Sein einziger Sohn und Gutsnachfolger war der Jurist und Schriftsteller Heinrich von Droste zu Hülshoff. Auch er hatte nur einen Sohn, Mariano Freiherr von Droste zu Hülshoff (1907–1997). Dieser war Oberlandforstmeister und Leiter der Forstdirektion im Regierungsbezirk Koblenz. Sitze seiner Söhne Bernd von Droste zu Hülshoff und Wilderich von Droste zu Hülshoff und ihrer Familien – der 24. und 25. Generation der Droste zu Hülshoff – sind in Kaiserswerth und der Landsitz Villa Küchlin in Horben, wo die Familie Land- und Forstwirtschaft und die Destillerie Baron Droste Hülshoff betreibt.
Seit 1945 erloschen ist die Stammlinie des ältesten Sohnes, Heinrich von Droste zu Hülshoff, auf Burg Hülshoff, Haus Rüschhaus und dem dazugehörigen Gutsbesitz. Seine Enkelin, Jutta von Droste zu Hülshoff (1926–2015), brachte das Stammgut, soweit sie es nicht verkauft hatte, 2012 in die Annette von Droste zu Hülshoff-Stiftung ein. Auch die Linie Haus Stapel ist mit dem Tode von Hermann von Droste zu Hülshoff 1959 im Mannesstamme erloschen.

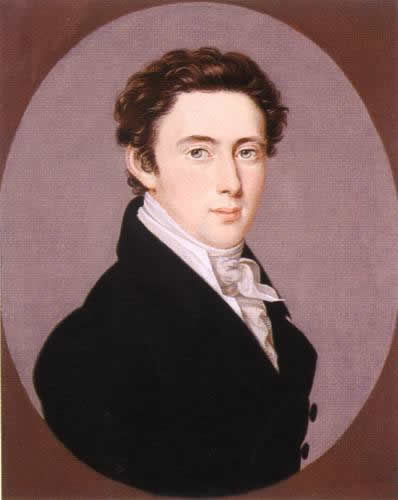
Werner-Constantin von Droste zu Hülshoff (1798–1867), Bruder der Dichterin
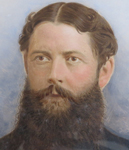
Carl Caspar von Droste zu Hülshoff (1843–1922), Gemälde ca. 1880
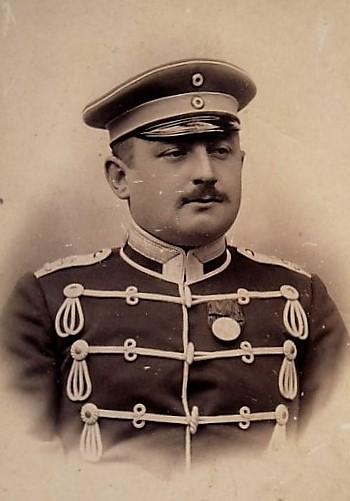
Heinrich von Droste zu Hülshoff (1875–1934) in der Uniform eines Husaren
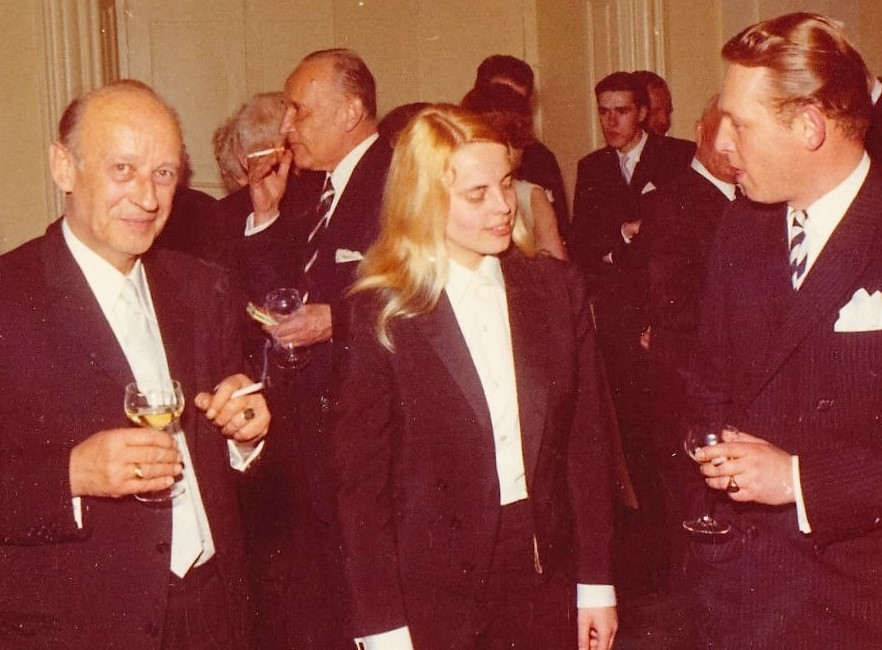
Mariano Freiherr von Droste zu Hülshoff (1907–1997, links) mit Hortense von Gelmini (* 1947, verh. Freifrau Droste zu Hülshoff, Mitte) und Friedrich Wilhelm Fürst zu Wied (rechts) 1970 in Neuwied
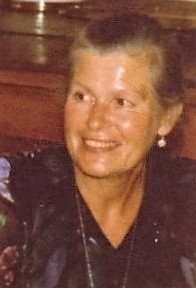
Jutta Freifrau von Droste zu Hülshoff (1926–2015), 1985
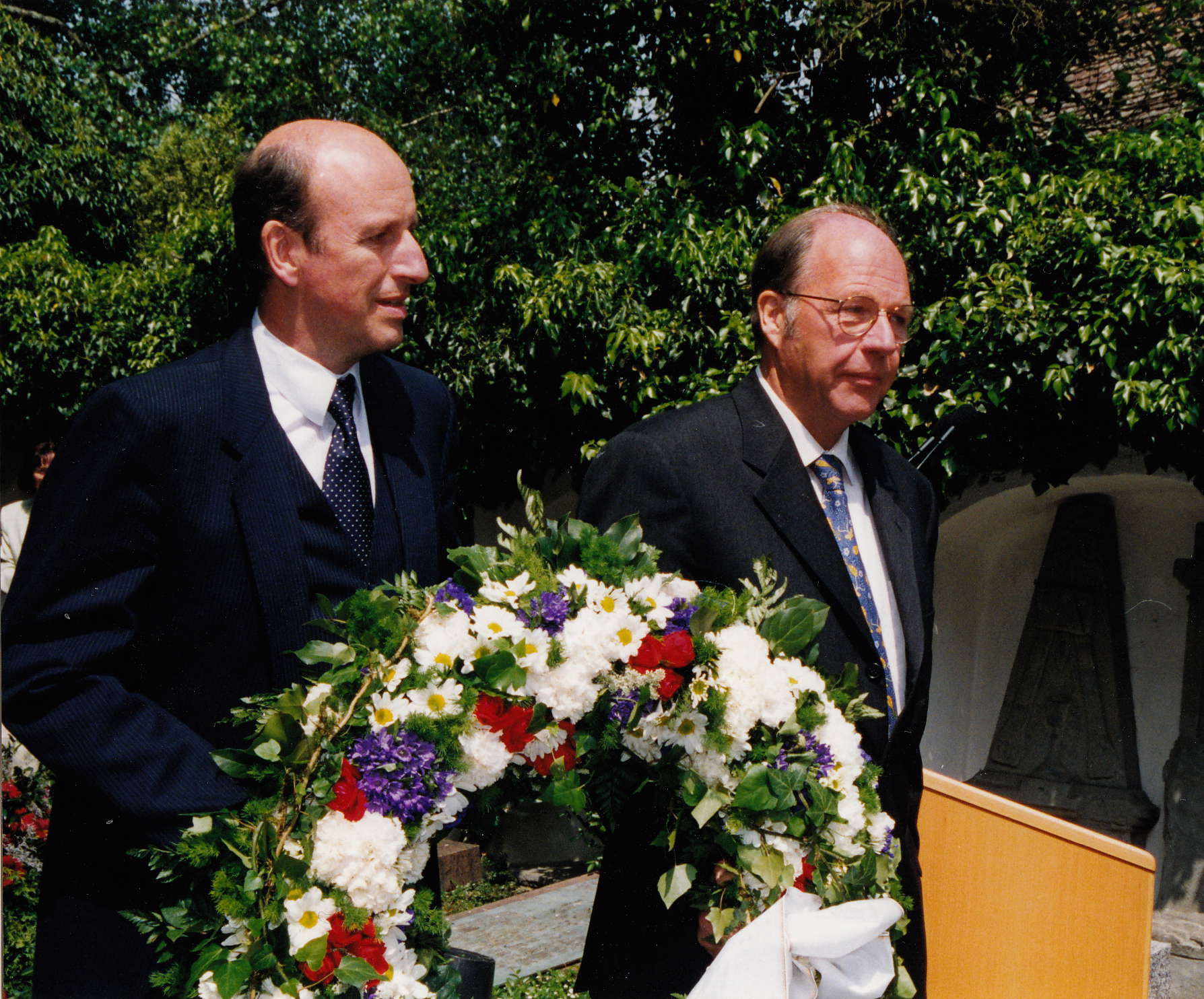
Bernd von Droste zu Hülshoff (* 1938, rechts) u. Wilderich von Droste zu Hülshoff (* 1948, links) am 150. Todestag von Annette von Droste-Hülshoff 1998 in Meersburg

Johann Droste (1495–1558), Kanoniker in St. Ludgeri und Sohn des o. g. Bürgermeisters von Münster beim Aufkommen des Täuferreiches, Everwin II. von Droste zu Handorf, hatte mit Alheidt Droste genannt Kocks zahlreiche illegitime Kinder, auf die u. U. bürgerliche Träger des Namens Droste und ihre Nachkommen zurückgeführt werden können, so z. B. Levin Schücking und seine beiden Eltern.

## Bekannte Namensträger
- Everwinus Droste (um 1147), Droste des Domkapitels Münster, Villicus auf Oberhof Varwecke in Havixbeck
- Bernhard I. von Deckenbrock (um 1209), Kreuzritter und Stammherr der Droste zu Hülshoff
- Engelbert von Deckenbrock (um 1266), Burgmann in Ahaus, Droste des Domkapitels Münster, Schöffe von Münster, Kämmerer des adeligen Damenstifts Überwasser in Münster und Gutsbesitzer.
- Johann III. von Deckenbrock (1295–1349), Droste des Domkapitels, Bürgermeister und Richter von Münster in den Jahren 1312–1313, 1321–1322, 1327, 1333 sowie 1337–1339
- Everwin I. von Deckenbrock (1326–1351), Ratsherr, Droste des Domkapitels von Münster und Gutsbesitzer
- Wessel von Deckenbrock, 1336–1352 Stiftsherr, 1364–1380 Dechant von St. Mauritz (Münster), 1360–1376 bischöflicher Offizial
- Alhard I. von Deckenbrock († 1399), Ritter, Freigraf und Ratsherr in Münster, letzter Droste des Domkapitels und Gutsbesitzer.
- Johann IV. Droste zu Hülshoff (1381–1446), Ritter, Gutsbesitzer, Ratsherr, Bürgermeister der Stadt Münster, Erwerber von Burg Hülshoff
- Johann V. Droste zu Hülshoff (1421–1462), Ratsherr und Kämmerer der Stadt Münster, Gutsbesitzer auf Burg Hülshoff.
- Johann VI. Droste zu Hülshoff (1430–1499), Ratsherr und Bürgermeister von Münster, Gutsbesitzer auf Burg Hülshoff.
- Everwin von Droste zu Hülshoff, 1404 bzw. 1418 Domherr in Münster
- Diederich von Droste zu Hülshoff, 1422 bzw. 1447 Domherr in Münster
- Elisabeth von Droste zu Hülshoff († 1510), Äbtissin des Klosters Hohenholte
- Everwin II. von Droste zu Handorf († 1535), bis 1534 Bürgermeister von Münster, Berater des Fürstbischofs Franz von Waldeck zu Beginn des Täuferreiches Münster, Gutsbesitzer auf Burg Haskenau.
- Johann VII. Droste zu Hülshoff (1467–1539), Bürgermeister von Münster und Gutsbesitzer auf Burg Hülshoff
- Heinrich I. von Droste zu Hülshoff (1500–1570), Ratsherr in Münster und Gutsbesitzer auf Burg Hülshoff
- Everwin III. von Droste zu Handorf († 1542), Senator von Münster und Gutsbesitzer auf Burg Haskenau.
- Johann Droste zu Hülshoff († 1593), Domherr am Dom zu Hildesheim
- Bernhard II. von Droste zu Hülshoff (1542–1624), letzter Bürgermeister der Stadt Münster aus der Familie Droste zu Hülshoff und Gutsbesitzer auf Burg Hülshoff
- Everwin von Droste zu Hülshoff (1540–1604), kath. Reformer und Schriftsteller, Bischöflicher Offizial und Dechant an der Kollegiatkirche St. Martini zu Münster
- Heinrich II. von Droste-Hülshoff (1597–1666), Gutsbesitzer und Stammherr auf Burg Hülshoff
- Everwin von Droste zu Möllenbeck (1592–1661), Gutsbesitzer auf Haus Möllenbeck und Mitglied der fruchtbringenden Gesellschaft als „der Labende“
- Herbert von Droste zu Möllenbeck (1609–1669), königlich-schwedischer Oberleutnant und Gutsbesitzer in Golßen-Zützen
- Bernhard III. von Droste-Hülshoff (1634–1700), Gutsbesitzer und Stammherr auf Burg Hülshoff
- Johann Droste zu Hülshoff (1640–1679), Domherr zu Fritzlar
- Heinrich Droste zu Hülshoff († 1721), Burgmann in Telgte, Urheber gewaltsamer Streitigkeiten um das väterliche Erbe
- Johann Eberhard von Droste zu Zützen (1662–1726), kurfürstl. sächsischer General, Kommandant der Festung Königstein, Gutsbesitzer in Reddern
- Heinrich Johann I. Droste zu Hülshoff (1677–1739), Gutsbesitzer auf Burg Hülshoff, Förderer der Kirche
- Johann Benedikt von Droste zu Hülshoff, 1689 Propst der Alten Pfarr- und Stiftskirche St. Aegidii (Münster)
- Maria von Droste zu Hülshoff († 1714), Äbtissin des Klosters Hohenholte
- Heinrich Wilhelm Droste zu Hülshoff (1704–1754), kurkölnischer Kämmerer und Gutsbesitzer auf Burg Hülshoff
- Ernst Konstantin von Droste zu Hülshoff (1709–1756), Domherr in Osnabrück

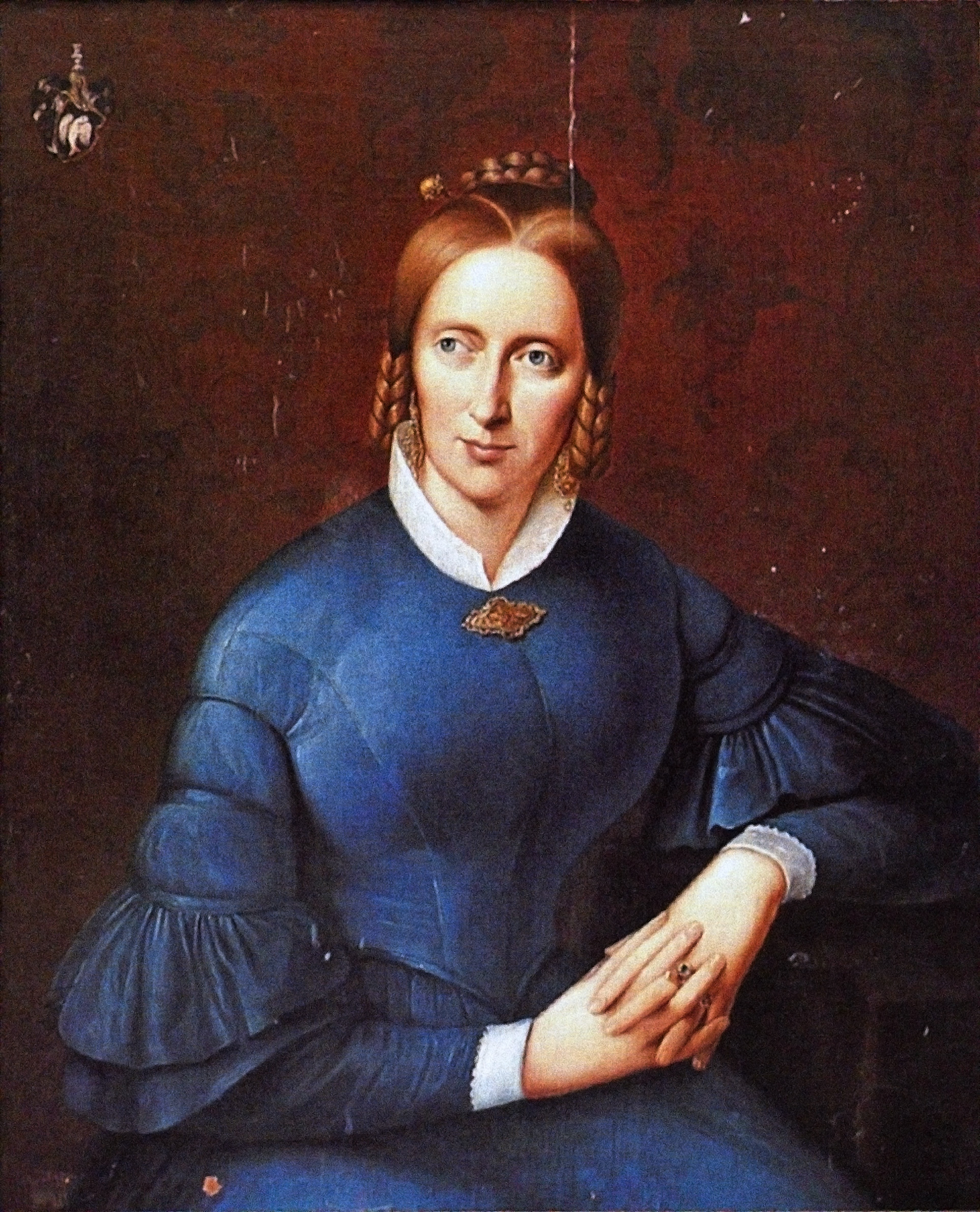
Annette Freiin Droste zu Hülshoff

- Clemens August I. von Droste zu Hülshoff (1730–1798), Gutsbesitzer auf Hülshoff und Großvater der Dichterin Annette von Droste-Hülshoff
- Johann Heinrich von Drost (* 1731; † nach 1787), preußischer Major und Chef des III. Stehenden Grenadier-Bataillons
- Anna Elisabeth von Droste zu Hülshoff (1733–1805), Äbtissin des Stifts Metelen, Patentante der Dichterin Annette von Droste-Hülshoff
- Heinrich-Johann von Droste zu Hülshoff (1735–1798), Komtur und Ratsgebietiger der Deutschordensballei Alden Biesen, fürstbischöflicher Kammerherr und Geheimer Kriegsrat, Generalleutnant und Gouverneur von Münster.
- Ernst Constanz von Droste zu Hülshoff (1736–1799), Domdechant des Hochstifts Münster
- Clemens-August II. von Droste zu Hülshoff (1760–1826), Vater der Dichterin Annette von Droste-Hülshoff und Gutsbesitzer, Maire von Roxel und Albachten und souspréfet
- Maximilian Friedrich von Droste zu Hülshoff (1764–1840), Komponist (Opern, Oratorien, Orchester- und Kammermusik), Freund des Komponisten Joseph Haydn
- Heinrich Johannes Franz von Droste zu Hülshoff (1768–1836), Dompropst des Bistums Münster
- Konstantin Ernst von Droste zu Hülshoff (1770–1841), Domherr in Münster
- Clemens-August von Droste zu Hülshoff (1793–1832), 1829/30 und 1831 Rektor der Universität Bonn, Rechtsphilosoph und Kriminalrechtler
- Jenny von Droste zu Hülshoff (1795–1859), Freifrau von Laßberg, Schwester der Dichterin Annette von Droste-Hülshoff, befreundet mit Wilhelm Grimm.

- Annette von Droste-Hülshoff (1797–1848), in viele Sprachen übersetzte Dichterin und Komponistin
- Werner-Constantin von Droste zu Hülshoff (1798–1867), Mitglied des westfälischen Provinziallandtags und Kreisdeputierter, Gutsbesitzer auf Burg Hülshoff, Ehrenritter des Souveränen Malteserordens
- Heinrich von Droste zu Hülshoff (1827–1887), preußischer Landrat von Münster und Mitglied des westfälischen Provinziallandtags, Gutsbesitzer auf Burg Hülshoff, Mitgründer der Deutschen Zentrumspartei, Ehrenritter des Souveränen Malteserordens
- Clemens Friedrich Droste zu Hülshoff (1837–1919), Landrat im Kreis Büren, Besitzer von Haus Stapel
- Ferdinand von Droste zu Hülshoff (1841–1874), Ornithologe, Schriftsteller und Präsident der Deutschen Ornithologischen Gesellschaft, Ehrenritter des Souveränen Malteserordens
- Constantin August Maria von Droste zu Hülshoff (1841–1901), deutscher Franziskaner in der Diözese La Crosse (Wisconsin) USA
- Carl Caspar von Droste zu Hülshoff (1843–1922), Offizier, Unternehmer und Gutsbesitzer.
- Elisabeth von Droste zu Hülshoff (1845–1912), deutsche Schriftstellerin.
- Therese Dahn, geb. von Droste zu Hülshoff (1845–1929), Schriftstellerin, Hrsg. der Germanischen Götter- und Heldensagen, Ehrensenatorin der Universität Breslau; Ehefrau von Felix Dahn
- Heinrich von Droste zu Hülshoff (1875–1934), deutscher Autor und Jurist
- Clemens von Droste zu Hülshoff (1881–1955), Landrat im Kreis Höxter, lebte auf Haus Stapel
- Mariano Freiherr von Droste zu Hülshoff (1907–1997), Oberlandforstmeister und Leiter der Forstdirektion Koblenz
- Jutta von Droste zu Hülshoff (1926–2015), letzte Eigentümerin und Stifterin von Burg Hülshoff
- Bernd von Droste zu Hülshoff (* 1938), Stv. UNESCO-Generaldirektor und Gründungsdirektor des Zentrums für das Welterbe
- Hortense von Gelmini, durch Heirat Freifrau Droste zu Hülshoff (* 1947), Dirigentin, Malerin, Schriftstellerin
- Wilderich von Droste zu Hülshoff (* 1948), Jurist, Autor, Vorstand der Stiftung Libertas per Veritatem, Ehrenritter des Souveränen Malteserordens

## Familiensitze mit Droste-Museen
- Burg Hülshoff bei Havixbeck
- Haus Rüschhaus, Münster

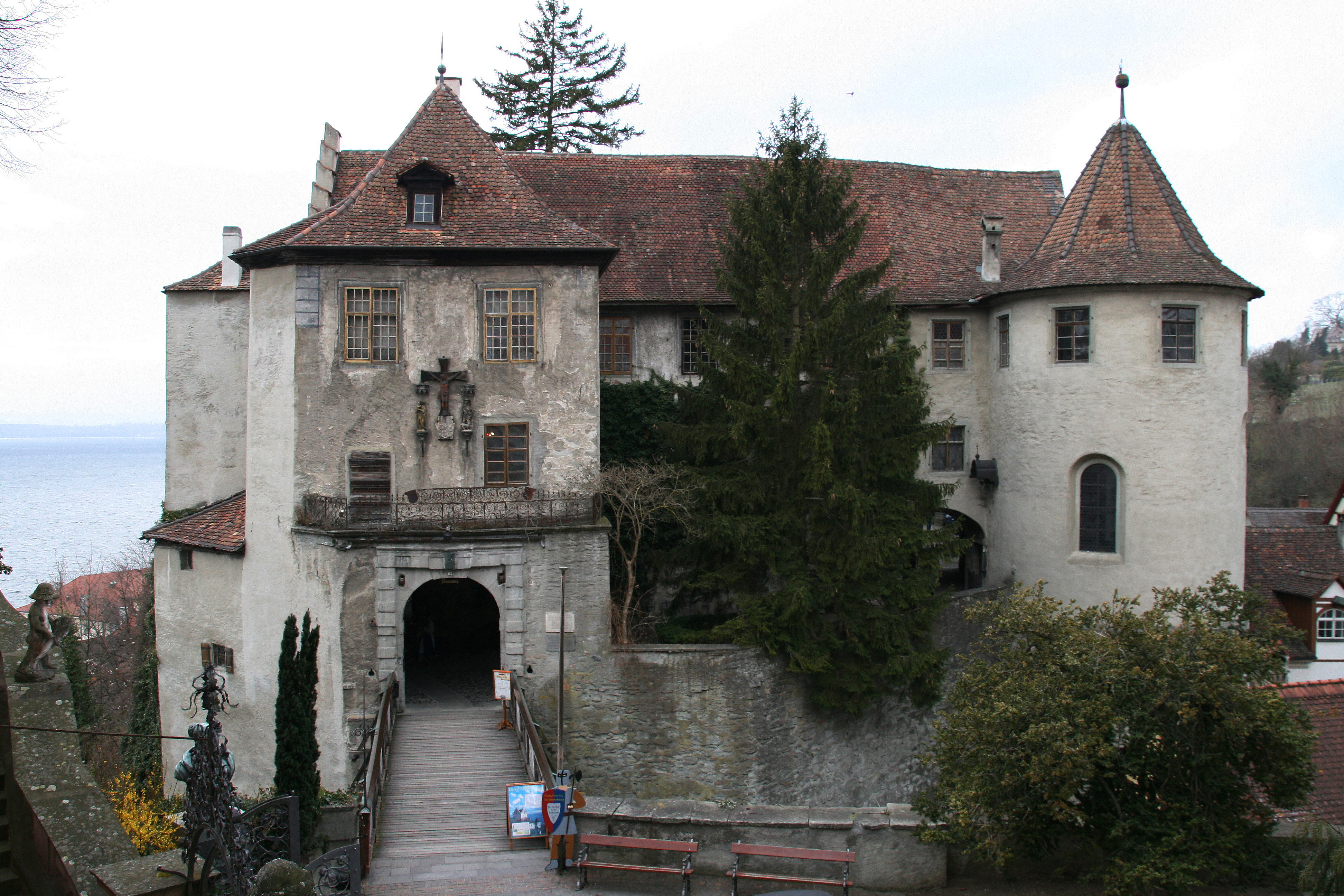
Die Ostseite der Burg Meersburg, Blick vom Neuen Schloss

- Droste-Museum Fürstenhäusle, Meersburg
- Burg Meersburg, Meersburg

## Schlosskonzerte
- Haus Stapel, Havixbeck

## Das Marienstift Droste zu Hülshoff
Das Marienstift Droste zu Hülshoff in Havixbeck geht auf ein Krankenhaus zurück, das Clemens Friedrich Freiherr Droste zu Hülshoff, Besitzer des Gutes Haus Stapel, 1882 den Bürgern von Havixbeck stiftete. Es wurde von Franziskanerinnen geleitet, bis es 1979 in ein Altenwohn- und -pflegeheim umgewandelt wurde.

## Asteroid Droste-Hülshoff
Als besondere Form der Ehrung ist die Benennung von neu entdeckten Himmelskörpern nach Persönlichkeiten der Geschichte seit über 100 Jahren gebräuchlich. Nach der Dichterin Annette von Droste zu Hülshoff (1797–1848) ist seit dem 20. März 2000 der am 13. August 1988 entdeckte Hauptgürtel-Asteroid (12240) Droste-Hülshoff benannt.